# 俄羅斯入侵烏克蘭時間軸 (2025年2月)

俄羅斯入侵烏克蘭的動態地圖（參見可交互的俄烏戰爭詳細地圖）

本條目主要列出俄羅斯入侵烏克蘭在2025年2月的過程。

## 2月1日
烏克蘭地方政府表示，截至01日上午9時，俄羅斯在過去24小時內襲擊赫爾松、敖德薩、蘇梅、尼古拉耶夫、第聶伯羅彼得羅夫斯克、頓涅茨克、波爾塔瓦、赫梅利尼茨基、盧甘斯克、切爾卡瑟、哈爾科夫和切爾尼戈夫等地，至少造成9名平民死亡，36名平民受傷。烏克蘭空軍表示，俄羅斯午夜至凌晨期間，對烏克蘭發動大規模導彈和無人機襲擊，俄軍從沃羅涅日和俄佔克里米亞地區發射7枚伊斯坎德爾-M/KN-23彈道導彈、從沃羅涅日地區上空使用戰術飛機發射10枚Kh-59/69導彈、從俄佔克里米亞和俄佔頓涅茨克地區發射7枚伊斯坎德爾-K彈道導彈、從沃羅涅日地區使用Tu-22M3轟炸機發射8枚Kh-22/32巡航導彈，使用Tu-95ms戰略轟炸機發射8枚Kh-101/Kh-55CM巡航導彈、從黑海發射2枚Kh-31P導彈、從米列羅沃區、庫爾斯克、奧廖爾、布良斯克、濱海阿赫塔爾斯克和俄佔克里米亞發射122架見證者-136無人機和不明型號無人機，防空系統擊落55架無人機。另有61架無人機因電子戰措施，未能擊中目標。烏克蘭國家應急服務表示，俄軍上午發射1枚導彈擊中波爾塔瓦市一棟住宅樓，至少造成14名平民死亡，包括2名兒童，17名平民受傷，包括4名兒童。另外，國家應急服務表示，俄軍晚上發射無人機襲擊哈爾科夫市，擊中一個工業倉庫，引發大火，沒有傷亡報告。
烏克蘭軍方表示，俄羅斯使用KAB制導空中炸彈襲擊烏佔庫爾斯克州蘇賈鎮一家寄宿學校，至少造成4名平民死亡，4名平民受傷，84人獲救。俄羅斯國防部表示，烏軍對烏佔庫爾斯克州蘇賈市一所寄宿學校發動導彈攻擊，俄羅斯防空系統定位到是從烏克蘭蘇梅州發射的導彈。烏克蘭空軍則公開戰術級戰鬥控制系統「Virazh-Tablet」所偵測到的數據顯示，是俄軍戰機發射定向制導空中炸彈實施襲擊。
烏克蘭武裝部隊總參謀部表示，自全面入侵以來，俄羅斯在烏克蘭損失839,040名士兵，過去一天俄軍有1,430人傷亡，累計損失9,902輛戰車、20,653輛裝甲戰鬥車輛、35,629輛車輛和油箱、22,493門火砲系統、1,266套多管火箭系統、1,050套防空系統、369架飛機、331架直升機、23,694架無人機、3,054枚巡弋飛彈、28艘船隻和1艘潛艦等。武裝部隊總司令瑟爾斯基表示，1月份俄軍在頓涅茨克州波克羅夫斯克方向受損約有1萬5千名士兵，其中約7千人被殺，形容當地仍然是前線最熱的地區之一。
俄羅斯國防部表示，過去一天防空系統擊落10枚美製海馬斯多管火箭系統火箭彈和108架無人機。
俄羅斯國防部表示，俄軍凌晨使用遠程精確武器對支持烏克蘭軍工企業工作的天然氣和能源基礎設施實施集群打擊，所有目標均被擊毀。中部集團軍部隊已經佔領頓涅茨克地區克雷姆斯科耶村。過去24小時內，俄軍戰役戰術航空兵、攻擊無人機、導彈部隊和炮兵摧毀烏克蘭軍用機場的基礎設施、無人機儲存倉庫及發射準備場地，並在156個地區打擊烏軍有生力量和裝備的集結地。自俄軍開展特別軍事行動以來，已摧毀烏軍652架戰機、283架直升機、42,095架無人機、590套防空系統、20,984輛坦克及裝甲戰車、1,511輛多管火箭系統、21,100門火炮和迫擊炮以及31,097輛特種軍用車輛。
波蘭武裝部隊表示，為應對俄羅斯對烏克蘭西部的大規模導彈襲擊，波蘭和北約盟軍派遣戰機，地面防空和雷達監測局勢。
烏克蘭國家警察表示，裡夫內地區徵兵和社會支援中心發生爆炸，至少造成1人死亡，6人受傷。調查小組、國家安全局和國家應急服務正在現場開展行動，連續第2天有針對徵兵相關的襲擊事件。
烏克蘭總統澤倫斯基表示，加入北約是對烏克蘭最便宜的安全保證，也是美國的機會，特朗普總統將能夠取得對俄羅斯總統普京的地緣政治勝利。另外指出美國和歐盟應該與烏克蘭和俄羅斯一起參加未來的和平談判，任何關於戰爭的談判不包括烏克蘭都非常危險。烏克蘭的第一步是與特朗普舉行一次高級別會議，以便基輔和華盛頓可以制定停火計劃。然後各方可以繼續討論涉及俄羅斯的問題。澤連斯基亦譴責俄羅斯對烏佔庫爾斯克州蘇賈鎮一家寄宿學校的襲擊，指出這就是幾十年前俄羅斯對車臣發動戰爭的方式，俄羅斯以同樣的方式殺害敘利亞人，以同樣的方式摧毀烏克蘭的家園。即使面對自己的平民，俄軍也使用類似的戰術。
烏克蘭國防部情報總局表示，駁斥斯洛伐克聲稱情報總局利用志願士兵喬治亞軍團成員在斯洛伐克策劃發動政變，指出總局結構內沒有名為喬治亞國家軍團的單位，強烈反對指控總局在斯洛伐克組織非法行動的虛假指控。
烏克蘭武裝部隊陸軍指揮部表示，1名軍人在波爾塔瓦州皮里亞廷附近一個加油站進行護送應徵士兵前往第199訓練中心的任務時，遭1名波爾塔瓦地區居民持槍威脅交出所有武器，軍人拒絕後遭該名人士開槍殺死，該名人士其後與1名應徵士兵一同逃走，數小時後，遭國家警察拘捕。
美國總統烏克蘭和俄羅斯特使凱洛格表示，美國正在敦促烏克蘭舉行選舉，可能在今年年底前完成，特別是如果在未來幾個月內與俄羅斯達成休戰後舉行，認為大多數民主國家在戰時舉行選舉，將能夠加強烏克蘭的民主，是堅實的民主之美，亦不止一個人可能競選。
北約秘書長呂特表示，對基輔和莫斯科之間未來的任何和平談判都有想法，但認為目前需要保持秘密，將確保俄羅斯總統普京再也不會嘗試征服烏克蘭，北約現在要做的最重要事情是用武器和訓練士兵來支援基輔。如果烏克蘭決定參加和平談判，便需將普京帶到談判桌上。

## 2月2日
烏克蘭赫爾松州州長表示，俄軍使用無人機襲擊一輛小巴，至少造成5名平民受傷，包括2名兒童。
烏克蘭武裝部隊總參謀部表示，自全面入侵以來，俄羅斯在烏克蘭損失840,360名士兵，過去一天俄軍有1,320人傷亡，累計損失9,908輛戰車、20,667輛裝甲戰鬥車輛、35,709輛車輛和油箱、22,538門火砲系統、1,267套多管火箭系統、1,050套防空系統、369架飛機、331架直升機、23,793架無人機、3,054枚巡弋飛彈、28艘船隻和1艘潛艦等。
俄羅斯國防部表示，過去一天防空系統擊落1枚美製海馬斯多管火箭系統火箭彈和44架無人機。
俄羅斯國防部表示，過去24小時內，俄軍戰役戰術航空兵、攻擊無人機、導彈部隊和炮兵摧毀烏克蘭軍用機場的基礎設施、無人機儲存倉庫及發射準備場地，並在153個地區打擊烏軍有生力量和裝備的集結地。
俄羅斯Telegram頻道「Astra」報道，俄羅斯濱海邊疆區副首腦兼老虎志願部隊指揮官謝爾蓋·葉夫列莫夫在庫爾斯克州駕駛汽車期間撞上地雷，引發爆炸死亡。
烏克蘭第聶伯羅彼得羅夫斯克地區警方表示，第聶伯羅彼得羅夫斯克地區巴甫洛赫拉德一個軍事招募中心外發生爆炸，至少造成1人受傷，連續第3天有針對徵兵相關的襲擊事件。
烏克蘭總統澤倫斯基表示，國防部和國防採購局之間的爭議需要解決，認為國防部長有權盡一切努力確保供應不會減緩，如果存在影響合同或交付的體制問題，則需要立即採取行動，防止中斷，強調炮彈的供應不應暫停。另外，警告俄羅斯已經正式加強與伊朗和北韓的聯盟，對美國構成直接威脅，3國已經深化軍事合作，有效地合併其國防工業，以增加武器生產。指出烏克蘭對庫爾斯克州俄羅斯指揮所發動複雜的襲擊造成數十名俄羅斯和北韓軍官死亡。
烏克蘭外交部長西比哈表示，駁斥俄羅斯總統普京關於烏克蘭總統澤倫斯基合法性的相關言論，形容言論荒謬，烏克蘭在公平的選舉中見證3位總統的更迭，美國總統特朗普在取得令人印象深刻的勝利展開第二任期，這就是民主和合法性，但普京在克里姆林宮停留四分之一世紀，廢除俄羅斯憲法、壓制反對派、關閉獨立媒體以及舉行假選舉來鞏固權力，比蘇聯領導人斯大林的任期更長，而現在這個人卻向世界講授合法性。
烏克蘭武裝部隊總司令前政治問題顧問納扎羅夫少將表示，武裝部隊前總司令兼現任烏克蘭駐英國大使扎盧日尼曾在2022年11月提議對俄羅斯別爾哥羅德州發起行動，以保護哈爾科夫州免受入侵，計劃類似於烏克蘭於2024年8月對俄羅斯庫爾斯克地區的行動，當時只差最後作出政治決定。
美國總統特朗普表示，涉及與烏克蘭和俄羅斯的討論正在取得進展，正安排與包括烏克蘭和俄羅斯在內的各方舉行會談，認為這些討論實際上進行得相當順利。

## 2月3日
烏克蘭地方政府表示，截至03日上午9時，俄羅斯在過去24小時內襲擊赫爾松、蘇梅、尼古拉耶夫、第聶伯羅彼得羅夫斯克、頓涅茨克、盧甘斯克、切爾卡瑟、哈爾科夫和切爾尼戈夫等地，至少造成2名平民死亡，21名平民受傷。烏克蘭空軍表示，俄羅斯午夜至凌晨期間，對烏克蘭發動無人機襲擊，俄軍從米列羅沃區、庫爾斯克、奧廖爾、布良斯克、濱海阿赫塔爾斯克和俄佔克里米亞發射71架見證者-136無人機和不明型號無人機，防空系統在哈爾科夫、波爾塔瓦、蘇梅、基輔、切爾尼戈夫、切爾卡瑟、扎波羅熱、第聶伯羅彼得羅夫斯克、文尼察和赫梅利尼茨基擊落38架無人機。另有25架無人機因電子戰措施，未能擊中目標。
烏克蘭武裝部隊總參謀部表示，自全面入侵以來，俄羅斯在烏克蘭損失841,660名士兵，過去一天俄軍有1,300人傷亡，累計損失9,920輛戰車、20,685輛裝甲戰鬥車輛、35,798輛車輛和油箱、22,589門火砲系統、1,268套多管火箭系統、1,053套防空系統、369架飛機、331架直升機、23,911架無人機、3,054枚巡弋飛彈、28艘船隻和1艘潛艦等。總參謀部表示，烏克蘭空軍對俄羅斯庫爾斯克州諾沃伊萬諾夫卡村附近的俄羅斯指揮所進行精確打擊，俄羅斯人員遭受重大損失。烏克蘭無人系統部隊指揮官蘇哈雷夫斯基上校表示，烏克蘭已經使用鐳射技術擊中俄羅斯目標，烏克蘭的鐳射系統名為「Tryzub」，可以在超過2公里的高度擊落飛機。自成立以來六個月內在俄羅斯領土深處進行220多次行動，發射3500多件武器。烏克蘭第831戰術航空旅表示，24歲的烏克蘭飛行員兼上尉伊萬·博洛託夫在一次戰鬥任務中陣亡。烏克蘭國民警衛隊「奧米茄」特種部隊表示，旗下「浴血黑幫」部隊創始人安東·斯皮岑在戰鬥任務中受傷後陣亡。
俄羅斯國防部表示，防空系統在過去24小時擊落4枚法製鐵錘航空制導炸彈、7枚美製海馬斯多管火箭炮炮彈和199架烏軍無人機，其中過去一夜攔截70架烏克蘭無人機，包括羅斯托夫州27架，伏爾加格勒州25架，阿斯特拉罕州7架，沃羅涅日州5架，別爾哥羅德州4架，庫爾斯克州2架。俄罗斯阿斯特拉罕州州長表示，當地能源设施遭到乌军无人机攻击，一架无人机坠落阿斯特拉罕天然氣加工廠後引发火灾。伏爾加格勒州州長表示，防空系統擊退大規模攻擊，沒有人員傷亡，但墜落的無人機碎片導致當地一家煉油廠起火，當地電網亦出現短期電壓下降。俄羅斯Telegram頻道「Baza」報道，伏爾加格勒居民表示夜間至少50起爆炸事件，所有無人機都在當地盧科伊爾煉油廠上空被攔截。阿斯特拉罕、喀山、乌里扬诺夫斯克、下卡姆斯克和萨拉托夫5个城市机场实施临时航空管制。
俄羅斯國防部表示，過去一天，烏軍在特別軍事行動中損失1,295名軍人。
烏克蘭傳媒「基輔獨立報」引述烏克蘭國家安全局消息報道，國家安全局和特種作戰部隊無人機襲擊由俄羅斯最大的石油生產企業「盧克石油」擁有的伏爾加格勒一家煉油廠和阿斯特拉罕一家天然氣加工廠的初級加工單位和技術單位，相關設施已停止運營，目標設施均為俄軍提供主要燃料。
俄羅斯國營傳媒「塔斯社」報道，遭烏克蘭通緝的親俄頓涅茨克地區反烏克蘭武裝「阿爾巴特」營領袖阿曼·薩基相在俄羅斯莫斯科精英住宅區住所的爆炸中受傷，送院後死亡，俄羅斯調查委員會已對爆炸展開調查。烏克蘭國家安全局指控薩基相在2014年烏克蘭「廣場革命」中組織僱傭的親俄暴徒騷擾親歐抗議者，在革命期間，於基輔市中心組織謀殺案，被列入國際通緝名單。在俄羅斯全面入侵爆發後，成立反烏克蘭武裝「阿爾巴特」營，成為俄羅斯國防部的準軍事部隊，參與對烏克蘭的作戰。
烏克蘭總統澤倫斯基表示，烏克蘭武裝部隊正在向使軍隊現代化的新組織結構過渡，政府和軍方正專注於實施重組計劃，改革軍隊結構和轉向以軍團為基礎的制度。
俄羅斯總統普京簽署命令，恢復蘇聯時期的「國際廣播與電視組織歌唱大賽」，預計將有中國、古巴及巴西等「友好國家」參與，以對抗墮落的現代西方文化，目的是發展國際文化和人道主義合作。自2022年2月俄羅斯入侵烏克蘭以來，俄羅斯一直被禁止使用歐洲電視網和參與歐洲歌唱大賽。
烏克蘭武裝部隊總司令瑟爾斯基表示，譴責過去連續3天發生針對徵兵軍官的暴力襲擊，造成多人死傷，呼籲對肇事者進行全面調查和懲罰。同時承認入伍存在持續問題，但強調公眾支援軍隊的重要性，如果沒有公眾對軍隊的支援和對軍隊的尊重，烏克蘭的國防是不可能的。另外瑟爾斯基表示，將烏克蘭在俄羅斯庫爾斯克州的行動和對俄羅斯領土深處的軍事設施的打擊列為基輔的主要戰場優先事項，烏軍將繼續有效地摧毀俄羅斯的軍事設施，以減少其打擊潛力，並正在摧毀在烏克蘭和俄羅斯的俄軍，其餘關鍵優先事項，包括保持防線、防止俄羅斯推進和加強使用無人系統。
烏克蘭國家安全局表示，逮捕一名為俄羅斯情報部門工作的23歲烏克蘭男子，男子曾在社交媒體上表達過親俄觀點，並希望移居俄羅斯。曾因褻瀆烏克蘭士兵的墳墓而被起訴，該男子在俄羅斯情報部門的指示下到里夫內州薩尼市，試圖炸燬裝有武裝部隊軍事裝備的火車經過的交界處的鐵路軌道，在試圖放置用於遠端引爆的爆炸物時被拘留。另亦負責收集利沃夫州軍事設施的情報。
烏克蘭總統辦公室主任葉爾馬克表示，透過「帶孩子回來」計劃，烏克蘭成功帶回12名被強行帶到俄羅斯佔領土的兒童。
烏克蘭特殊情況下人員失蹤專員多布羅謝爾多夫表示，留意到一幅懷疑與處決烏克蘭士兵相關的照片從俄羅斯社群流出，烏克蘭國家警察將進行調查，以澄清事件情況，找到屍體並收集更多細節，相片顯示一名俄軍抱着一名烏克蘭士兵被切斷的頭。
聯合國烏克蘭人權監測團表示，對俄羅斯軍隊處決烏克蘭戰俘的人數急劇增加感到震驚，自2024年8月底以來，監測團在24起獨立事件中記錄總共79起處決事件，部分與集體處決有關。監察團已採訪證人，並分析烏克蘭和俄羅斯訊息來源釋出的影片和照片，顯示烏克蘭戰俘的屍體。許多投降或被俄軍拘留的烏克蘭士兵當場被槍殺，包括手無寸鐵和受傷的烏克蘭士兵，處決集中發生在俄羅斯正在進行進攻行動的地區。監測團團長貝爾表示，發現俄羅斯公眾人物明確呼籲對被俘的烏克蘭士兵進行不人道的待遇和處決，至少記錄三宗同類呼籲以及與俄軍有聯絡的團體在社交媒體上釋出的帖文。所有處決被俘的烏克蘭軍事人員的指控以及呼籲或縱容此類行為的公開宣告都必須得到調查。另外亦記錄2024年烏克蘭軍隊處決一名受傷和喪失行為能力，但尚未被俘虜的俄羅斯士兵事件。
俄羅斯非政府組織「依良心拒服兵役者運動」表示，俄羅斯國防部提議修改軍事體檢規則，以簡化精神病、高血壓和梅毒患者的徵兵規定，梅毒患者將被視為適合服役，但有輕微限制，患有中度、短期內源性精神病和與壓力或情緒障礙相關的嚴重神經質性精神病者，將被視為符合一些限制的資格。
美國總統特朗普表示，希望與烏克蘭協商一項協議，讓基輔保證供應用於電子產品的關鍵元素稀土金屬，以換取美國向基輔持續提供軍事與經濟援助。另外特朗普正式任命凱洛格中將為美國總統烏克蘭和俄羅斯特使。
匈牙利總理歐爾班在接受訪問時迴避回答其個人是否認為俄羅斯是一個侵略國的問題，並提議將判斷權留給歷史學家，認為儘管俄羅斯總統普京在2021年要求北約減少成員國至1997年的數量，相關要求使匈牙利和其他中歐國家被排除在北約之外，但俄羅斯並沒有對匈牙利構成威脅，且俄羅斯總統普京曾表明不認為匈牙利在北約對俄羅斯構成威脅。
新聞通訊社「路透社」發表分析表示，美國對烏克蘭的軍事援助被推遲，不僅是由於美國國會共和黨籍議員反對600億美元援助，更因為拜登政府內部混亂和對與俄羅斯衝突升級的擔憂。美國政府不同部門使用不同的交付定義，造成對到達烏克蘭的援助量的混亂，2024年11月烏克蘭只收到美國當年承諾提供的現有國防儲備的一半，截至12月初只有30%承諾提供的裝甲車交付。截止2024年9月為止，拜登政府平均每月向烏克蘭提供約5.58億美元援助，但在特朗普於總統選舉中獲勝後，美國軍事援助激增，達到自2023年年中以來從來沒有的水平。2024年10月到拜登於2025年1月20日卸任期間，美國平均每月提供11億美元援助，與俄羅斯全面入侵前兩年的速度相吻合。

## 2月4日
烏克蘭地方政府表示，截至04日上午9時，俄羅斯在過去24小時內襲擊赫爾松、蘇梅、尼古拉耶夫、第聶伯羅彼得羅夫斯克、頓涅茨克、盧甘斯克、切爾卡瑟、哈爾科夫、基輔和切爾尼戈夫等地，至少造成2名平民死亡，13名平民受傷。烏克蘭空軍表示，俄羅斯午夜至凌晨期間，對烏克蘭發動無人機襲擊，俄軍從庫爾斯克、奧廖爾、布良斯克發射65架見證者-136無人機和不明型號無人機，防空系統在波爾塔瓦、 蘇梅、基輔、切爾尼戈夫和切爾卡瑟擊落37架無人機。另有28架無人機因電子戰措施，未能擊中目標。哈爾科夫州州長表示，俄羅斯發射1枚導彈襲擊伊久姆鎮，至少造成5名平民死亡，包括1名孕婦，55名平民受傷。
烏克蘭武裝部隊總參謀部表示，自全面入侵以來，俄羅斯在烏克蘭損失842,930名士兵，過去一天俄軍有1,270人傷亡，累計損失9,938輛戰車、20,709輛裝甲戰鬥車輛、35,921輛車輛和油箱、22,655門火砲系統、1,269套多管火箭系統、1,053套防空系統、369架飛機、331架直升機、24,003架無人機、3,054枚巡弋飛彈、28艘船隻和1艘潛艦等。烏克蘭軍方霍爾蒂恰作戰戰術小組引述情報報告表示，庫皮揚斯克地區的俄羅斯指揮官命令士兵奪回在烏克蘭火力下撤退的陣地，並威脅如果拒絕，將處決他們。烏克蘭國防部情報總局局長布達洛夫表示，約有8千名北韓士兵仍在俄羅斯庫爾斯克州與烏克蘭作戰，指出北韓軍隊的數量已經減少，烏克蘭正試圖確定原因，同時表示北韓軍隊遭受重大損失可能與其缺乏戰鬥經驗以及使用有限的裝備進行人波攻擊的戰術有關，北韓士兵幾乎沒有任何戰鬥車輛進行攻擊，對抗烏克蘭無人機和大炮，對人身安全的漠視使烏克蘭的防禦更具挑戰性。
俄佔頓涅茨克地區戈爾洛夫卡市官員表示，烏軍對該市一處市場發動襲擊，至少造成5名平民受傷。
俄羅斯國防部表示，過去一天，烏軍在特別軍事行動中損失1,265名軍人。
烏克蘭國家電網表示，由於使用量增加和俄羅斯對能源系統的攻擊，哈爾科夫州、蘇梅州、頓涅茨克州、波爾塔瓦州、扎波羅熱州、基洛夫格勒州、第聶伯羅彼得羅夫斯克州和切爾卡瑟州實施緊急能源停電。
烏克蘭總統澤倫斯基表示，烏克蘭對與其合作伙伴開採稀土持開放態度，認為合作夥伴協助烏克蘭保護領土，並使用他們提供的武器以及制定制裁計劃擊退敵人，這絕對是公平的，在去年9月份會見當時尚未當選的特朗普時已經提出相關建議。同時指出烏克蘭政府正在安排特朗普重返白宮以來，美國代表團首次訪問烏克蘭的細節，烏克蘭總統辦公室正在與特朗普團隊溝通，包括美國總統烏克蘭和俄羅斯特使凱洛格和國家安全顧問華爾茲。
烏克蘭總統澤倫斯基接受英國著名主持人皮爾斯·摩根訪問時表示，如果與俄羅斯總統普京會面是唯一能給烏克蘭帶來和平的安排，準備好與普京坐在談判桌上，烏克蘭已經準備好結束戰爭的「熱階段」，願意與俄羅斯談判並認為代表了一定程度的妥協。但重申談判程序應該包括烏克蘭、美國、歐盟和俄羅斯，基輔不會願意承認任何被佔領的烏克蘭土地為俄羅斯領土。另外批評早前曾訪問俄羅斯總統普京的美國極右翼評論員塔克·卡森，正在傳播錯誤資訊並模仿克里姆林宮的敘述，包括指責澤倫斯基像獨裁者一樣，壓制宗教自由和烏克蘭俄語族群的權利，澤倫斯基形容都是謊言，這就是普京的敘述，誤導美國公眾，認為俄羅斯的全面戰爭對烏克蘭東部的領土打擊最大，意味普京的暴力不成比例地針對講俄語族群。同時公布自2022年2月俄羅斯全面入侵開始以來，烏克蘭在戰場上損失45,100名士兵，共有39萬名士兵在戰鬥中受傷，部分士兵可能多次受傷，實際受傷人數可能較少，大約一半的戰鬥中受傷的士兵返回戰場。亦就加入北約表示，承認烏克蘭加入北約可能會推遲數年或數十年，如果美國不準備接受烏克蘭加入北約，美國應該為烏克蘭提供核武器等替代安全保障。烏克蘭在戰場上使用的武器和裝備中約有40%是由烏克蘭製造，而美國貢獻大約30%，暗示如果華盛頓決定撤回援助，將產生嚴重後果。
烏克蘭駐美國大使馬爾卡羅娃回應早前美國總統烏克蘭和俄羅斯特使凱洛格指出烏克蘭應該及早舉行選舉的呼籲，表示在俄羅斯戰爭結束之前，烏克蘭不會舉行選舉，美國亦尚未與烏克蘭討論在2025年底前舉行選舉的必要性。
獲任命出任烏克蘭駐北約在德國設立負責對烏克蘭提供安全援助的指揮部代表的烏克蘭南部作戰司令部司令沙波瓦洛夫表示，辭去作戰司令部司令一職。

國際原子能機構總幹事格羅西訪問基輔，會見烏克蘭官員，討論戰時核安全問題並表示，俄羅斯對烏克蘭電網的持續攻擊會增加核事故的風險。
南韓國家情報院表示，自1月中旬以來，沒有跡象表明北韓軍隊被部署到俄羅斯庫爾斯克地區參與戰鬥，認為重大損失可能是撤軍的原因之一。
德國總理朔爾茲批評美國總統特朗普提議將對烏克蘭的軍事援助與獲得該國的稀土資源聯繫起來，形容是非常自私和以自我為中心的建議，強調應該先幫助烏克蘭重新站起來，其資源應該用於戰後的重建。
美國國務卿魯比奧在兼任代理美國國際開發署署長後表示，國際開發署應該為美國的利益服務，而不是成為慈善機構，強調特朗普政府不打算停止所有國際援助，但援助的存在需要是為了促進美國的國家利益，並確保值得信賴的合作伙伴和盟友受益。在烏克蘭出生的美國眾議院民主黨籍議員歐仁·溫德曼表示，特朗普政府凍結對外援助90天，影響支援起訴俄羅斯戰爭罪和襲擊後恢復烏克蘭能源基礎設施的計劃，包括暫停美國對戰爭罪案調查的援助，以及停止對協助調查的國際專家的支援，重建在俄羅斯襲擊後受損的烏克蘭基礎設施和電網的計劃亦被凍結。
俄羅斯獨立媒體「Mediazona」於2月4日報道，俄羅斯法院在2024年收到2萬份索賠，要求宣佈個人失蹤或死亡，比前幾年增加2.5倍。從2024年年中開始，申請人數激增，是自2022年俄羅斯入侵烏克蘭以來失蹤人員案件的首次大幅增加。大多數索賠都是由俄軍部隊指揮官提出，試圖將失蹤士兵，包括假定死亡但缺乏官方確認，從人事名冊中刪除，以允許單位招募替代者。

## 2月5日
烏克蘭地方政府表示，截至05日上午9時，俄羅斯在過去24小時內襲擊赫爾松、蘇梅、尼古拉耶夫、第聶伯羅彼得羅夫斯克、頓涅茨克、盧甘斯克、切爾卡瑟、哈爾科夫和切爾尼戈夫等地，至少造成8名平民死亡，70名平民受傷。烏克蘭空軍表示，俄羅斯午夜至凌晨期間，對烏克蘭發動大規模導彈和無人機襲擊，俄軍從庫爾斯克地區發射2枚伊斯坎德爾-M彈道導彈，從庫爾斯克、奧廖爾、布良斯克和濱海阿赫塔爾斯克發射104架見證者-136無人機和不明型號無人機，防空系統在波爾塔瓦、蘇梅、基輔、切爾尼戈夫、哈爾科夫、日托米爾、赫梅利尼茨基、基洛夫格勒和切爾卡瑟擊落57架無人機。另有42架無人機因電子戰措施，未能擊中目標。
烏克蘭武裝部隊總參謀部表示，自全面入侵以來，俄羅斯在烏克蘭損失844,070名士兵，過去一天俄軍有1,140人傷亡，累計損失9,947輛戰車、20,721輛裝甲戰鬥車輛、36,078輛車輛和油箱、22,707門火砲系統、1,269套多管火箭系統、1,053套防空系統、369架飛機、331架直升機、24,102架無人機、3,054枚巡弋飛彈、28艘船隻和1艘潛艦等。
俄羅斯克拉斯諾達爾邊疆區行政長官表示，防空部隊擊退烏克蘭無人機的攻擊，無人機殘骸墜落在裝有石油產品的油箱，引發火災。烏克蘭國家安全與國防委員會下屬的「反虛假信息中心」表示，襲擊阿爾巴什石油公司在諾沃明斯卡婭的石油倉庫。烏克蘭武裝部隊總參謀部表示，過去一夜烏軍襲擊克拉斯諾達爾邊疆區的俄羅斯石油設施和俄佔扎波羅熱地區的山毛櫸防空系統。
俄羅斯國防部表示，過去一天，烏軍在特別軍事行動中損失1,130名軍人。
烏克蘭國家警察表示，赫梅利尼茨基州卡緬涅茨-波多利斯基市一個徵兵辦公室外發生爆炸，至少造成1人死亡，4人受傷。是一星期內第4宗類似事件。
烏克蘭總統澤倫斯基表示，與俄羅斯進行交換戰俘，150名烏克蘭士兵和2名平民返回烏克蘭，當中包括武裝部隊軍人、國民警衛隊成員、邊防軍、領土國防軍和警察，部分戰俘被關押2年多。俄羅斯國防部則表示，作為交換的一部分，150名俄羅斯軍人從烏克蘭獲釋。另外澤連斯基簽署法律，將戒嚴令和全面動員令從2月8日延長至5月9日。批准對俄羅斯影子艦隊的57名船長和55名參與在被佔領的克里米亞搶劫烏克蘭文化遺產的個人進行制裁，包括俄羅斯文化部、俄羅斯科學院的高級官員，以及俄羅斯主要國營博物館的館長等。
俄羅斯外交部長拉夫羅夫在與外國駐俄羅斯大使召開圓桌會議上表示，特朗普總統在首批演講中，批評美國前總統拜登政府在烏克蘭危機上的立場時表示，主要錯誤之一是將烏克蘭拉入北約，是整個西方世界的領導人首次發表相關言論。俄方整體上對特朗普的言論表示歡迎，認為北約問題首次被定為美國願意認真討論的議題。
俄羅斯總統新聞秘書佩斯科夫表示，重申俄羅斯認為烏克蘭總統澤倫斯基仍然在任合法性方面存在重大問題，但表示莫斯科仍然願意接受談判，形容最近澤倫斯基關於談判的評論是空話，認為相關評論必須基於實際的準備和願望。同時形容澤連斯基關於向烏克蘭提供核武器的言論近乎瘋狂，實際上存在核不擴散等制度。
烏克蘭國家安全局表示，俄羅斯情報部門網上招募1名來自日托米爾州的21歲失業男子在1日對裡夫內的徵兵辦公室發動襲擊，該名男子帶著一個載有簡易爆炸裝置的旅遊揹包抵達裡夫內市，俄羅斯特工遠端控制裝置爆炸，導致該名男子死亡，8名軍人受傷。安全局相信該名男子事前並不知道自己會被炸死。
烏克蘭司法部表示，烏克蘭在2024年記錄495,090例因各種原因的死亡紀錄，是出生人數的三倍，資料僅在目前由烏克蘭控制的領土上收集，缺乏俄佔頓涅茨克、俄佔赫爾松和俄佔扎波羅熱地區的部分資料以及俄佔盧甘斯克和俄佔克里米亞的全部資料，第聶伯羅彼得羅夫斯克州的死亡率最高，為53,268人死亡，首都基輔和哈爾科夫州在與俄羅斯接壤的東北部記錄約3萬5千人死亡。2024年烏克蘭有176,679名兒童出生，與2021年全面入侵前的資料相比，出生人數減少35.5%。
烏克蘭駐南韓大使波諾馬連科表示，烏克蘭願意與南韓就可能移交被俘的北韓士兵進行談判，鑑於北韓軍人被遣返北韓的生命和自由受到威脅，如果他們拒絕返回，雖然目前烏克蘭和韓國尚未開始正式會談，但基輔準備討論將士兵轉移到第三國的可能性。
美國總統特朗普表示，美國正在與俄羅斯和烏克蘭領導人就戰爭進行接觸，形容接觸有建設性，烏克蘭的損毀看起來和加沙一樣糟糕，甚至更糟，雙方的戰爭是一場人類的悲劇，美國將竭盡全力阻止其繼續。美國富商、政府效率部負責人馬斯克表示，負責向烏克蘭提供多項支援的美國國際開發署為犯罪組織，聲稱總統特朗普已同意關閉機構，同時在社交平台轉發一則貼文聲稱，國際開發署曾資助多位名人訪問烏克蘭，包括演員安祖蓮娜祖莉、辛·潘和尚格雲頓等。聯合國難民事務高級專員親善大使、在貼文中被指收售400萬美元訪問烏克蘭的美國演員賓·史迪拿則在社交平台回應指，自己從未收受任何資金，完全自費訪問烏克蘭，形容相關貼文是來自俄羅斯媒體的謊言。烏克蘭國家安全與國防事務委員會打擊虛假訊息中心表示，馬斯克轉發的貼文引述的文章所來自的新聞網站並不存在，認為是俄羅斯製作的假新聞。美國司法部長邦迪表示，司法部將關閉2022年啟動的制裁與克里姆林宮有聯絡的寡頭的專案，特朗普政府的優先事項將集中於打擊販毒集團和國際幫派。
英國外交大臣林德偉到訪基輔，烏克蘭駐英國大使、前武裝部隊總司令扎盧日內前往迎接，討論雙邊合作和烏克蘭的安全。林德偉亦與烏克蘭外交部長西比哈會面，兩人一同表示沒有看到跡象表明，俄羅斯準備就烏克蘭的和平進行認真談判。林德偉宣布英國將向烏克蘭提供6,900萬美元的人道主義和經濟援助，以促進兩國之間的長期夥伴關係，資金將用於社會、人道主義和能源專案，以加強復原力。西比哈則表示，烏克蘭擁有強大的地下天然氣儲存設施，有潛力與西方盟友進行密切、互利的合作，特別是儲存美國液化天然氣，以加強合作和歐洲的能源安全。
歐洲清算銀行表示，將會在3月向烏克蘭提供凍結的俄羅斯中央銀行資產中約20.5億美元的利潤。
阿塞拜疆總統辦公室表示，將向烏克蘭提供價值100萬美元的能源裝置，作為人道主義援助，支援烏克蘭的能源電網，形容兩國正在友誼和夥伴關係的基礎上發展。
新聞通訊社「路透社」引述1名不具名阿塞拜疆官員透露，去年12月阿塞拜疆航空8243號班機空難事件，客機是被俄羅斯鎧甲-S1防空導彈擊中。

## 2月6日
烏克蘭地方政府表示，截至06日上午9時，俄羅斯在過去24小時內襲擊赫爾松、蘇梅、尼古拉耶夫、第聶伯羅彼得羅夫斯克、頓涅茨克、盧甘斯克、切爾卡瑟、哈爾科夫和切爾尼戈夫等地，至少造成1名平民死亡，24名平民受傷。烏克蘭空軍表示，俄羅斯午夜至凌晨期間，對烏克蘭發動導彈無人機襲擊，俄軍從羅斯托夫地區發射2枚伊斯坎德爾-M彈道導彈，從庫爾斯克、奧廖爾、沙塔洛沃、布良斯克和米列羅沃區發射77架見證者-136無人機和不明型號無人機，防空系統在波爾塔瓦、蘇梅、基輔、切爾尼戈夫、哈爾科夫、日托米爾、文尼察、扎波羅熱、第聶伯羅彼得羅夫斯克、敖德薩和切爾卡瑟擊落56架無人機。另有18架無人機因電子戰措施，未能擊中目標。
烏克蘭武裝部隊總參謀部表示，自全面入侵以來，俄羅斯在烏克蘭損失845,310名士兵，過去一天俄軍有1,240人傷亡，累計損失9,965輛戰車、20,737輛裝甲戰鬥車輛、36,211輛車輛和油箱、22,753門火砲系統、1,271套多管火箭系統、1,055套防空系統、369架飛機、331架直升機、24,185架無人機、3,054枚巡弋飛彈、28艘船隻和1艘潛艦等。總參謀部表示，午夜至凌晨期間使用無人機襲擊俄羅斯克拉斯諾達爾邊疆區的普里莫爾斯科-阿克塔爾斯克機場，擊中目標的無人機關鍵發射場，引發爆炸。在俄羅斯庫爾斯克地區長達6個月的戰鬥中，俄羅斯的損失近4萬人，超過1萬6千人死亡，烏軍行動期間俘虜909名俄羅斯士兵，迫使俄羅斯向庫爾斯克州轉移大量資源，削弱在其他前線的陣地。烏克蘭軍方霍爾蒂恰作戰戰術小組發言人表示，俄羅斯1月份在烏克蘭波克羅夫斯克地區損失的士兵數量比第二次車臣戰爭的約6千人還要多，過去一天，俄羅斯對波克羅夫斯克發動24次襲擊，但烏克蘭仍然控制城市。
俄羅斯國防部表示，過去一天防空系統擊落2枚法製鐵錘航空制導炸彈、10枚美製海馬斯多管火箭系統火箭彈和108架無人機。
俄羅斯國防部表示，過去一天，烏軍在特別軍事行動中損失1,090名軍人。過去24小時內，俄軍戰役戰術航空兵、攻擊無人機、導彈部隊和炮兵摧毀烏克蘭軍用機場的基礎設施、無人機儲存倉庫及發射準備場地，並在142個地區打擊烏軍有生力量和裝備的集結地。自俄軍開展特別軍事行動以來，已摧毀烏軍653架戰機、283架直升機、42,569架無人機、590套防空系統、21,047輛坦克及裝甲戰車、1,513輛多管火箭系統、21,292門火炮和迫擊炮以及31,239輛特種軍用車輛。另外，國防部表示，烏克蘭部署多達2個機械化營在庫爾斯克發動進攻。庫爾斯克州州長表示，進攻導致雷利斯克區一條天然氣管道受損。俄羅斯多名軍事博主則表示，烏軍向蘇賈東南部、法納塞耶夫卡和烏拉諾克定居點推進。
烏克蘭總統澤倫斯基表示，仍未看到美國總統特朗普就結束俄羅斯對烏克蘭的全面戰爭有正式計劃，但已瞭解計劃的方向，在特朗普就職典禮前曾與美國官員討論一些細節，團隊將共同努力，任何人都無法單獨制定計劃，即使是美國，讓我們等待正式談判和正式結果。
烏克蘭武裝部隊總司令瑟爾斯基表示，俄羅斯正在組建無人系統部隊，計劃在2023年為部隊設立277個軍事單位，招募多達21萬名人員，表明烏克蘭將會繼續加強其無人部隊的實力，指出1月份被摧毀的俄羅斯裝置中有66%是各種型別的攻擊無人機造成。
美國總統烏克蘭和俄羅斯特使凱洛格表示，駁斥烏克蘭重新獲得核武器的可能性，形容機會微乎其微，甚至不可能發生，指出本屆政府回歸常識，當有人提出這個建議時，請運用你的常識。又指出美國不會在下週的慕尼黑安全會議上提出結束俄羅斯對烏克蘭的全面戰爭的計劃，會先聆聽歐洲領導人的看法並將有關內容帶回美國。並再次重申烏克蘭將達到必須舉行選舉的地步，這是民主健康的標誌，選舉不能立即舉行，因為烏克蘭憲法禁止在戒嚴期間舉行選舉，但斷言在戰爭中舉行投票的能力表明民主運作良好，澄清並不意味著烏克蘭總統澤倫斯基應該離開。同時指出，總統特朗普正準備加強對俄羅斯的制裁，以迫使克里姆林宮結束對烏克蘭的戰爭，藉此目前針對俄羅斯的制裁，特別是能源方面仍有進一步加強的餘地。
法國國防部長勒克努表示，巴黎已向烏克蘭交付首批幻象2000-5戰機，以幫助基輔保衛其領空免受俄羅斯的侵犯。烏克蘭飛行員和機械師已在法國東部接受戰機操作訓練，戰機亦經過改裝，包括可以阻擋俄羅斯的訊號干擾。
俄羅斯人權組織「OVD-Info」報道，俄羅斯執法人員上門調查俄羅斯歌手瓦迪姆·斯特羅伊金公開反對烏克蘭戰爭及涉嫌向烏克蘭武裝部隊捐款的刑事案件時，斯特羅伊金從家中窗戶墮下，當場死亡。俄羅斯調查委員會已對斯特羅伊金的死亡展開調查。
新聞通訊社「路透社」引述消息人士透露，自2024年12月以來，俄羅斯在烏克蘭戰場上使用的北韓製導彈準確度提升，最近幾周向烏克蘭發射的20多枚，北韓彈道導彈，準確度有所提高，與預定目標的偏差減少到50-100米，分析人士認為，北韓正在利用戰場作為其導彈技術的試驗場，增強其武器以便將來使用。同時報道北韓已向俄羅斯提供500多萬枚炮彈和至少100枚短程彈道導彈，包括KN-23/24型。

## 2月7日
烏克蘭地方政府表示，截至07日上午9時，俄羅斯在過去24小時內襲擊赫爾松、蘇梅、尼古拉耶夫、第聶伯羅彼得羅夫斯克、頓涅茨克、盧甘斯克、切爾卡瑟、哈爾科夫和切爾尼戈夫等地，至少造成3名平民死亡，5名平民受傷。烏克蘭空軍表示，俄羅斯午夜至凌晨期間，對烏克蘭發動無人機襲擊，俄軍從庫爾斯克、奧廖爾、沙塔洛沃、布良斯克和米列羅沃區發射112架見證者-136無人機和不明型號無人機，防空系統在哈爾科夫、波爾塔瓦、蘇梅、基輔、切爾卡瑟、切爾尼戈夫、基洛夫格勒、日托米爾、赫梅利尼茨基、扎波羅熱、第聶伯羅彼得羅夫斯克、尼古拉耶夫、敖德薩和擊落81架無人機。另有31架無人機因電子戰措施，未能擊中目標。
烏克蘭武裝部隊總參謀部表示，自全面入侵以來，俄羅斯在烏克蘭損失846,650名士兵，過去一天俄軍有1,340人傷亡，累計損失9,975輛戰車、20,755輛裝甲戰鬥車輛、36,307輛車輛和油箱、22,785門火砲系統、1,271套多管火箭系統、1,056套防空系統、369架飛機、331架直升機、24,301架無人機、3,054枚巡弋飛彈、28艘船隻和1艘潛艦等。烏克蘭空軍發言人表示，烏軍在南部前線城市扎波羅熱附近擊落1枚俄羅斯制導空中炸彈。
俄羅斯國防部表示，中部集團軍部隊已經佔領頓涅茨克地區捷爾任斯克，亦即烏方稱為托列茨克市。過去一周內，烏軍在特別軍事行動中損失10,435名軍人。俄羅斯武裝力量利用高精度武器和攻擊無人機進行8次集群打擊，摧毀烏克蘭軍工業企業使用的天然氣能源基礎設施。
烏克蘭總統澤倫斯基表示，北韓士兵已重新參與在俄羅斯庫爾斯克地區的戰鬥行動，數百名俄羅斯和北韓士兵已被消滅。澤連斯基亦提及正在推動與美國達成協議，允許美國公司開採烏克蘭龐大的稀土礦藏，以換取持續的財政和軍事支援，翻查政府擁有的地圖，詳細說明礦產分布，突出了其戰略重要性，目前烏克蘭不到20%的礦產資源被俄羅斯佔領，包括大約一半的稀土礦床。強調烏克蘭沒有提出贈送其資源，而是尋求互利的夥伴關係，任何協議都必須包括安全保證，以防止俄羅斯未來的侵略。對烏克蘭的安全保障是尋求與美國總統特朗普討論的主要問題，認為需要先與盟友商討，繼而才是俄羅斯。另外，提到烏克蘭對俄羅斯庫爾斯克州的行動使俄軍無法在烏克蘭東北部和南部開展大規模行動，在發動行動前，俄軍正計劃先對哈爾科夫和蘇梅州發動進攻，其後再對扎波羅熱發動襲擊，而烏軍的行動成功令俄軍撤出部分在扎波羅熱州的據點。
烏克蘭政府轄下戰略通訊與資訊安全中心表示，美國傳媒「福布斯」引述一名烏克蘭士兵消息報道指，俄羅斯在6日針對基輔市發射1枚「榛樹」新型中程高超音速導彈，但發射失敗在俄羅斯本土墜毁。中心指出相關媒體的報道只是基於有關人士的假設，不是基於真實資料，烏克蘭對此沒有正式報告。俄羅斯方面亦沒有回應或相關發射報告。
烏克蘭主管歐洲大西洋一體化事務的副總理兼司法部長斯特凡尼什娜表示，烏克蘭正在努力為此前由美國國際開發署支持的關鍵項目尋找替代資金來源，並且已經就一些項目達成初步協議，烏克蘭各部長已就能源、基礎設施、數位轉型和司法部等關鍵項目舉行會議，已經確定為恢復工作、能源恢復和網路防禦項目提供緊急資金。
烏克蘭內閣駐國會代表梅爾尼丘克表示，國防部長烏梅羅夫任命葉夫亨·莫伊修基中將和瓦列裡·丘爾金上尉出任國防部副部長，形容決定加強武裝部隊、實現管理現代化和推進軍事技術的一部分。
俄羅斯司法部網站公布，將歐洲委員會根據聯合國決議所成立用於記錄俄羅斯侵略在烏克蘭造成的傷害的「烏克蘭損失登記冊」列入不受歡迎組織。
烏克蘭國會議長斯特凡丘克表示，由37名執政人民公僕黨和在野黨組成的國會議員代表團將訪問美國，以加強與美國官員的聯絡，重啟與戰略合作伙伴的關係，全數行程由議員自費。烏克蘭總統澤倫斯基曾在6日批評國會議員過於頻密地到訪國外。
烏克蘭外交部發言人泰克伊表示，美國總統特朗普以通緝美國公民和盟友為理由制裁國際刑事法院的命令，不會影響國際刑事法院繼續履行其職能，追究俄羅斯在對烏克蘭的全面戰爭期間犯下的罪行。
烏克蘭切爾尼戈夫地區警察表示，1名因逃避動員而被通緝的男子在徵兵辦公室進行體檢期間死亡，當局正調查死亡原因。
俄羅斯奧倫堡州州長帕斯列爾表示，任命曾在烏克蘭作戰的前軍官努爾蘇丹·穆薩加列耶夫出任區域和資訊政策代理副部長。穆薩加列耶夫被烏克蘭國家安全局指控在基輔郊區布查參與對殘忍屠殺。
美國總統特朗普表示，下週可能會與澤倫斯基總統會面，並表明可能在華盛頓見面，自己不打算去基輔，與澤連斯基會面時，希望討論美國向烏克蘭提供的財政和軍事支持，以及烏克蘭資產例如稀土的安全。再次表示有興趣與俄羅斯總統普京會面，與普京有「良好的關係」。
保加利亞國防部長扎普里亞諾夫表示，已經從丹麥獲得1.8億美元援助，並預計將從美國和歐盟獲得至少3.11億美元援助，作為向基輔提供軍事裝備的補償。
新聞通訊社「路透社」引述知情人士消息報道，俄羅斯政府立法委員會批准擴大對西方在俄羅斯資產的凍結和充公計劃，將包括在俄羅斯的西方大型投資公司，回應西方將俄羅斯凍結資產的利潤轉移至烏克蘭。

## 2月8日
烏克蘭空軍表示，俄羅斯午夜至凌晨期間，對烏克蘭發動大規模無人機襲擊，俄軍從庫爾斯克、奧廖爾、沙塔洛沃、布良斯克和米列羅沃區發射139架見證者-136無人機和不明型號無人機，防空系統在哈爾科夫、波爾塔瓦、蘇梅、基輔、切爾卡瑟、切爾尼戈夫、基洛夫格勒、文尼察、日托米爾、赫梅利尼茨基、扎波羅熱、第聶伯羅彼得羅夫斯克、頓涅茨克、敖德薩和擊落67架無人機。另有71架無人機因電子戰措施，未能擊中目標。
烏克蘭武裝部隊總參謀部表示，自全面入侵以來，俄羅斯在烏克蘭損失847,860名士兵，過去一天俄軍有1,210人傷亡，累計損失9,981輛戰車、20,777輛裝甲戰鬥車輛、36,402輛車輛和油箱、22,820門火砲系統、1,273套多管火箭系統、1,056套防空系統、369架飛機、331架直升機、24,403架無人機、3,054枚巡弋飛彈、28艘船隻和1艘潛艦等。烏克蘭第28獨立機械化旅表示，防空部隊在頓涅茨克州托雷茨克鎮附近擊落1架俄軍Su-25攻擊機。
俄羅斯國防部表示，防空系統過去24小時擊落1枚美製海馬斯多管火箭彈和93架無人機。俄羅斯伏爾加格勒州州長表示，防空系統攔截烏克蘭無人機對伏爾加格勒西北200多公里處庫米爾鎮斯卡婭區的一家煉油廠的襲擊。俄佔頓涅茨克地區官員表示，烏軍炮擊馬克耶夫卡市中心汽車站，至少造成1名婦女死亡，10人受傷。
俄羅斯國防部表示，俄羅斯武裝力量作戰戰術航空兵、無人機、導彈部隊和炮兵群襲擊為烏克蘭軍工綜合體保障天然氣和石油供應的設施、軍用機場基礎設施、儲存倉庫和無人駕駛飛行器發射準備場所以及152個地區的烏方人力和裝備集結地。自特別軍事行動開始以來，俄軍共摧毀烏軍653架戰機、283架直升機、42,710架無人機、592套防空系統、21,254輛坦克和其他裝甲戰車、1,514個多管火箭發射器、21,397門火炮和迫擊炮以及31,393輛特種軍用車輛。

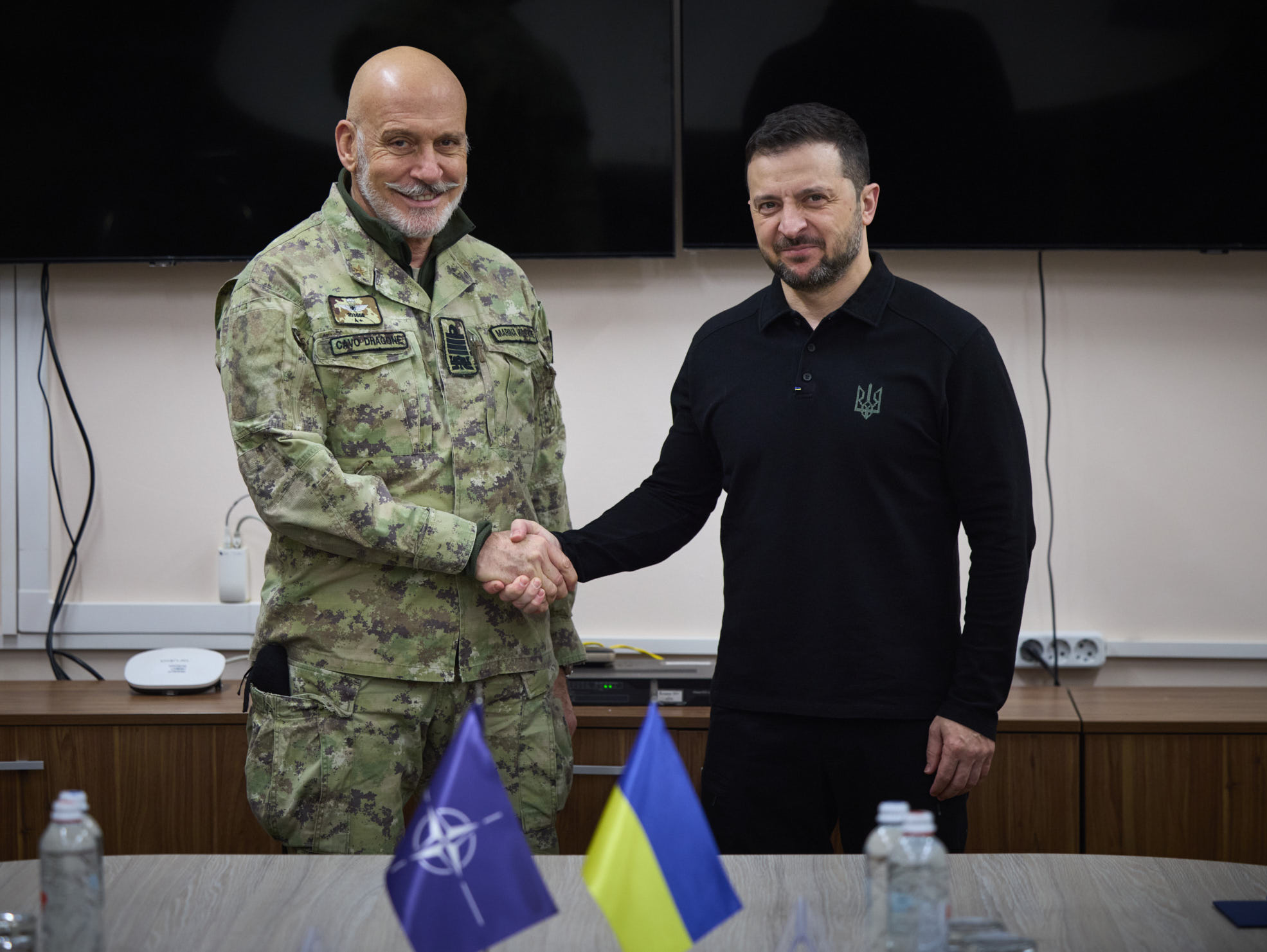
澤倫斯基會見到訪的北約軍事委員會主席德拉戈內

烏克蘭總統澤倫斯基會見到訪的北約軍事委員會新任主席德拉戈內，參觀無人機生產設施，並舉行會談，討論烏克蘭國防需要等議題。德拉戈內強調，北約一直與烏方並肩，會堅定履行對烏方的承諾，捍衛共同價值觀及原則。澤連斯基則感謝對方到訪。澤倫斯基在每日視像講話中，感謝法國統總統馬克龍，指法國日前交付的首批幻影戰機，有助烏軍抵禦俄軍攻擊，又指烏方亦正接收荷蘭提供的F-16戰機。同時表示根據情報，俄羅斯正發展新軍事生產設施，並會加強跟北韓合作，將現代化戰爭科技，包括無人機技術，輸出到當地。
烏克蘭武裝部隊總司令瑟爾斯基表示，上任第一年的關鍵軍事成就，包括遠端打擊、技術進步和北約標準訓練，成功瞄準俄羅斯的377個軍事目標，攻擊距離達1,700公里，摧毀9,200個空中目標，是前一年的兩倍多。同時軍隊努力使結構現代化，引入1.5個月的延長培訓計劃，並將外國武器培訓轉移到烏克蘭，以最佳化成本和效率。保護烏克蘭士兵的生命仍然是我們的首要任務。
美國總統特朗普表示，自己已經與俄羅斯總統普京通電話，討論烏克蘭戰爭等問題，是自2022年初以來普京與美國總統之間的首次直接對話，並表示普京希望看到人們停止死亡。俄羅斯總統新聞秘書佩斯科夫表示，未能證實相關對話。

## 2月9日
烏克蘭空軍表示，俄羅斯午夜至凌晨期間，對烏克蘭發動大規模無人機襲擊，俄軍從庫爾斯克、奧廖爾、濱海阿赫塔爾斯克、布良斯克和米列羅沃區發射151架見證者-136無人機和不明型號無人機，防空系統在哈爾科夫、波爾塔瓦、蘇梅、基輔、切爾卡瑟、切爾尼戈夫、基洛夫格勒、文尼察、日托米爾、羅夫諾、沃倫、尼古拉耶夫、赫爾松、敖德薩和擊落70架無人機。另有74架無人機因電子戰措施，未能擊中目標。第聶伯羅彼得羅夫斯克州州長表示，1架俄羅斯無人機襲擊尼科波爾市，至少造成2名平民受傷。
烏克蘭武裝部隊總參謀部表示，自全面入侵以來，俄羅斯在烏克蘭損失849,320名士兵，過去一天俄軍有1,460人傷亡，累計損失9,992輛戰車、20,797輛裝甲戰鬥車輛、36,529輛車輛和油箱、22,844門火砲系統、1,273套多管火箭系統、1,056套防空系統、370架飛機、331架直升機、24,486架無人機、3,054枚巡弋飛彈、28艘船隻和1艘潛艦等。
俄羅斯國防部表示，防空系統過去24小時擊落1枚美製海馬斯多管火箭彈和90架無人機。俄羅斯頓河畔羅斯托夫市長表示，午夜至凌晨期間，當地遭遇無人機襲擊，至少14幢建築受損。俄羅斯國防部表示，防空部隊在頓河畔羅斯托夫擊落18架無人機，並宣佈當地進入緊急狀態。
俄羅斯國防部表示，南部集團軍部隊已經佔領頓涅茨克地區奧列霍沃-瓦西里耶夫卡。俄羅斯武裝力量作戰戰術航空兵、無人機、導彈部隊和炮兵群襲擊為烏克蘭軍工綜合體保障天然氣和石油供應的設施、軍用機場基礎設施、儲存倉庫和無人駕駛飛行器發射準備場所以及147個地區的烏方人力和裝備集結地。自特別軍事行動開始以來，俄軍共摧毀烏軍653架戰機、283架直升機、42,800架無人機、592套防空系統、21,268輛坦克和其他裝甲戰車、1,514個多管火箭發射器、21,463門火炮和迫擊炮以及31,420輛特種軍用車輛。
俄羅斯國防工業企業專門為軍方生產電子戰設備的「NPP Radar Mms JSC」負責人波帕託夫表示，近日俄羅斯軍方查獲一整批FPV無人機頭戴顯示器，藏有10至15公克的塑性炸藥，只要一打開電源就會直接爆炸。這些裝置由不知情的俄羅斯民眾採購捐贈軍方，與黎巴嫩傳呼機爆炸案中以色列植入炸藥的手法高度類似，可能代表烏軍已滲透這些控制器的供應鏈伺機安裝炸藥，該批顯示器來自中國深圳天空领域科技有限公司。
俄羅斯駐北韓大使馬采戈拉表示，在烏克蘭受傷的俄羅斯士兵正在北韓接受免費治療和康復，在烏克蘭陣亡的俄羅斯軍人子女正在北韓交流，俄羅斯亦正向北韓提供煤炭、食品和藥品。
美國總統特朗普再度表明自己已與俄羅斯總統普京通話，但拒絕回應是就職前或後，只重申美國與俄羅斯和烏克蘭都有聯絡，並取得進展。
德國傳媒「明鏡周刊」報道，德國軍隊正在調查潛在的間諜活動，於1月份發現6次不明無人機在烏克蘭士兵正在接受訓練的敏感德國軍事基地上空飛行。

## 2月10日
烏克蘭地方政府表示，截至10日上午9時，俄羅斯在過去24小時內襲擊赫爾松、蘇梅、尼古拉耶夫、第聶伯羅彼得羅夫斯克、頓涅茨克、盧甘斯克、扎波羅熱、哈爾科夫和切爾尼戈夫等地，至少造成2名平民死亡，16名平民受傷。烏克蘭空軍表示，俄羅斯午夜至凌晨期間，對烏克蘭發動無人機襲擊，俄軍從庫爾斯克、奧廖爾、濱海阿赫塔爾斯克、沙塔洛沃、布良斯克和米列羅沃區發射83架見證者-136無人機和不明型號無人機，防空系統在哈爾科夫、波爾塔瓦、蘇梅、基輔、切爾尼戈夫、基洛夫格勒、扎波羅熱、第聶伯羅彼得羅夫斯克、尼古拉耶夫、赫爾松和擊落61架無人機。另有22架無人機因電子戰措施，未能擊中目標。
烏克蘭武裝部隊總參謀部表示，自全面入侵以來，俄羅斯在烏克蘭損失850,490名士兵，過去一天俄軍有1,170人傷亡，累計損失10,001輛戰車、20,813輛裝甲戰鬥車輛、36,638輛車輛和油箱、22,879門火砲系統、1,273套多管火箭系統、1,059套防空系統、370架飛機、331架直升機、24,623架無人機、3,054枚巡弋飛彈、28艘船隻和1艘潛艦等。烏克蘭國家安全與國防事務委員會打擊虛假訊息中心表示，無人機襲擊俄羅斯克拉斯諾達爾邊疆區阿菲普斯基煉油廠，是俄羅斯每年加工625萬噸石油的關鍵設施。烏克蘭盧甘斯克作戰戰術小組發言人表示，俄軍正在頓涅茨克恰西夫亞爾集結部隊並發動新一輪進攻。
俄羅斯國防部表示，過去一天，烏軍在特別軍事行動中損失1,105名軍人。
烏克蘭國防部表示，已正式批准部隊使用自行研發和生產「Baton」無人機，能夠滿足軍事要求，擁有高速能力，能夠追趕並擊中目標。
烏克蘭國家反腐敗局局長克里沃諾斯表示，正在對國防部長烏梅羅夫可能濫用權力的行為進行審前調查，調查烏梅羅夫在解僱國防採購局局長上是否存在違法行為。
俄羅斯外交部副部長主管對美關係的里亞布科夫表示，要讓烏克蘭戰爭結束，俄羅斯總統普京所提出的條件必須完全得到滿足。美國、英國和其他人對此了解得越早越好，每個人所希望的政治解決也會更為臨近。
美國總統特朗普表示，烏克蘭可能會成為俄羅斯的一部分，並提到烏克蘭已基本同意向美國提供價值5千億美元的稀土礦產，作為軍事援助的回報。強調烏克蘭擁有豐富的自然資源，希望美國的投資得到保障。無論和平協議是否能達成，美國都應獲得這些資源，並形容持續提供援助而不獲得回報是「愚蠢」。
美國共和黨眾議員威爾遜表示，向國會提交「租賃法案」，授權總統特朗普透過租借向烏克蘭運送武器，將有助於威懾「戰犯」普京，促使俄羅斯回到談判桌上，並直言前總統拜登應該更早採取類似行動。
德國聯邦法院開庭審理1名俄羅斯公民涉嫌在德國穆爾瑙殺死2名在德國接受治療的烏克蘭士兵，該名俄羅斯公民曾與2名烏克蘭士兵就俄羅斯在烏克蘭戰爭發生爭論，出於民族自豪和感到受侵犯，殺死2人。
歐洲投資銀行與烏克蘭簽署協議，對烏克蘭公共和私營部門投資近10.3億美元，彌補美國凍結對烏克蘭發展專案的資金。投資銀行總裁卡爾維尼奧表示，已與烏克蘭總理什梅米爾討論烏克蘭的緊急資金需求，如何填補缺口。
英國傳媒「每日電訊報」引述不具名消息報道，美國總統特朗普政府已暫停制定烏克蘭和平計劃，以便先與歐洲盟友進行磋商，烏克蘭和俄羅斯事務特使凱洛格向歐洲外交官保證，在最終確定任何提案之前都會徵求北約盟國的意見，亦承諾就此議題與歐洲國家元首接觸。

## 2月11日
烏克蘭地方政府表示，截至11日上午9時，俄羅斯在過去24小時內襲擊波爾塔瓦、切爾卡瑟、基輔、赫爾松、蘇梅、尼古拉耶夫、第聶伯羅彼得羅夫斯克、頓涅茨克、盧甘斯克、扎波羅熱、哈爾科夫和切爾尼戈夫等地，至少造成3名平民死亡，17名平民受傷。烏克蘭空軍表示，俄羅斯午夜至凌晨期間，對烏克蘭發動大規模導彈和無人機襲擊，對波爾塔瓦地區的天然氣生產設施實施聯合打擊，發射19枚巡航、彈道和導引航空導彈，另外俄軍從庫爾斯克、奧廖爾、濱海阿赫塔爾斯克、布良斯克和米列羅沃區發射124架見證者-136無人機和不明型號無人機，防空系統在哈爾科夫、波爾塔瓦、切爾卡瑟、基輔、切爾尼戈夫、基洛夫格勒、第聶伯羅彼得羅夫斯克、尼古拉耶夫、敖德薩、赫爾松和擊落57架無人機。另有64架無人機因電子戰措施，未能擊中目標。哈爾科夫州州長表示，俄軍使用制導空中炸彈襲擊澤洛齊夫，至少造成6名平民受傷，包括1名兒童。
烏克蘭武裝部隊總參謀部表示，自全面入侵以來，俄羅斯在烏克蘭損失851,880名士兵，過去一天俄軍有1,390人傷亡，累計損失10,014輛戰車、20,844輛裝甲戰鬥車輛、36,807輛車輛和油箱、22,923門火砲系統、1,275套多管火箭系統、1,060套防空系統、370架飛機、331架直升機、24,755架無人機、3,056枚巡弋飛彈、28艘船隻和1艘潛艦等。烏克蘭國家安全與國防事務委員會打擊虛假訊息中心表示，1架無人機擊中俄羅斯薩拉託夫州薩拉託夫煉油廠，是俄羅斯燃料基礎的關鍵設施之一，向俄軍提供大量燃料。烏克蘭第63獨立機械化旅分享視頻，顯示在頓涅茨克州利曼地區，無人機摧毀一輛裝有蘇聯時期安裝在艦艇的RBU-600「龍捲風-2」反潛火箭深彈發射器的裝甲車。
俄羅斯國防部表示，午夜至凌晨期間，俄軍實施大規模攻擊，導致保證烏克蘭軍工系統運作的天然氣能源綜合設施以及烏克蘭軍隊基礎設施被擊中。中部集團軍部隊已經佔領頓涅茨克地區亞謝諾沃耶居民點。過去一天，烏軍在特別軍事行動中損失1,160名軍人。
烏克蘭總統澤連斯基表示，烏方將在任何潛在的和平談判中，向俄羅斯總統普京提出利用烏方已控制的俄羅斯庫爾斯克州地區，交換被俄方控制的烏方領土，但強調烏克蘭所有領土都很重要，在這方面沒有優先權，並提到有聲音認為即使沒有美國，歐洲都可以為烏克蘭提供安全保障，認為這樣並不正確，如果美國停止對基輔的支持，歐洲國家將無法填補因而產生的空白，屆時烏方亦將自主尋找走出困境的途徑。俄羅斯外交部发言人扎哈罗娃表示泽连斯基此言是为了掩盖乌军在库尔斯克遇到的灾难。
烏克蘭總統辦公室副主任帕利薩表示，烏克蘭將不再組建新的軍事旅，政府現在將專注於透過補充和加強在戰區作戰的現有軍事旅，並向向軍團制度過渡。
烏克蘭外交部發言人泰克伊表示，早前美國極右翼評論員塔克·卡森聲稱美國運往烏克蘭的武器在黑市上轉售，指責烏軍向販毒集團出售武器，泰克伊駁斥相關說法，形容是謊言，並表示美國多次檢查從未發現對向烏克蘭提供的軍事援助出現任何問題。
俄羅斯副總理諾瓦克表示，政府重新啟動在新冠肺炎大流行期間成立的特別經濟委員會，以監測陷入困境的行業並實施救濟措施，重點關注9個關鍵行業和2000多家企業。目前主要風險之一是投資活動下降，制裁和出口下降，令包括煤炭、冶金和木材在內的幾個行業正在經歷急劇衰退。
美國總統特朗普表示，將派財長貝桑訪問烏克蘭，會晤澤連斯基，討論結束俄烏戰爭的事務，包括美國在當地開發關鍵礦物事宜。特朗普認為戰事應該盡快結束，因為太多人死亡，並造成嚴重的破壞，而且美國及其他國家已為戰爭投入大量援助。特朗普在白宮會見在交換協議中，獲俄羅斯釋放的美國教師福格爾時表示，就結束戰爭而言，福格爾的獲釋有良好的意義，可能是結束與烏克蘭戰爭的重要組成部分。美國國防部長赫格塞斯表示，美國計劃重新審視其在全球的軍事部署，但不會派遣軍隊前往烏克蘭。
南韓國防部表示，北韓正向俄羅斯提供約200門遠端火炮，以加強其對烏克蘭的戰爭努力，目前已向俄羅斯提供彈道導彈、數百萬枚炮彈和其他武器，並警告平壤可能正準備派遣更多軍隊和武器來支援俄羅斯的戰爭。同時懷疑北韓正在接受俄羅斯的核動力潛艇和洲際彈道導彈技術援助，以換取軍事支援。
新聞通訊社「路透社」報道，特朗普政府正在探索在不大幅增加美國開支的情況下繼續向烏克蘭提供武器的方法，其中一種方法是鼓勵歐洲盟友為基輔購買更多美國武器。

## 2月12日
烏克蘭地方政府表示，截至12日上午9時，俄羅斯在過去24小時內襲擊赫爾松、基輔、蘇梅、尼古拉耶夫、第聶伯羅彼得羅夫斯克、頓涅茨克、盧甘斯克、切爾卡瑟、哈爾科夫和切爾尼戈夫等地，至少造成1名平民死亡，16名平民受傷。烏克蘭空軍表示，俄羅斯午夜至凌晨期間，對烏克蘭發動大規模導彈和無人機襲擊，俄軍從布良斯克和俄佔克里米亞地區針對基輔和克里維里赫市發射7枚伊斯坎德爾-M彈道導彈和S-400導彈，從米列羅沃區、庫爾斯克、奧廖爾、布良斯克和濱海阿赫塔爾斯克發射123架見證者-136無人機和不明型號無人機，防空系統在哈爾科夫、波爾塔瓦、蘇梅、基輔、切爾卡瑟、切爾尼戈夫、基洛夫格勒、日托米爾、第聶伯羅彼得羅夫斯克、赫爾松和尼古拉耶夫擊落6枚伊斯坎德爾-M彈道導彈和S-400導彈以及71架無人機。另有40架無人機因電子戰措施，未能擊中目標。烏克蘭國家應急服務表示，俄軍對基輔市發射4枚伊斯坎德爾彈導導彈，至少造成1名平民死亡，4名平民受傷，包括1名兒童。烏克蘭國營公共廣播公司表示，俄軍對基輔的彈道導彈襲擊損壞新聞頻道「Freedom TV」和娛樂頻道「Dim」的辦公室，形容對於違反任何公約和無視國際法的恐怖分子而言，媒體是一個理想的攻擊目標。蘇梅州軍事管理局表示，俄軍全日襲擊蘇梅地區13個社群，發動104次襲擊，造成186次爆炸，至少造成5名平民受傷。
烏克蘭武裝部隊總參謀部表示，自全面入侵以來，俄羅斯在烏克蘭損失853,030名士兵，過去一天俄軍有1,150人傷亡，累計損失10,023輛戰車、20,871輛裝甲戰鬥車輛、36,928輛車輛和油箱、22,976門火砲系統、1,276套多管火箭系統、1,061套防空系統、370架飛機、331架直升機、24,919架無人機、3,057枚巡弋飛彈、28艘船隻和1艘潛艦等。
俄羅斯國防部表示，俄軍重新控制庫爾斯克州尼古拉耶沃-達里諾村後，發現烏克蘭武裝分子劫持居民作為人質，並殺害所有男子，只有一人幸存，沒有提供證據。
烏克蘭哈爾科夫地區徵兵辦公室表示，1名男子使用催淚瓦斯襲擊辦公室，導致1名正在檢查入伍資料的軍人受傷，嫌疑人已被拘留。是2星期內第5宗襲擊地區徵兵辦公室的事件。
烏克蘭總統澤倫斯基在接受訪問時表示，在2022年俄羅斯全面入侵烏克蘭時，曾經在總統辦公室內遭遇俄羅斯的企圖暗殺，當時俄羅斯正試圖說服烏克蘭同意普京的最後通牒，一份與明斯克協議非常相似的提案，但內容更為嚴厲。並警告如果沒有烏克蘭，由於俄羅斯在兵力方面具有數量優勢，歐洲可能會面臨俄羅斯的全面佔領。強調俄羅斯和歐洲之間的兵力差距，烏軍由110個旅組成，而俄羅斯有220個旅，並計劃今年擴大到250個。相比之下，歐洲包括駐歐美軍，只有大約82個戰鬥旅。如果沒有烏克蘭，歐洲將完全被俄羅斯佔領。烏克蘭與俄羅斯的比例是一比二，但歐洲與俄羅斯相比是一比三，令俄羅斯足以進行有效的進攻。同時俄羅斯正計劃透過動員、訓練和增加北韓士兵，將其部隊增加約15萬人，並在白俄羅斯訓練新兵。烏克蘭並沒有放棄加入北約的願望，承認由於美國、德國和匈牙利的反對烏克蘭不太可能加入北約，但如果加入北約的邀請被拒絕，烏克蘭必須透過加強軍隊，令自身處於與俄軍同一水平。同時亦認為美國總統特朗普可以為烏克蘭提供安全保障，甚至不需要與俄羅斯討論，歐洲亦可以透過導彈和愛國者防空系統協助烏克蘭的國防。
烏克蘭總統澤連斯基會見到訪的美國財政部長貝森特，是美國總統特朗普上任以來，首位到訪烏克蘭的美國政府高級官員。兩人討論烏克蘭的礦物開採協議。貝森特表示，基輔若與美國達成礦產協議，等於烏克蘭能在戰後擁有「安全盾牌」。澤連斯基則表示，礦產協議估計幾天之內就能拍板，烏克蘭已經準備好開放礦產資源讓美國投資，希望總統特朗普持續在俄烏戰爭中支持烏克蘭抵抗俄羅斯。
俄羅斯總統秘書佩斯科夫回應澤連斯基指可以在潛在談判中交換領土的提議時表示，俄羅斯從未也永遠不會討論交換領土的話題，俄軍能夠將烏軍驅逐出領土。
烏克蘭國防部長烏梅羅夫到比利時布魯塞爾出席第26次烏克蘭國防聯絡小組會議，是自美國總統特朗普上任以來首次，亦是首次改由英國主持會議。烏梅羅夫會上表示，會議主要目標是加強軍事合作和支援烏克蘭的真正機制，確保2025年穩定和及時地提供軍事援助，加快交付防空系統、航空和彈藥等關鍵武器，並促進與歐洲合作伙伴的聯合專案。烏梅羅夫亦會見出席會議的新任美國國防部長赫格塞思。赫格塞思在會議上表示，美國希望看到烏克蘭是主權和繁榮的國家，但必須意識到烏克蘭回到2014年之前的邊界是不切實際的目標，只會延長戰爭，造成更多痛苦。美國不認為烏克蘭加入北約的談判會有結果，烏克蘭提供的任何安全保證必須得到有能力的歐洲和非歐洲軍隊的支援，但作為任何安全保證的一部分不會向烏克蘭部署美軍。
美國總統特朗普先後與俄羅斯總統普京及烏克蘭總統澤連斯基通電話。特朗普形容與兩人的對話富有成效及順利，稱俄烏領袖都希望實現和平，與普京同意立即啟動談判結束俄烏戰事，但認為烏克蘭加入北約並不切實可行，烏克蘭亦不可能收回全部土地。又指與普京都期望將來會面，地點可能是沙特阿拉伯。俄羅斯克里姆林宮表示，俄美領導人的通話持續近一個半小時，討論到烏克蘭、中東、雙邊關係和交換在囚人士問題。普京對特朗普表示，需要消除烏克蘭危機的根源，兩國領袖同意會面，普京邀請特朗普訪問莫斯科。烏克蘭總統澤連斯基表示，與特朗普重點討論在烏克蘭實現和平的可能性，亦有討論雙邊合作等議題，雙方同意保持聯繫，並為會晤制訂計劃。特朗普在回應傳媒提問時表示，和平進程中沒有排擠澤連斯基，但當地問及是否在和平進程中視烏克蘭視平等成員時，沒有正面回應，只是表明烏克蘭必須創造和平，其人民正被殺害。特朗普亦沒有正面回應是否支持澤連斯基割讓領土，或透過交換領土結束戰事，反而提到目前澤連斯基的民調並不樂觀，又指澤連斯基將做他必須做的事。其後特朗普在社交平台上表示，與普京同意各自團隊立即展開談判。
烏克蘭、法國、英國、德國、波蘭、義大利、西班牙、歐盟委員會在美國總統特朗普公布俄羅斯總統普京電話會談後，在法國巴黎舉行外交部長「威瑪+」會晤，會議目的主要是概述歐盟的防禦戰略、討論如何加強烏克蘭安全，以及規劃未來的和平談判，以及討論即將舉行的慕尼黑安全會議如何與美國政府進行會談。會後發表聯合聲明，強調目標是讓烏克蘭處於有利地位，烏克蘭與歐洲必須參加談判。另外應向烏克蘭提供強而有力的安全保障，烏克蘭的公義和持久和平是實現跨大西洋安全的必要條件，歐洲各國期待與美國盟友討論未來的道路。
多國領導人和國會議員回應特朗普和赫格塞思就烏克蘭議題的相關言論。其中波蘭總理圖斯克表示，歐洲只需要公正的和平，烏克蘭、歐洲和美國應該共同努力解決這個問題。歐盟外交與安全政策高級代表卡拉斯表示，重申無條件支持烏克蘭的獨立和領土完整，歐洲需要在加強烏克蘭方面發揮核心作用，並在任何談判中提供強而有力的安全保證。美國共和黨眾議員唐·培根表示，敦促美國承認誰發動戰爭，誰需要對城市進行不分青紅皂白的轟炸負責，強調獎勵入侵者的後果可怕。民主黨參議員布魯蒙索譴責赫格塞思的言論，形容是對烏克蘭的投降和背叛，相當於拋棄烏克蘭和破壞歐洲盟友的安全。
烏克蘭國家安全局局長馬利烏克表示，拘留安全局反恐部門負責人德米特羅·科齊烏拉上校，涉嫌為俄羅斯情報部門工作，使用加密軟體與俄羅斯聯絡，目前紀錄14宗事件，形容行動是內部清洗的一部分，警告俄羅斯的滲透企圖不會成功。
烏克蘭前總統波羅申科表示，得知烏克蘭國家安全與國防委員會作出一項違憲和出於政治動機的決定，制裁反對派領袖兼第五任總統即其本人，形容烏克蘭現任總統澤連斯基的決定對自2022年2月以來，一直堅持的內部團結造成重大打擊。烏克蘭總統澤連斯基則在晚間講話中表示，自己已參加國家安全與國防委員會會議，作出的相關決定將在13日公布，形容正在保衛國家並恢復正義，任何破壞烏克蘭國家安全和協助俄羅斯的人都必須負責。
荷蘭國防部表示，烏克蘭提供25輛YPR裝甲車，向烏克蘭最後承諾的的T-72坦克亦已完成交付。

## 2月13日
烏克蘭地方政府表示，截至13日上午9時，俄羅斯在過去24小時內襲擊赫爾松、基輔、蘇梅、尼古拉耶夫、第聶伯羅彼得羅夫斯克、頓涅茨克、盧甘斯克、切爾卡瑟、敖德薩、哈爾科夫和切爾尼戈夫等地，至少造成1名平民死亡，20名平民受傷。烏克蘭空軍表示，俄羅斯午夜至凌晨期間，對烏克蘭發動大規模無人機襲擊，俄軍從沙塔洛沃、庫爾斯克、奧廖爾、布良斯克和濱海阿赫塔爾斯克發射140架見證者-136無人機和不明型號無人機，防空系統在哈爾科夫、波爾塔瓦、蘇梅、切爾卡瑟、切爾尼戈夫、基洛夫格勒、日托米爾、第聶伯羅彼得羅夫斯克、敖德薩、赫爾松和尼古拉耶夫擊落85架無人機。另有52架無人機因電子戰措施，未能擊中目標。
烏克蘭武裝部隊總參謀部表示，自全面入侵以來，俄羅斯在烏克蘭損失854,280名士兵，過去一天俄軍有1,250人傷亡，累計損失10,040輛戰車、20,894輛裝甲戰鬥車輛、37,096輛車輛和油箱、23,034門火砲系統、1,278套多管火箭系統、1,063套防空系統、370架飛機、331架直升機、25,072架無人機、3,063枚巡弋飛彈、28艘船隻和1艘潛艦等。
俄羅斯國防部表示，防空系統過去一夜攔截並摧毀83架無人機，包括布良斯克州上空37架，庫爾斯克和利佩茨克州各12架，特維爾州9架，別爾哥羅德、卡盧加、斯摩稜斯克和沃羅涅日州各3架。俄羅斯利佩茨克州州長表示，午夜至凌晨期間遭受大規模無人機襲擊，瞄準俄羅斯最大的新利佩茨克鋼鐵公司鋼鐵廠，鋼鐵產量約佔全國20%。
俄羅斯國防部表示，過去一天，烏軍在特別軍事行動中損失1,225名軍人。
摩爾多瓦警察表示，在俄羅斯針對烏克蘭進行大規模夜間襲擊時，多架俄羅斯無人機飛入摩爾多瓦領空，至少1架爆炸，1架墜毀。摩爾多瓦總統桑杜表示，俄羅斯無人機和炸彈正在摩爾多瓦的村莊墜落和爆炸，摩爾多瓦必須認識到我們無法抵禦俄羅斯。
烏克蘭傳媒「基輔獨立報」引述烏克蘭國家安全局消息報道，烏克蘭在2週內第二次使用無人機襲擊俄羅斯特維爾州波羅的海管道系統的安德里亞波爾石油泵站。
烏克蘭總統澤倫斯基批准烏克蘭國家安全與國防委員會的決定，對多名烏克蘭政治家、寡頭和商人實施無限期制裁，包括烏克蘭億萬寡頭、第聶伯羅彼得羅夫斯克州前州長伊戈爾·科洛莫伊斯基，億萬寡頭、前烏克蘭國會議員康斯坦丁·熱瓦戈，億萬寡頭根納季·博戈柳博夫，烏克蘭前總統，富豪兼國會在野黨領袖彼得羅·波羅申科以及親俄前國會議員、寡頭和俄羅斯總統普京親信維克多·梅德韋丘克，凍結個人在烏克蘭持有的所有資產，阻止其進行金融交易等。
烏克蘭總統澤倫斯基表示，特朗普在與俄羅斯總統普京通話後才聯繫他，讓不少人感到不是很愉快，但表示與特朗普的通話良好，並未被告知俄羅斯或普京是優先事項。強調保持美國支持的重要性，並指出烏克蘭的優先事項是與美國的會議，以制定停止普京的計劃，認為在此之後與俄羅斯對話才是公平的，並希望歐洲夥伴參與談判。
俄羅斯總統秘書佩斯科夫表示，俄羅斯已經開始組建一個與美國進行談判的團隊，將負責包括烏克蘭戰爭在內的議題，並表明俄羅斯將在未來的談判中考慮明斯克協議的經驗，尚未確定哪些國家可能會參與潛在的會談，但確認沒有與歐洲國家就此事進行接觸。同時俄羅斯認為，在結束對烏克蘭的全面戰爭的談判中，美國是其主要對手，基輔無論如何都會參與談判，但也會有俄美雙邊軌道，特朗普與普京的交談中並未討論歐洲可能參與和平談判的事宜，可能將由歐洲來與華盛頓討論，以某種方式確保他們的位置。
烏克蘭國防部長烏梅羅夫與北約秘書長呂特的聯合記者會中表示，美國將繼續向烏克蘭提供安全援助，而北約將在支援烏克蘭方面發揮更大作用，北約正在接管安全援助和軍事訓練。呂特則表示，堅信有必要繼續向烏克蘭提供軍事援助，特別是加強基輔在潛在和平談判中的地位。
美國總統特朗普表示，在14日舉行的慕尼黑安全會議上，美國代表將出席與俄羅斯的會議，並已邀請烏克蘭出席，除了來自俄羅斯、烏克蘭和美國的高層人士，不確定還有誰會參與。烏克蘭總統顧問利特溫表示，烏克蘭預計不會在14日於慕尼黑與俄方會談，並認為在與莫斯科會談之前，美國、歐洲和烏克蘭需要取得共同立場。其後，特朗普表示，在慕尼黑將有一場會談，然後下週在沙特阿拉伯會有另一場會談，不是特朗普和普京，而是其他高層官員，烏克蘭亦將參與其中。
美國總統特朗普表示，與俄羅斯和烏克蘭領導人進行精彩的會談，很有可能結束可怕和非常血腥的戰爭，形容12日的電話通話非常偉大。又指出希望俄羅斯重返七國集團，認為2014年因俄羅斯吞併克里米亞而凍結俄羅斯會籍的決定是一個錯誤。
美國國防部長赫格塞思表示，現實主義是對話的重要組成部分，邊界不會回到每個人希望的2014年之前的樣子，這並不是對普京的讓步。並未排除未來對烏克蘭的美國援助可能成為結束俄羅斯戰爭談判中的籌碼的可能性，特朗普政府繼續向烏克蘭提供已分配的安全援助，暗示未來的資金可能會有條件，無論是減少還是增加，都可能在談判中成為選項。強調特朗普將決定在與俄羅斯的潛在談判中採取哪些措施，目的是促進持久和平。美國總統烏克蘭和俄羅斯問題特使凱洛格表示，支持美國國防部長赫格塞斯早前的言論，認為恢復烏克蘭2014年的邊界是一個不現實的目標，特朗普政府的優先事項是儘快結束戰爭。提到在潛在的和平協議中，正式化烏克蘭的領土損失並不等於承認這些損失，認為可以對潛在的領土變更達成某種協議，但烏克蘭不必承認這些變更。凱洛格引用1940年的威爾斯宣言，該宣言拒絕承認蘇聯對波羅的海國家的控制，儘管三個國家已經被佔領，暗示類似的做法也可以適用於烏克蘭。
英國首相施紀賢被問到英國是否會跟隨美國改變支持烏克蘭加入北約的立場時重申，烏克蘭已經在加入北約的不可逆轉道路上，英國將繼續支援烏克蘭。
美國華盛頓聯邦地方法院法官阿里下令，暫時解除特朗普政府外援資金凍結，判令指特朗普政府認為必須停止美國國際開發署數千個海外援助計劃的資金，並徹查每個計劃，確定是否應該取消，但政府官員未能解釋為甚麼在對外援助計劃展開更徹底審查之前，有必要全面暫停這些計劃。
美國新聞網站「Axios」引述1名烏克蘭官員和3名知情人士消息報道，烏克蘭總統澤連斯基與美國總統特朗普的一個多小時通話內容積極，澤連斯基向特朗普發出警告，指普京告訴你，他想要達成協議只是因為他害怕你，因為你很強大。特朗普承認情況可能如此，但特朗普認為普京對和平前景是認真的，特朗普亦已經向澤連斯基提供其個人手機號碼，並告訴澤連斯基可以直接聯絡他。

## 2月14日
烏克蘭總統澤倫斯基表示，俄羅斯無人機擊中切爾諾貝爾核電站4號機組反應堆廢墟上方用於防止輻射持續擴散的石棺，大火已被撲滅，輻射水平保持穩定，指控俄羅斯的行為是對整個世界的恐怖主義威脅。世界上只有俄羅斯不顧後果攻擊輻射禁區和核電站。俄羅斯總統新聞秘書佩斯科夫表示，俄羅斯不會打擊烏克蘭的核能基礎設施，任何關於打擊核設施的說法都與事實不符，最有可能的是再一次的挑釁和欺詐行為，形容正是基輔政權喜歡做的事情。
烏克蘭武裝部隊總參謀部表示，自全面入侵以來，俄羅斯在烏克蘭損失855,480名士兵，過去一天俄軍有1,200人傷亡，累計損失10,057輛戰車、20,910輛裝甲戰鬥車輛、37,252輛車輛和油箱、23,115門火砲系統、1,282套多管火箭系統、1,066套防空系統、370架飛機、331架直升機、25,224架無人機、3,063枚巡弋飛彈、28艘船隻和1艘潛艦等。
俄羅斯國防部表示，中部集團軍部隊已佔領頓涅茨克地區澤廖諾耶波列村，南部集團軍部隊已佔領頓涅茨克地區達赫諾耶村。過去一周內，烏軍在特別軍事行動中損失10,570名軍人。俄羅斯武裝力量利用高精度武器和攻擊無人機進行14次集群打擊，摧毀烏克蘭軍工業企業使用的天然氣能源基礎設施。
烏克蘭總統澤倫斯基在德國慕尼黑安全會議上表示，為俄羅斯對烏克蘭作戰的北韓士兵士氣因傷亡而受到打擊，目前已有4千人傷亡，其中三分之二戰死。俄羅斯可能為更大規模的軍事升級作準備，計劃部署15個師，共10萬至15萬名士兵在白俄羅斯，根據情報顯示目前未能百分百確定，但相關部署可能集中針對烏克蘭，亦有可能是在明年針對北約國家包括波蘭或波羅的海三國作準備。警告如果未能成為北約成員，烏克蘭必須建立一支能夠捍衛其主權自給自足的軍隊，意味着需要北約武器和足夠的烏克蘭士兵。同時預計將增兵至150萬人，共220個旅。烏克蘭目前並不考慮任何和平協議，並坦言這很遺憾。指出這場已持續三年的戰爭造成許多死亡和巨大的破壞，尤其是對生命的損害，強調這一切都是俄羅斯總統普京一人造成的。澤倫斯基強調，烏克蘭需要美國的堅定支持，以及一位「強有力的」總統，認為特朗普會站在基輔一邊。同時提到和平協議不可能在慕尼黑簽署，因為歷史上在此簽署的協議並不可靠，特別是指1938年的慕尼黑會議。澤倫斯基表示，只有在與特朗普和歐盟達成共同計劃後，他才準備與普京會面，並強調在此情況下他會與普京坐下來討論停止戰爭。如果沒有美國的支援，烏克蘭要維持與俄羅斯的戰爭並長期保持安全，將非常困難。強調雖然烏克蘭將永遠為生存而戰，但如果沒有美國的幫助，成功的機會將大大降低。同時駁斥以俄羅斯提出的條款談判停火的想法，認為莫斯科的目標是爭取時間重建其軍事力量。警告俄羅斯總統普京尋求暫時休戰，以放鬆國際制裁，併為再次侵略做準備。
烏克蘭總統澤連斯基率領代表團在德國慕尼黑會見美國副總統萬斯、國務卿盧比歐以及美國總統烏克蘭和俄羅斯問題特使凱格特。澤連斯基表示，感謝美國政府團隊出席會議，烏克蘭將繼續審視礦產協議，歡迎特使凱格特到訪烏克蘭。澤連斯基亦與法國總統馬克龍舉行電話會談，討論結束俄羅斯對烏克蘭戰爭的步驟，歐洲合作伙伴如何與美國和烏克蘭協調，以實現公正的和平。澤倫斯基強調談判桌上必須有歐洲代表，同時特別關注法國的安全保障和建議。
俄羅斯外交部發言人扎哈羅娃表示，俄羅斯官員沒有被邀請參加慕尼黑安全會議，因此不會有外交部以及其它俄羅斯官方機構的代表出席。但美國總統特朗普曾於13日表示俄羅斯、烏克蘭和美國的高級代表將在慕尼黑安全會議上會面。目前俄烏雙方均否認相關講法。
烏克蘭外交部表示，自2023年2月以來，烏克蘭記錄6,129起俄軍使用含有危險化學品的彈藥的案件，嚴重違反「禁止化學武器公約」。
烏克蘭戰俘待遇協調總部表示，在烏克蘭國家安全局、內政部、國家緊急服務局和武裝部隊以及國際紅十字會的協助下，成功設法從波克羅夫斯克、巴赫穆特、武赫萊達爾、盧甘斯克和扎波羅熱地區，尋回757名在與俄羅斯作戰中陣亡的烏克蘭士兵遺體。協調總部表示，目前有150名烏克蘭戰俘被囚禁在俄羅斯車臣共和國，沒有任何人道主義組織曾經探訪身處該地的戰俘，認為當地的情況與俄羅斯本土和俄佔地區一樣出現虐待等問題。目前車臣地區亦沒有提出交換戰俘。
烏克蘭總檢察長辦公室表示，將會對烏克蘭國家安全與國防委員會13日批准制裁的5名烏克蘭億萬寡頭和政治家，包括伊戈爾·科洛莫伊斯基、康斯坦丁·熱瓦戈、根納季·博戈柳博夫、彼得羅·波羅申科以及維克多·梅德韋丘克進行刑事訴訟，指控5人犯下嚴重和特別嚴重的罪行，需要承擔刑事責任，包括叛國、通敵、貪污等罪名。烏克蘭國家調查局表示，拘留烏克蘭線上賭博平台「Pin-Up」的董事，涉嫌隱瞞俄羅斯對公司的所有權和業務，並收集使用平台的烏克蘭士兵位置和個人資訊。
烏克蘭國會人權監察員盧比內茨表示，烏克蘭成功從俄佔地區帶回8名烏克蘭兒童。
美國副總統萬斯表示，撤回13日在「華爾街日報」接受訪問時有關在烏克蘭駐軍的言論，萬斯13日告訴華爾街日報，美國擁有軍事工具有可能用來在談判中向俄羅斯施壓以結束戰爭。當被問及美軍在烏克蘭的可能性是否正式排除在外時，萬斯表示在與總統特朗普的談判中，一切都擺在桌面上。萬斯指控華爾街日報的報道荒謬，特朗普總統是最終的交易者，將透過結束烏克蘭戰爭為該地區帶來和平，美軍永遠不應該處於不促進美國利益和安全的危險之中，這場戰爭是俄羅斯和烏克蘭之間的戰爭。
匈牙利總理歐爾班表示，如果美國總統特朗普能夠創造和平，俄烏戰爭能夠達成和平協議，認為俄羅斯將能夠從重新融入世界經濟體系、歐洲安全體系，以及歐洲經濟和能源體系，將極大促進匈牙利的經濟。
俄羅斯反對派領袖納瓦爾尼遺孀尤利婭在慕尼黑安全會議上表示，試圖與俄羅斯總統普京進行談判沒有意義，警告不要與普京達成協議，與普京達成的任何交易都只有兩種可能的結果，如果他繼續掌權，將找到打破協議的方法。如果他失去權力，協議將變得毫無意義。

## 2月15日
烏克蘭地方政府表示，截至15日上午9時，俄羅斯在過去24小時內襲擊赫爾松、蘇梅、尼古拉耶夫、第聶伯羅彼得羅夫斯克、頓涅茨克、盧甘斯克、切爾卡瑟、哈爾科夫和切爾尼戈夫等地，至少造成3名平民死亡，12名平民受傷。烏克蘭空軍表示，俄羅斯午夜至凌晨期間，對烏克蘭發動無人機襲擊，俄軍從米列羅沃區、奧廖爾、俄佔克里米亞和濱海阿赫塔爾斯克發射70架見證者-136無人機和不明型號無人機，防空系統在哈爾科夫、波爾塔瓦、頓涅茨克、第聶伯羅彼得羅夫斯克和尼古拉耶夫擊落33架無人機。另有37架無人機因電子戰措施，未能擊中目標。
烏克蘭武裝部隊總參謀部表示，自全面入侵以來，俄羅斯在烏克蘭損失856,660名士兵，過去一天俄軍有1,180人傷亡，累計損失10,068輛戰車、20,927輛裝甲戰鬥車輛、37,379輛車輛和油箱、23,174門火砲系統、1,283套多管火箭系統、1,067套防空系統、370架飛機、331架直升機、25,341架無人機、3,063枚巡弋飛彈、28艘船隻和1艘潛艦等。
俄羅斯國防部表示，防空系統過去24小時擊落2枚法製鐵錘航空制導炸彈、3枚美製海馬斯多管火箭彈以及130架無人機，其中午夜至凌晨期間在伏爾加格勒、卡盧加、薩拉託夫和羅斯托夫州上空擊落40架無人機。俄羅斯伏爾加格勒州長表示，無人機襲擊南部伏爾加格勒市附近的一家煉油廠，1名男子受輕傷，在工業區內引發火災。卡盧加州州長表示，無人機襲擊導致卡盧加州一個工業設施起火。
俄羅斯國防部表示，中部集團軍部隊已佔領頓涅茨克地區別廖佐夫卡村。俄軍過去一天對烏克蘭軍用機場基礎設施、彈藥庫和準備無人機發射場地等143個地區的有生力量和裝備集結地進行打擊。自特別軍事行動開始以來，俄軍共摧毀烏克蘭653架飛機，283架直升機，43,472架無人機，594套防空系統，21,464輛坦克和其他裝甲車輛，1,517套多管火箭發射系統、21,743門野戰炮和迫擊炮、31,700輛特種軍車。
烏克蘭總統澤倫斯基在德國慕尼黑安全會議演講上表示，由於美國對俄羅斯潛在侵略的進一步支援仍存在不確定性，呼籲歐洲建立自己的武裝部隊，增加國防開支佔GDP的百分比並不複雜，就像烏克蘭已經做的，堅決抵抗俄羅斯的攻擊。沒有烏克蘭軍隊，歐洲軍隊不足以阻止俄羅斯，只有烏軍在歐洲擁有真正的現代戰爭經驗。俄羅斯軍隊在對烏克蘭的戰爭中近25萬名士兵陣亡，超過61萬名士兵受傷，僅在俄羅斯庫爾斯克州的戰鬥中，俄軍就損失近2萬名士兵，令普京不得不尋求北韓協助。俄羅斯亦大大減少摩爾多瓦親俄分離武裝分子控制的德涅斯特河沿岸地區的駐軍，從最多6千減少至目前1千名士兵，大部份被調往支援俄羅斯的入侵行動。同時表明烏克蘭目前尚未準備簽署與美國的礦產開採備忘錄，認為備忘錄未能確保烏克蘭的安全和利益，鑒於外國對烏克蘭的投資十分重要，法律專家仍然需時日審查當中的內容。但指出隨着烏克蘭和美國雙方開始就結束戰爭進行談判，已經感覺到成功可能即將到來，兩國正在努力達成一項特別的協議，以加強烏克蘭和美國的實力。澤倫斯基接受美國保守派傳媒「極限新聞」採訪表示，俄羅斯必須至少撤回到2022年全面入侵烏克蘭前的邊界，強調和平協議只能是關於結束戰爭的計劃，應該由烏克蘭和美國總統商定，並得到雙方的支援，只有在與特朗普和歐盟制定聯合計劃後，澤連斯基才會準備與俄羅斯總統會面。
俄羅斯外交部表示，美國國務卿盧比歐與俄羅斯外交部長拉夫羅夫通電話，同意在俄羅斯和美國總統之間的電話交談基礎上，同意維持一個溝通渠道，以解決俄美關係中積累的問題，包括旨在消除從上屆政府繼承下來阻礙互利貿易、經濟和投資合作的單方面障礙。
七國集團外交部長在慕尼黑舉行會談，同意2025年2月之後的任何新制裁措施都應取決於俄羅斯是否作出真正、真誠的努力來結束對烏克蘭的戰爭，致力於幫助實現持久和平，以及需要制定強有力的安全保障，以確保戰爭不再重現。重申支持烏克蘭的獨立、主權和領土完整。
美國總統烏克蘭和俄羅斯問題特使凱洛格在慕尼黑安全會議上表示，2015年的新明斯克協議旨在結束俄羅斯在2014年對烏克蘭的初步入侵，當時德國和法國與烏克蘭和俄羅斯一起參與其中，但未能阻止戰爭的發生，因此歐洲不會直接參與結束俄羅斯在烏克蘭戰爭的談判，但會考慮其利益。強調俄羅斯對烏克蘭的戰爭可能在今年結束，並承諾在180天內讓各方參與其中，以努力實現這一目標，特朗普不會放棄重要利益，美國將繼續幫助烏克蘭，但必須阻止殺戮。
美國助理副國務卿史密斯表示，在與白俄羅斯總統盧卡申科通話後，到訪白俄羅斯邊境小鎮接回3名政治犯，美國政府同意放寬對白俄羅斯銀行和鉀肥的制裁，同時希望白俄羅斯減少對俄羅斯的依賴。此次的對話可能結束自2020年盧卡申科鎮壓示威和在2022年協助俄羅斯入侵烏克蘭所面對的西方孤立和制裁。
美國全國廣播公司引述不具名美國政府官員消息報道，美國政府向烏克蘭提交的開採礦產備忘錄中，要求烏克蘭向美國提供50%的稀有礦物，並表示如果與俄羅斯達成協議結束戰爭，將開放部署美軍來保護烏克蘭。
美國傳媒「Politico」引述共和黨眾議員麥考爾和不具名政府官員消息報道，國務卿盧比奧、國家安全顧問邁克·華爾茨和總統中東問題特使維特科夫將前往沙特阿拉伯與俄羅斯和烏克蘭官員舉行會談，開始旨在結束莫斯科在烏克蘭近三年戰爭的談判。烏克蘭總統顧問波多利亞克 表示，對相關報道感到驚訝，烏克蘭不會出席在沙特阿拉伯舉行的會談，認為俄羅斯並未準備好和談。

## 2月16日
烏克蘭尼古拉耶夫州州長表示，凌晨期間，俄軍發射至少9架無人機襲擊該州多個地區，包括發電廠和住宅，至少造成1名平民受傷，近10萬戶在零下氣溫中面對暖氣中斷。
烏克蘭武裝部隊總參謀部表示，自全面入侵以來，俄羅斯在烏克蘭損失858,390名士兵，過去一天俄軍有1,730人傷亡，累計損失10,073輛戰車、21,011輛裝甲戰鬥車輛、37,456輛車輛和油箱、23,185門火砲系統、1,283套多管火箭系統、1,067套防空系統、370架飛機、331架直升機、25,377架無人機、3,063枚巡弋飛彈、28艘船隻和1艘潛艦等。烏克蘭軍方霍爾蒂恰作戰戰術小組發言人表示，烏軍已經奪回頓涅茨克州波克羅夫斯克市附近的皮什查內。
俄羅斯國防部表示，防空系統過去24小時擊落2枚美製海馬斯多管火箭彈以及50架無人機。
俄羅斯國防部表示，俄軍過去一天對烏克蘭軍用機場基礎設施、彈藥庫和準備無人機發射場地等141個地區的有生力量和裝備集結地進行打擊。自特別軍事行動開始以來，俄軍共摧毀烏克蘭653架飛機，283架直升機，43,522架無人機，594套防空系統，21,473輛坦克和其他裝甲車輛，1,517套多管火箭發射系統、21,756門野戰炮和迫擊炮、31,726輛特種軍車。
烏克蘭總統澤倫斯基接受美國全國廣播公司採訪時表示，烏克蘭收集有關俄羅斯在白俄羅斯集結部隊的情報和檔案顯示，俄羅斯正在白俄羅斯訓練15萬名士兵，以開展大規模行動，這些工作可能預示著入侵北約國家的計劃，特別是波蘭和立陶宛存在高風險，形容相關集結類似2022年俄羅斯全面入侵烏克蘭前，在烏克蘭邊境附近的相關軍演，烏克蘭已經與盟友分享相關情報。烏克蘭永遠不會接受美國和俄羅斯之間沒有烏克蘭參與的和平談判中任何的決定，再次感謝所有支援，但再度重申世界上沒有領導人可以在沒有烏克蘭的參與下與俄羅斯總統普京達成協議。自2022年2月俄羅斯全面入侵以來，已有超過4萬6千名烏克蘭士兵在戰場上喪生，近38萬烏克蘭士兵受傷，數萬烏克蘭士兵在行動中失蹤或被俘虜，澤連斯基曾經在同月4日接受另一傳媒訪問時表示烏克蘭損失4萬5千多名士兵。澤連斯基與第一夫人葉蓮娜抵達阿聯酋，商討達成更大規模的人道主義計劃，以及增加兩國之間的投資和雙邊合作。
美國總統特朗普表示，認為俄羅斯總統普京希望停止俄羅斯在烏克蘭的戰爭，駁斥俄羅斯對烏克蘭領土的野心，認為俄羅斯是一臺強大的機器，打敗了希特勒，打敗了拿破崙，但認為普京想停止戰鬥。重申將會讓烏克蘭總統澤倫斯基參與談判。當記者問及特朗普是否相信俄羅斯試圖奪取整個烏克蘭領土時，特朗普否認有關說法，指出認為普京想停下來，這亦是自己問普京的問題，因為如果普京要繼續下去，對我們來說會是一個大問題，對特朗普帶來一個大問題。美國國務卿盧比歐表示，任何終結俄烏戰爭的真正談判，烏克蘭和歐洲都會參與，示意美俄本週展開的會談是一次機會，檢視俄羅斯總統普京促成和平的意願。總統特朗普上週與普京談話中，普京表達了有意促進和平，特朗普則表明希望看到這場衝突以持久的方式結束，並保護烏克蘭的主權。盧比歐表示，現在顯然必須有所行動，未來數週和接下來數天將決定口頭承諾是否為真，畢竟和平不是一通電話就能達成。
英國首相施紀賢表示，英國準備在必要時向烏克蘭派遣部隊，作為任何戰後維和部隊的一部分，以確保英國和歐洲的安全，強調並非輕易作出讓英國軍人「處於危險之中」的決定，而是因為確保烏克蘭持久和平，對於阻嚇俄羅斯總統普京進一步侵略至關重要。指出俄羅斯與烏克蘭結束戰爭後，要確保並非普京再次攻擊前的暫時停火。
芬蘭總統斯塔布表示，歐盟需要一名烏克蘭和平談判特使，以避免在談判期間被排除在外，特使將幫助歐洲集中精力，並讓在同類談判中為歐洲發聲。烏克蘭加入歐盟和北約是不可協商的，這些聯盟對於確保烏克蘭的主權和安全至關重要。認為烏克蘭必須經歷三個階段程序，包括一、烏克蘭應該繼續獲得軍事援，並且必須對俄羅斯施加更大的國際壓力，在這個階段，美國可以為烏克蘭提出臨時安全保障。二、停火，這不會是和平程序的開始，而是作為一項臨時措施，將進行邊界劃定、國際監測、戰俘交換和被綁架烏克蘭兒童返回等人道主義協議，期間如果俄羅斯再次發動攻擊，烏克蘭應該立即獲得北約成員資格作為威懾。三、進行談判，以實現和平。強調期間西方持續支援的重要性。
新聞通訊社「彭博社」引述不具名美國政府官員消息報道，總統特朗普希望在4月20日復活節前俄羅斯對烏克蘭的戰爭停火。相關官員認為特朗普關於結束俄羅斯對烏克蘭戰爭的快速解決方案是雄心勃勃，而且可能不現實，特朗普更有可能在今年年底前爭取在烏克蘭停火。

## 2月17日
烏克蘭地方政府表示，截至17日上午9時，俄羅斯在過去24小時內襲擊赫爾松、基輔、蘇梅、尼古拉耶夫、第聶伯羅彼得羅夫斯克、頓涅茨克、盧甘斯克、切爾卡瑟、哈爾科夫和切爾尼戈夫等地，至少造成3名平民死亡，8名平民受傷。烏克蘭空軍表示，俄羅斯午夜至凌晨期間，對烏克蘭發動大規模無人機襲擊，俄軍從米列羅沃區、奧廖爾、布良斯克、庫爾斯克、沙塔洛沃和濱海阿赫塔爾斯克發射147架見證者-136無人機和不明型號無人機，防空系統在哈爾科夫、蘇梅、波爾塔瓦、第聶伯羅彼得羅夫斯克、切爾卡瑟、切爾尼戈夫、敖德薩、基洛夫格勒、扎波羅熱和基輔擊落83架無人機。另有59架無人機因電子戰措施，未能擊中目標。
烏克蘭武裝部隊總參謀部表示，自全面入侵以來，俄羅斯在烏克蘭損失859,920名士兵，過去一天俄軍有1,530人傷亡，累計損失10,089輛戰車、21,063輛裝甲戰鬥車輛、37,605輛車輛和油箱、23,222門火砲系統、1,283套多管火箭系統、1,067套防空系統、370架飛機、331架直升機、25,505架無人機、3,063枚巡弋飛彈、28艘船隻和1艘潛艦等。烏克蘭第3獨立特種部隊士兵公布片段聲稱，使用無人機在前線不明地區偵測發現集中的俄軍，經歷兩日激烈戰鬥，23名俄羅斯士兵喪生，烏軍最終撤退，沒有遭受任何損失。
俄羅斯國防部表示，防空系統過去24小時擊落5枚法製鐵錘航空制導炸彈、3枚美製海馬斯多管火箭彈、1枚烏製海王星反艦導彈以及177架無人機。
俄羅斯克拉斯諾達爾邊疆區官員表示，烏克蘭無人機進行大規模襲擊，至少造成1名平民受傷。俄羅斯Telegram頻道報道，烏克蘭無人機對克拉斯諾達爾邊疆區進行大規模襲擊，克拉斯諾達爾邊疆區伊爾斯基煉油廠發生大火。烏克蘭傳媒「基輔獨立報」引述烏克蘭國家安全局消息人士報道，烏克蘭特種作戰部隊和國家安全局無人機襲擊克拉斯諾達爾邊疆區伊爾斯基煉油廠和庫班卡夫卡茲斯基區克羅波特金斯卡亞石油泵站，引發大火。
俄羅斯國防部表示，西部集團軍部隊已佔領哈爾科夫地區菲戈列夫卡村。俄軍過去一天對烏克蘭軍用機場基礎設施、彈藥庫和準備無人機發射場地等152個地區的有生力量和裝備集結地進行打擊。自特別軍事行動開始以來，俄軍共摧毀烏克蘭653架飛機，283架直升機，43,699架無人機，594套防空系統，21,488輛坦克和其他裝甲車輛，1,517套多管火箭發射系統、21,793門野戰炮和迫擊炮、31,750輛特種軍車。
烏克蘭總統澤倫斯基表示，希望美國總統烏克蘭和俄羅斯問題特使凱洛格2月20日到訪烏克蘭期間能夠停留更長時間，了解更多目前情況，並且希望邀請對方前往前線地區，認為對方不會拒絕。澤倫斯基表示，烏克蘭在建立外國軍事力量方面取得進展，被視為超越外交討論的具體步驟，標誌著向實質性的國際安全合作邁進。指出建立外國軍事力量可能是創建統一的歐洲武裝力量的第一步，相關軍隊將能在空中、水上和陸地上對俄羅斯的攻擊作出反應。不過澄清外國軍事力量不一定意味著在烏克蘭境內駐軍，而是可能包括增強安全的空中防禦系統和武器。強調保持美國的支持非常重要。
俄羅斯總統秘書佩斯科夫表示，俄羅斯外交部部長拉夫羅夫和總統外交政策顧問烏沙科夫啟程前往沙特阿拉伯，將會與美國國務卿盧比歐，美國國家安全顧問華爾茲以及美國總統中東問題特使威特科夫會面，集中處理恢復俄美關係以及就如何結束烏克蘭戰爭進行會談。會面將會是自2022年俄羅斯全面入侵烏克蘭以來，俄美雙方最高層級的面對面接觸。俄羅斯外交部部長拉夫羅夫表示，談判期間不可能討論烏克蘭作出領土讓步的問題，形容烏軍的行為比納粹德軍的手段更為殘忍，絕不會向烏克蘭割讓土地，又重提俄羅斯總統普京曾經表示，蘇聯領導層在蘇聯成立時對現在名為烏克蘭主體作出領土讓步，大片領土被劃歸烏克蘭蘇維埃社會主義共和國，這些領土經過俄羅斯人幾個世紀開發，俄羅斯人在這些土地上建立城市、工廠、港口，進行活動，發展工業和農業。俄羅斯常駐聯合國代表涅邊賈表示，隨著特朗普政府掌權，俄羅斯對烏克蘭的戰爭「熱階段」可能很快就會結束，但僅靠停火和凍結敵對行動並不能解決衝突，烏克蘭應該成為一個在任何聯盟之外的非軍事化、中立國家，如果烏克蘭拒絕這一立場，沒有安全保證，俄羅斯可能會發動另一次入侵。
烏克蘭國防部發言人拉祖特金表示，在國防部引入「特別合同」後，烏軍收到超過1萬份18至24歲的志願新兵申請，特別合同將提供許多福利，包括2萬4千美元的年薪、0%的抵押貸款利率和免費高等教育等。
烏克蘭利沃夫州徵兵辦公室表示，1名護送2名動員人員進行醫療評估的徵兵軍官在利沃夫州佐夫克瓦市遭不明人士襲擊受傷。是3星期內第6宗襲擊徵兵官員的案件。

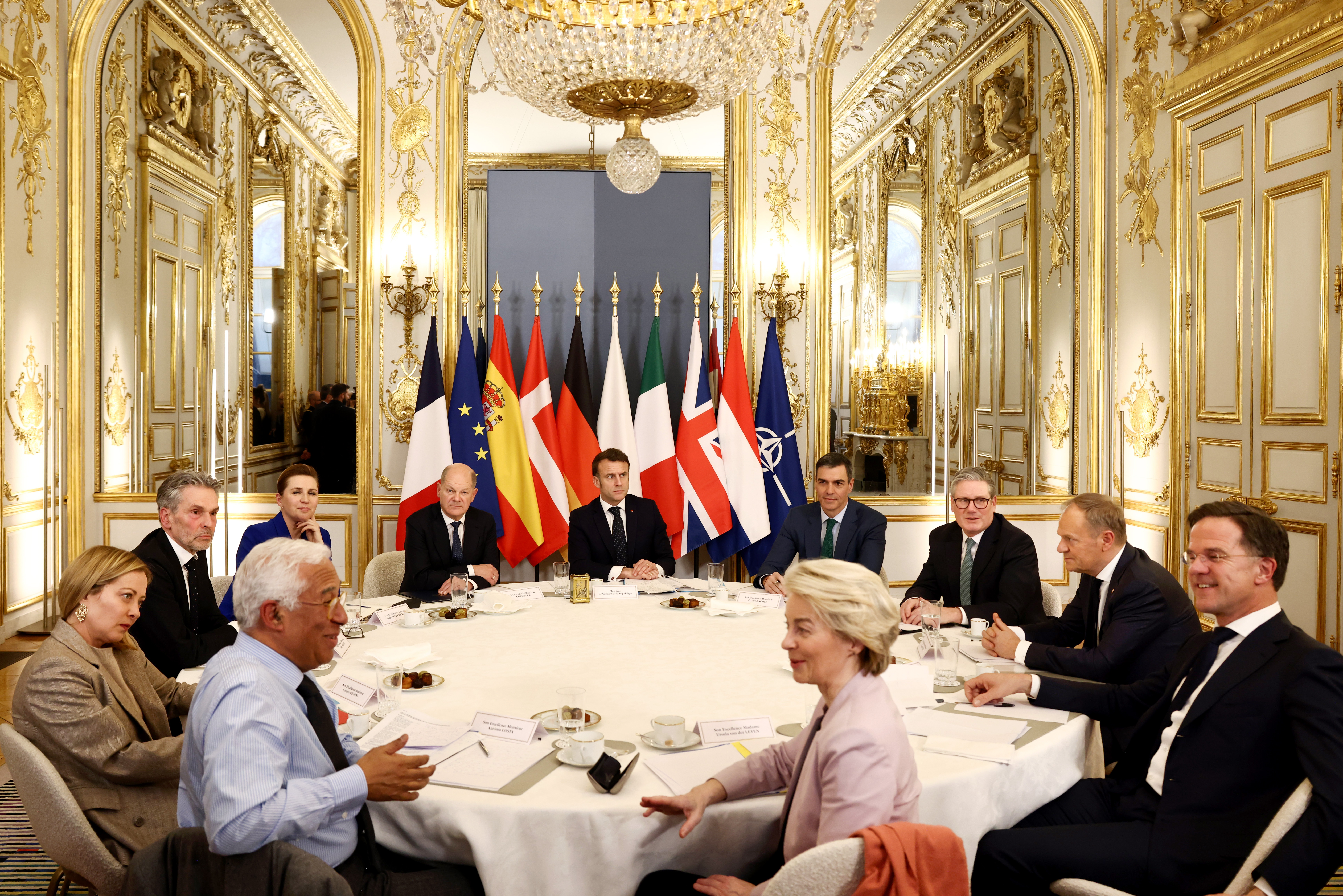
英法德意等多國領導人在巴黎參與緊急會議

法國總統馬克龍就美俄雙方開始對有關烏克蘭議題進行談判召開緊急會議，德國總理朔爾茲、意大利總理梅洛尼、西班牙首相桑切斯、英國首相施紀賢、波蘭總理圖斯克、丹麥首相弗雷澤里克森、荷蘭首相斯霍夫、北約秘書長呂特、歐盟委員會主席馮德萊恩以及歐洲理事會主席科斯塔應邀出席會議。馬克龍重申對烏克蘭提供強而有力的安全保證的必要性，並警告沒有安全保證的停火可能會像失敗的明斯克協議一樣崩潰。歐洲有責任加強自身安全，歐洲人必須更好地、更多地共同投資於安全和國防。強調與美國和烏克蘭密切協調在形成可持續安全框架方面的重要性。將與所有歐洲人、美國人和烏克蘭人一起努力解決這個問題。英國首相施紀賢呼籲美國總統特朗普將為擬議在烏克蘭的歐洲維和部隊提供美國軍事支援，認為只有美國的安全保證才能阻止俄羅斯發動進一步的侵略。北約秘書長呂特表示，歐洲已準備好並願意在烏克蘭提供安全保障方面發揮領導作用。
英國電影和電視藝術學院頒發第78屆英國電影學院獎，由烏克蘭演員亞歷山大·魯丁斯基、謝爾蓋·卡蘭泰、尤里·拉迪奧諾夫和奧列克桑德·亞岑科共同主演，講述俄羅斯入侵烏克蘭後的一個真實故事，一對父子在前線經營一家臨時醫院，醫治受傷烏克蘭人的短片《石頭紙剪刀》奪得第78屆英國電影學院獎最佳英國短片。是繼2024年的紀錄片《馬里烏波爾的20天》奪得最佳紀錄片後，連續第2年有講述俄羅斯入侵烏克蘭的電影獲獎。
烏克蘭派出35名受傷烏克蘭士兵參與專為受傷現役和退伍軍人舉行的「不可征服運動會」，奪得12枚金牌、12枚銀牌和6枚銅牌，在獎牌榜中僅次於美國，排名第二。

## 2月18日
烏克蘭地方政府表示，截至18日上午9時，俄羅斯在過去24小時內襲擊赫爾松、蘇梅、尼古拉耶夫、第聶伯羅彼得羅夫斯克、頓涅茨克、盧甘斯克、切爾卡瑟、哈爾科夫和切爾尼戈夫等地，至少造成2名平民死亡，26名平民受傷。烏克蘭空軍表示，俄羅斯午夜至凌晨期間，對烏克蘭發動大規模無人機襲擊，俄軍從米列羅沃區、奧廖爾、布良斯克、庫爾斯克、俄佔克里米亞、沙塔洛沃和濱海阿赫塔爾斯克發射176架見證者-136無人機和不明型號無人機，防空系統在哈爾科夫、蘇梅、波爾塔瓦、第聶伯羅彼得羅夫斯克、切爾卡瑟、切爾尼戈夫、文尼察、基洛夫格勒、赫爾松、尼古拉耶夫和基輔擊落103架無人機。另有67架無人機因電子戰措施，未能擊中目標。
烏克蘭武裝部隊總參謀部表示，自全面入侵以來，俄羅斯在烏克蘭損失861,090名士兵，過去一天俄軍有1,170人傷亡，累計損失10,101輛坦克、21,075輛裝甲戰鬥車輛、37,679輛車輛和油箱、23,275門火砲系統、1,285套多管火箭系統、1,068套防空系統、370架飛機、331架直升機、25,586架無人機、3,064枚巡弋飛彈、28艘船隻和1艘潛艦等。
俄羅斯國防部表示，防空系統過去24小時擊落14枚美製海馬斯多管火箭彈以及73架無人機。
俄羅斯國防部表示，西部集團軍部隊已佔領頓涅茨克地區揚波洛夫卡村。 過去一天，烏軍在特別軍事行動中損失980名軍人。
烏克蘭總統澤倫斯基到訪土耳其，會見土耳其總統埃爾多安，兩人討論烏克蘭的和平計劃。會後聯合記者會上澤倫斯基表示，推遲對沙特阿拉伯的訪問，對於沒有被邀請參與美俄和沙特在利雅得舉行的會議，感到驚訝。重申不會答應任何沒有烏克蘭參與與烏克蘭未來相關的決定。
俄羅斯總統新聞秘書佩斯科夫表示，總統普京正準備與烏克蘭總統澤連斯基會面，但仍然需要考慮到澤連斯基任期的合法性，並且會根據美俄外長在利雅德的會面結果考慮美俄領袖的會面時間。
烏克蘭國防部情報總局局長布達洛夫表示，北韓正在參與俄羅斯對烏克蘭的戰爭，以獲得戰鬥經驗並使其軍事技術現代化，儘管傷亡慘重，但北韓士兵仍然積極參與與俄軍的聯合行動。目前只有烏克蘭、俄羅斯和北韓在21世紀的全面戰爭中獲得直接經驗。未來的北韓軍隊將與過去截然不同，現時戰場上的北韓火炮數量有所增加，北韓導彈精確性亦上升。同時認為目前烏克蘭與俄羅斯戰爭具備不少停火的要素，雙方今年可能停火。烏克蘭國防部情報總局表示，俄羅斯大規模生產的見證者-136無人機發生重大變化，升級後的見證者-136無人機能夠攜帶90公斤的彈頭，是之前的2倍。由於有效載荷較重，無人機的射程從1,350公里減少到約650公里，限制其射程，但能夠在近距離攻擊中更致命。從擊落殘骸發現不少中文標籖。

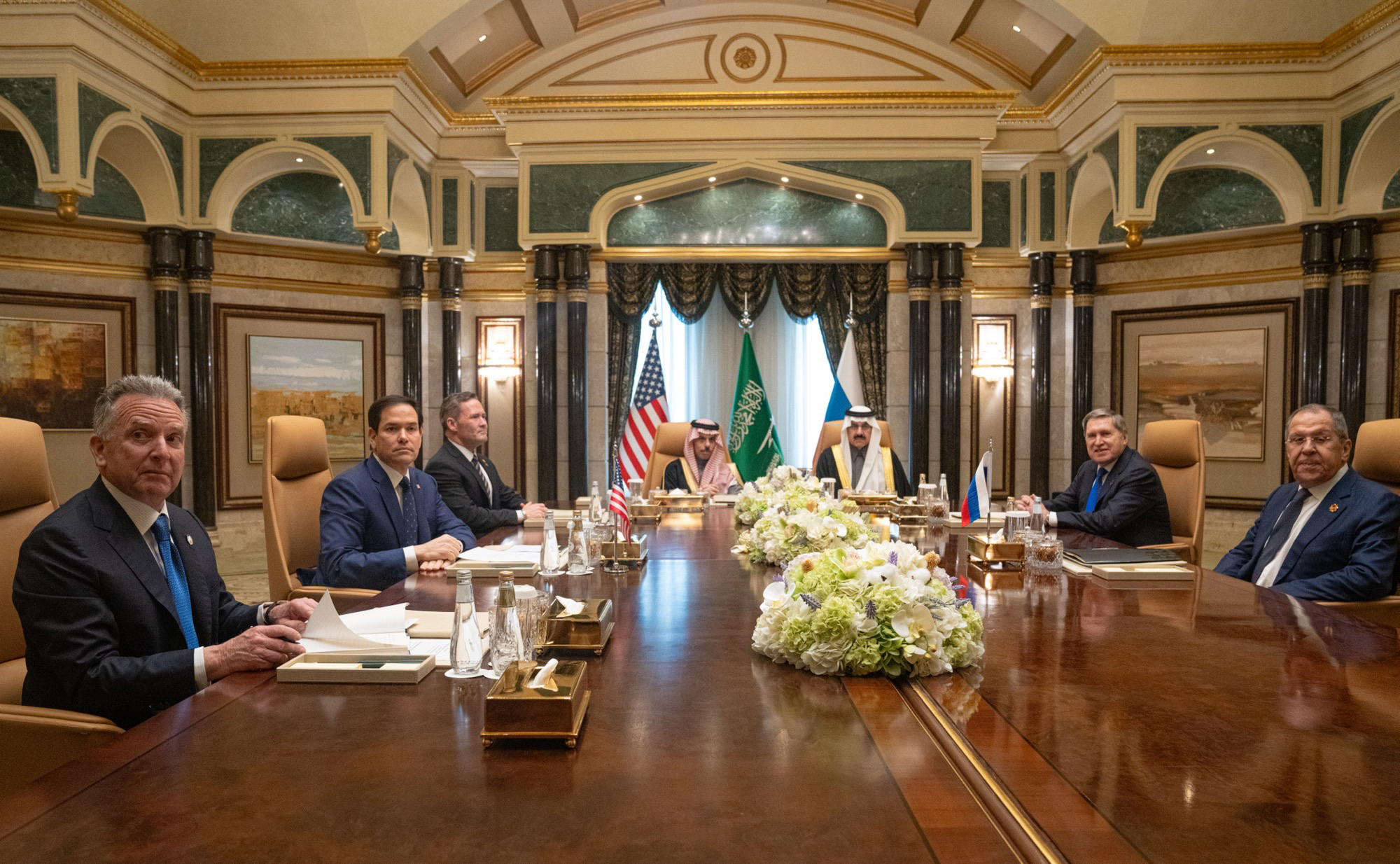
美國國務卿盧比歐、俄羅斯外長拉夫羅夫與沙特外相費薩爾等舉行三方會談

美國國務卿魯比奧，美國國家安全顧問沃爾茲以及美國總統中東問題特使史蒂夫·威特科夫在沙特阿拉伯首都利雅得，與俄羅斯外交部部長拉夫羅夫和總統外交政策顧問烏沙科夫、沙特阿拉伯外交大臣費薩爾和沙特國家安全顧問艾班舉行三方會談，討論如何結束俄羅斯在烏克蘭的戰爭。是自2022年俄羅斯全面入侵烏克蘭以來，俄美雙方最高層級的面對面接觸。俄羅斯總統外交政策顧問烏沙科夫會後接受俄羅斯傳媒訪問時表示，會談觸及所有問題都經歷非常嚴肅的討論，雙方同意考慮彼此利益發展雙邊關係，來自美國和俄羅斯的獨立談判團隊將在適當時候開始就烏克蘭進行溝通，兩國亦就經濟合作，包括全球能源價格舉行單獨會談。與會的俄羅斯直接投資基金負責人德米特里耶夫表示，俄羅斯已準備與美國在俄羅斯自然資源和北極開發等方面達成協議。美國國務卿盧比歐則表示，兩國將恢復外交使團文正常運作。美國國務院發言人布魯斯表示，會議向前邁進重要一步，但一次通話後的會議不足以建立持久的和平，會談重點在研判俄羅斯是否真正想要達成和平，是否能真正開展針對細節的談判。強調儘管烏克蘭沒有參與這場會談，但真正的和平談判只會在烏克蘭參與的情況下進行。
美國總統特朗普在美俄沙特外長會談後表示，對於結束烏克蘭戰爭更加有信心，可能在月底前與俄羅斯總統普京舉行會面。強調烏克蘭在幾年前就應該達成協議，不認為烏克蘭應該擔心無法參與停火談判，並表示烏克蘭本應更早參與談判。同時表明不會反對歐洲國家向烏克蘭派維和部隊。認為烏克蘭應該舉行新的選舉，在沃洛澤倫斯基的戰時領導下，烏克蘭各地大城市已經成為一個大規模破壞的地點，更聲稱澤連斯基只剩下4%支持度，但沒有提供調查數據支持。
法國總統馬克龍表示，排除向烏克蘭前線派遣法國戰鬥部隊的可能性，但英法兩國正合作，準備考慮派遣專家甚至數量有限的部隊到前線之外，以表示團結並幫助烏克蘭自衛。
歐盟委員會主席馮德萊恩會見美國總統烏克蘭和俄羅斯問題特使凱洛格，兩人討論關於烏克蘭的重要議題，包括在財政和軍事方面對烏克蘭的支援，以及希望與美國合作為烏克蘭實現公正而持久的和平。歐盟貿易專員東布羅夫斯基斯表示，隨著現任特朗普政府的美國優先事項轉變，歐盟必須更好地控制其與安全相關的政策，包括對俄羅斯的制裁，並表明歐盟正在準備對俄羅斯的第16個一攬子制裁計劃。歐盟外交與安全政策高級代表卡拉斯回應美俄沙特外長會談時表示，俄羅斯將試圖分裂西方盟友，不要落入俄羅斯的陷阱，希望透過與美國合作，可以按照烏克蘭的計劃實現公正和持久的和平
俄羅斯獨立媒體Mediazona與BBC新聞俄語根據公共來源，包括訃告、親屬、地區媒體和地方當局的報道，確認自2022年2月俄羅斯全面入侵烏克蘭以來，93,641名俄羅斯陣亡士兵的名字，近4,700多名軍官在烏克蘭的戰鬥中喪生，至少有15,684名從監獄招募的囚犯、22,045名志願者和10,696名動員士兵在戰爭中死亡，而實際數字可能更高。
美國傳媒「霍士新聞」引述接近美俄雙方沙特會談的消息人士報道，美俄兩國達成3點初步和平計劃，包括停火、烏克蘭大選和簽署最終協議。普京認為烏克蘭大選選出一名親俄傀儡總統的可能性相當高，亦相信除烏克蘭現任總統澤倫斯基之外的任何候選人都會更加靈活，並準備好進行談判和讓步。特朗普亦願意接受任何選舉結果，包括親俄傀儡當選的可能性。特朗普和萬斯認為烏克蘭現任總統再次當選的可能性很低。俄羅斯外長拉夫羅夫在與美方會面後見傳媒時表示，相關計劃虛假，並非真實，自己曾在會面上詢問美方相關計劃，對方表示此計劃虛假。
新聞通訊社「彭博社」引述消息人士報導，沙特阿拉伯王儲兼首相穆罕默德希望在美俄沙特會談中，烏克蘭總統澤倫斯基能夠派代表參加，但美俄官員向穆罕默德堅稱，希望在沒有烏克蘭人在場的情況下舉行會議。因此穆罕默德改為希望在澤連斯基到訪期間，介紹會談內容，但澤連斯基押後到訪沙特的行程。

## 2月19日
烏克蘭地方政府表示，截至19日上午9時，俄羅斯在過去24小時內襲擊敖德薩、赫爾松、蘇梅、尼古拉耶夫、第聶伯羅彼得羅夫斯克、頓涅茨克、盧甘斯克、切爾卡瑟、哈爾科夫和切爾尼戈夫等地，至少造成1名平民死亡，14名平民受傷，包括2名兒童。烏克蘭空軍表示，俄羅斯午夜至凌晨期間，對烏克蘭發動大規模無人機襲擊，俄軍從米列羅沃區、奧廖爾、布良斯克、庫爾斯克、沙塔洛沃和濱海阿赫塔爾斯克發射167架見證者-136無人機和不明型號無人機以及2枚伊斯坎德爾-M/KN-23彈道導彈，防空系統在哈爾科夫、蘇梅、波爾塔瓦、第聶伯羅彼得羅夫斯克、切爾卡瑟、切爾尼戈夫、 扎波羅熱、赫梅利尼茨基、日托米爾、基洛夫格勒、赫爾松、敖德薩、尼古拉耶夫和基輔擊落106架無人機。另有56架無人機因電子戰措施，未能擊中目標。烏克蘭敖德薩州州長表示，俄軍對敖德薩市和敖德薩州發動大規模無人機襲擊，至少造成4名平民受傷，包括1名兒童，敖德薩市多區停電。
烏克蘭武裝部隊總參謀部表示，自全面入侵以來，俄羅斯在烏克蘭損失862,390名士兵，過去一天俄軍有1,300人傷亡，累計損失10,120輛坦克、21,098輛裝甲戰鬥車輛、37,825輛車輛和油箱、23,347門火砲系統、1,288套多管火箭系統、1,072套防空系統、370架飛機、331架直升機、25,861架無人機、3,064枚巡弋飛彈、28艘船隻和1艘潛艦等。
俄羅斯國防部表示，防空系統過去24小時擊落6枚法製鐵鎚制導航空炸彈、2枚JDAM制導航空炸彈、4枚美製海馬斯多管火箭彈以及123架無人機。俄羅斯薩馬拉州州長表示，烏克蘭無人機襲擊塞茲蘭煉油廠，引發大火。
俄羅斯國防部表示，過去一天，烏軍在特別軍事行動中損失975名軍人和擊落1架米格-29戰機。
俄羅斯總統普京表示，已在下午獲悉，俄軍第810旅士兵已越過庫爾斯克地區俄羅斯與烏克蘭邊界，進入烏克蘭領土，正沿戰線推進，並在整個接觸線上發動攻勢。烏克蘭國家安全與國防委員會反虛假資訊中心否認普京的講法，表示俄羅斯破壞偵察小組試圖進入烏克蘭領土，但該破壞偵察小組已被摧毀。烏克蘭武裝部隊總參謀部發言人亦表示，俄方宣稱的情況與事實不符。
烏克蘭總統澤倫斯基在記者會上表示，美國總統特朗普在18日聲稱其只擁有4%支持率，特朗普引用的數字是來自俄羅斯的虛假資訊並且有證據證明，認為可悲的是美國總統活在虛假資訊空間裏，亦引用基輔國際社會學研究所19日公布的民意調查，指出自己擁有57%的支持率，表明目前想取代他的努力不會成功。同時澤連斯基表示，只要被佔地區得到解放，自然資源得到保護，烏克蘭對投資持開放態度，但不想成為任何大陸的原材料開採中心。烏克蘭現時戰時軍事費用已達到3,200億美元，其中烏克蘭人民提供1,200億美元，美國和歐盟共2千億美元，美國總共提供約670億美元武器，並且得到315億美元的預算支援。烏克蘭感謝提供的所有支援，但不能沒有數到5千億美元，卻要求烏克蘭歸還5千億美元礦產，形容不是一個嚴肅的討論。重申只要美國提供安全保障，烏克蘭就準備討論美國提議的自然資源協議。有提到特朗普政府聲稱烏克蘭90%的援助來自美國時表示，大家知道的真相有點不同，烏克蘭感激所有援助，但希望特朗普團隊能夠了解更多真相。當談及美俄外長在沙特的會談時表示，美國幫助俄羅斯總統普京擺脫多年的孤立，認為普京和俄羅斯人非常高興，會談上討論的問題有跡象表明俄羅斯將會被視為是受害者，儘管如此烏克蘭已準備好做任何事情。澤倫斯基分別與法國總統馬克龍和英國首相施紀賢通電話，馬克龍和施紀賢重申兩國將會繼續支援烏克蘭。澤倫斯基則感謝兩國的支援。
俄羅斯總統普京表示，已聽取關於美俄會談結果的簡報，並表示願意與美國總統特朗普會面，強調尋求的不僅僅是一次象徵性的會議，關鍵問題特別是烏克蘭戰爭，必須提前解決。普京亦證實，特朗普曾表示，烏克蘭將納入任何談判程序。
美國總統特朗普在社交媒體上嚴厲批評烏克蘭總統澤倫斯基，指控澤倫斯基是獨裁者，發動一場根本不可能成功，根本沒有必要發動的戰爭，認為澤倫斯基只是一位小有成就的喜劇演員，但說服美國提供5千億美元援助，澤連斯基唯一擅長的就是玩弄美國前總統拜登。再次質疑澤倫斯基的身分和領導能力，指責其拒絕選舉，在烏克蘭的民調支持率非常低。並表示自己愛烏克蘭，但澤連斯基做得很糟糕，烏克蘭支離破碎，數百萬人死去，這種情況還在持續，烏克蘭領導人應該最好迅速採取行動，否則烏克蘭將不復存在。又形容只有特朗普和現屆美國政府能夠解決俄烏問題。特朗普再對傳媒表示，財政部長貝森特在最近訪問基輔時受到相當粗魯的對待，而且烏克蘭拒絕稀土礦物交易協議。他將重振這項交易，否則烏克蘭總統澤連斯基不會太高興，並再次呼籲在實施戒嚴的烏克蘭舉行選舉。特朗普亦暗示美國對烏克蘭的援助資金去向不明，錯誤地聲稱澤連斯基承認一半資金丟失。經傳媒查證澤連斯基並沒有作出這樣的承認，並認為美國援助金額遭誇大。特朗普表示與俄羅斯的談判順利，能夠與俄羅斯達成協議以停止潛在的額外死亡。
美國副總統萬斯批評烏克蘭總統澤倫斯基公開發表批評美國總統特朗普的言論只會適得其反，透過公共媒體上「說壞話」的方法來改變總統的想法，是處理與本屆政府關係的殘暴方式。認為澤倫斯基一直收到關於如何處理新政府關係的不良建議，在過去三年被告知不會做錯任何事。美國政府愛烏克蘭人民，欽佩士兵的勇敢，但認為這場戰爭需要迅速結束，不是基於俄羅斯的虛假資訊，這就是美國總統的政策。
歐洲多國領導人回應美國總統特朗普嚴厲批評烏克蘭總統澤倫斯基的言論。德國總理朔爾茲表示，近三年來，烏克蘭一直在自衛，抵禦俄羅斯無情的侵略戰爭，否認澤倫斯基總統的民主合法性是錯誤和危險的。捷克總統帕維爾表示，在五分之一的領土被佔領，全國各地每天均遭到襲擊的情況下，要如何組織選舉。英國首相施紀賢在與澤倫斯基的電話通話中表示，支援澤倫斯基總統作為烏克蘭民選領導人，並表示像英國在第二次世界大戰期間亦暫停選舉，認為烏克蘭的做法完全合理。芬蘭總統斯塔布表示，芬蘭盡一切可能支援烏克蘭，支援烏克蘭憲法和民選總統澤倫斯基，侵略戰爭完全是由俄羅斯和俄羅斯總統普京發動，我們的工作是與特朗普討論如果普京得到其希望奪得的東西，後果會是什麼。
美國總統烏克蘭和俄羅斯問題特使凱洛格抵達烏克蘭首都基輔並表示，美國理解安全保障和烏克蘭國家主權的重要性，其主要任務是傾聽烏克蘭的擔憂，並將調查結果轉達給白宮。
歐盟各成員國大使同意對俄羅斯實施第16輪一籃子制裁計劃，更嚴厲打擊規避制裁，並針對鋁進口以及俄羅斯影子艦隊船隻進行更多制裁和禁令。匈牙利政府發言人表示，在一攬子制裁計劃的談判中，匈牙利阻止對俄羅斯正教會莫斯科及全俄羅斯牧首基里爾在內的27個個人和組織的制裁，認為針對宗教領袖會破壞和平努力。亦豁免對匈牙利境內部分使用俄羅斯石油的企業和設備的制裁。
立陶宛總統瑙塞達公布一項六點行動計劃，支援烏克蘭並加強歐洲安全，提案包括對烏克蘭的安全保障，強調北約成員資格應該保持在討論中，並呼籲立即為武器提供資金，對烏克蘭的國防工業進行104億美元的投資。強調俄羅斯必須對戰爭罪負責，制裁應繼續有效，直到其侵略結束，凍結的資產被沒收，並對俄羅斯和白俄羅斯的進口商品徵收關稅。
烏克蘭基輔國際社會學研究所公布民意調查顯示，截至2月，若有57%受訪烏克蘭人信任烏克蘭總統澤連斯基，較去年12月增加5%，約37%受訪烏克蘭人表示不信任澤連斯基，較去年12月下降2%。
南韓傳媒「朝鮮日報」派員前往烏克蘭境內戰俘收容所，專訪2名遭烏軍俘虜的北韓士兵，是北韓戰俘首次受訪。2人分別是26歲李姓狙擊手兼偵察人員，以及白姓21歲獵兵，2人都是隸屬北韓偵察總局。2人表示在庫爾斯克州的北韓軍隊受北韓國家保衛省要員監控，聲稱士兵是在南韓參戰，以此激發敵對意識，並形容操縱無人機的都是來自南韓的軍人。其中李姓士兵表示，自己原本在北韓慈江道進行洪患災後重建，但2024年10月初部隊突然乘搭火車、飛機、巴士前往俄羅斯。到達庫爾斯克州後，彈藥與軍服由上級提供，北韓底層士兵幾乎無法與俄軍士兵進行溝通。對於如何應付烏軍無人機，北韓軍隊教導「只有跑得快才能生存」，迅速躲避、找掩護，事實上沒有接受擊落無人機的訓練，指出俄軍未能及時提供炮兵正確支援，以及炮兵發射方向錯誤，導致北韓軍隊犧牲。亦透露北韓人民軍隊的觀念裏沒有「俘虜」的概念，一旦淪為俘虜，幾乎等同於「變節」，被要求引爆手榴彈自盡。其中一名俘虜表示想以難民身分赴南韓生活。

## 2月20日
烏克蘭地方政府表示，截至20日上午9時，俄羅斯在過去24小時內襲擊敖德薩、赫爾松、蘇梅、尼古拉耶夫、第聶伯羅彼得羅夫斯克、頓涅茨克、盧甘斯克、切爾卡瑟、哈爾科夫和切爾尼戈夫等地，至少造成7名平民死亡，30名平民受傷。烏克蘭空軍表示，俄羅斯午夜至凌晨期間，對烏克蘭發動大規模導彈和無人機襲擊，俄軍從伏爾加格勒、黑海、沃羅涅日和俄佔克里米亞地區發射14枚伊斯坎德爾-M/KN-23彈道導彈、Kh-101/Kh-55cm導彈、口徑巡航導彈和伊斯坎德爾-K彈道導彈，從米列羅沃區、奧廖爾、布良斯克、庫爾斯克和濱海阿赫塔爾斯克發射161架見證者-136無人機和不明型號無人機，防空系統在哈爾科夫、蘇梅、波爾塔瓦、第聶伯羅彼得羅夫斯克、切爾卡瑟、切爾尼戈夫、 扎波羅熱、基洛夫格勒、赫爾松、敖德薩、尼古拉耶夫和基輔擊落80架無人機。另有78架無人機因電子戰措施，未能擊中目標。
烏克蘭武裝部隊總參謀部表示，自全面入侵以來，俄羅斯在烏克蘭損失863,580名士兵，過去一天俄軍有1,190人傷亡，累計損失10,124輛坦克、21,112輛裝甲戰鬥車輛、37,961輛車輛和油箱、23,410門火砲系統、1,291套多管火箭系統、1,078套防空系統、370架飛機、331架直升機、26,021架無人機、3,064枚巡弋飛彈、28艘船隻和1艘潛艦等。烏克蘭國防部情報總局表示，俄佔別爾江斯克發生爆炸，當地佔領政府副局長葉夫根尼·博格丹諾夫喪生。情報總局指控博格丹諾夫對烏克蘭公民犯下多項戰爭罪，負責監督佔領地區的財務管理，並協調俄佔扎波羅熱地區的防禦工事建設。
俄羅斯國防部表示，防空系統過去24小時擊落4枚法製鐵鎚制導航空炸彈、5枚美製海馬斯多管火箭彈以及112架無人機。
俄羅斯國防部表示，過去一天，烏軍在特別軍事行動中損失925名軍人和擊落1架米格-29戰機。俄軍第一副總參謀長魯茲柯伊表示，烏軍仍控制庫爾斯克州400多平方公里土地，俄軍已解放800多平方公里領土，約為最初被佔土地的64%。俄軍在烏克蘭的頓內茨克州、扎波羅熱州和赫爾松州已拿下大約75%領土，在盧甘斯克州烏方控制地區只剩不到1%。自今年以來，俄羅斯已再拿下逾600平方公里的烏克蘭領土。
烏克蘭傳媒「基輔獨立報」引述烏克蘭國家安全局消息報道，國家安全局無人機擊中負責向俄羅斯克拉斯諾達爾邊疆區諾沃韋利奇科夫斯卡婭石油泵站供電的變電站，影響泵站的運作。
烏克蘭多間傳媒引述烏克蘭國防部情報總局消息報道，情報總局購買大量第一人稱視覺無人機頭戴顯示器並且植入遠端爆炸裝置，透過俄羅斯志願者向俄羅斯無人機部隊捐贈有關顯示器，戰爭的恐怖境況整出現在俄羅斯無人機操作員的眼前，是對俄羅斯每日在烏克蘭下的戰爭罪行最當之無愧的懲罰。俄羅斯多個親軍方Telegram頻道報道，2月初多個俄羅斯無人機頭戴顯示器在俄羅斯多個州發生爆炸。
烏克蘭總統澤倫斯基會見到訪的美國總統烏克蘭和俄羅斯問題特使凱洛格，詳細討論戰場上的局勢，如何遣返所有戰俘以及有效的安全保障。澤倫斯基表示，烏克蘭已準備好與美國就投資和安全達成有力和有益的協議，並已經提出最快、最有建設性取得成果的方法。形容與凱洛格的會議恢復希望。烏克蘭總統發言人尼基福羅夫表示，烏方應美國要求沒有召開聯合記者會和發表聯合公報。另外，凱洛格在基輔會見烏克蘭武裝部隊總司令瑟爾斯基、外交部部長西比哈、總統辦公室主任葉爾馬克等烏克蘭官員。總統辦公室表示，會議期間葉爾馬克強調，凱洛格應該對前線事件以及烏克蘭人對公正持久和平結束戰爭的能力和願望有完整和客觀的資訊。西比哈表示，重申烏克蘭通過力量實現和平的意願以及對必要步驟的願景，烏克蘭和跨大西洋的安全是不可分割的。
美國總統特朗普表示，俄羅斯在與烏克蘭的任何和平談判中都持有「籌碼」，因為他們佔領不少烏克蘭領土，相信俄羅斯希望結束這場戰爭。國家安全顧問沃爾茲表示，烏克蘭需要降低門檻，認真考慮並簽署礦產開採協議，並且形容澤倫斯基對特朗普的批評令人無法接受，敦促澤倫斯基簽署協議，讓美方得以優先取得烏克蘭的關鍵礦產和自然資源。美國眾議院議長約翰遜表示，「沒有興趣」推動另一項對烏克蘭的撥款法案，必須結束戰爭，歐洲盟友也明白這個必要性。
法國總統馬克龍表示，歐洲需要一個「大規模防禦計劃」來應對來自俄羅斯日益增長的威脅，下週訪問美國時將向美國總統特朗普表示不能對俄羅斯總統普京軟弱，不符合你的利益。抨擊俄羅斯是已經成為帝國主義的危險軍事強國，透過引進北韓軍隊將烏克蘭戰爭「全球化」。
波蘭總理圖斯克提出一項三點計劃，以加強烏克蘭對抗俄羅斯全面入侵並加強歐洲安全，呼籲使用凍結的俄羅斯資產資金為烏克蘭提供援助，其中大部分資產被歐盟銀行凍結。加強空中警務、監察波羅的海以及歐盟與俄羅斯的邊界，迅速採取新財政措施，立即為安全和國防提供資金。
中共中央外事辦主任兼中國外交部長王毅在南非約翰尼斯堡出席G20外長會議時表示，關於烏克蘭危機，最近和談的呼聲不斷上升，和平的窗口正在開啟。中國支持一切致力於烏克蘭和平的努力，包括最近美國和俄羅斯達成的共識，期待各當事人能夠找到照顧彼此關切、可持續和持久的解決方案。
新聞通訊社「路透社」引述消息人士報道，西方多國正計劃在2月24日俄羅斯全面入侵烏克蘭三周年紀念日向聯合國大會提交「推動實現烏克蘭全面、公正和持久的和平」議案，重申致力於維護烏克蘭在國際公認邊界內的主權、獨立、統一和領土完整，譴責俄羅斯的入侵，但美國拒絕參與。是自2022年俄羅斯全面入侵烏克蘭以來，美國首次沒有參與西方國家起草的支持烏克蘭議案。多間美國傳媒引述七國集團成員國官員消息報道，美國反對在為紀念俄羅斯全面入侵三週年而起草的七國集團聲明中稱俄羅斯為侵略者，初稿由輪值主席國加拿大起草，美國方面審議初稿後刪除所有可以被解讀為支持烏克蘭的內容，成為一份中立聲明，其中沒有提到俄羅斯是衝突的侵略者，也沒有提到烏克蘭是入侵的受害者。

## 2月21日

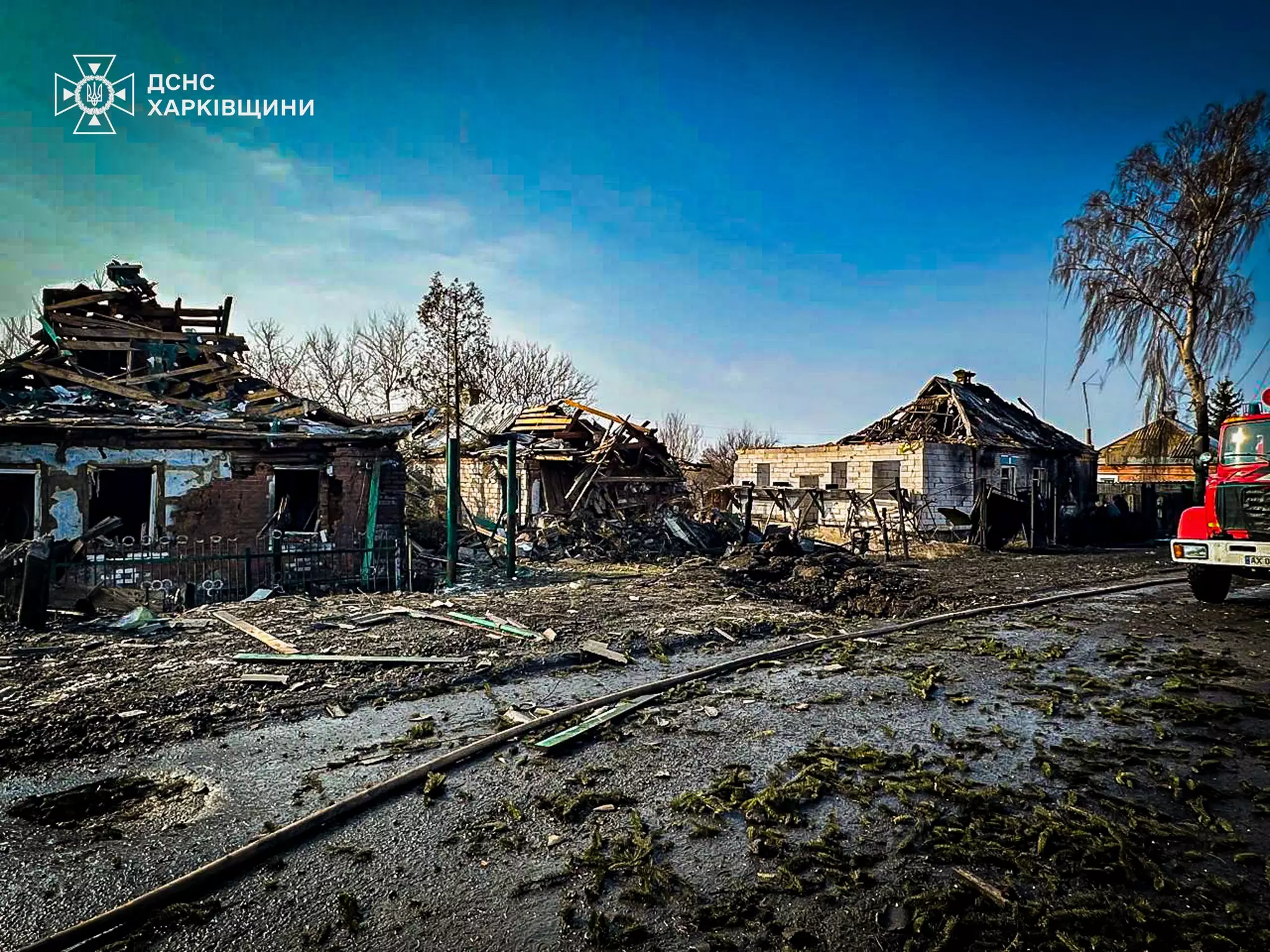
俄軍襲擊哈爾科夫州佐洛奇夫

烏克蘭地方政府表示，截至21日上午9時，俄羅斯在過去24小時內襲擊赫爾松、蘇梅、尼古拉耶夫、第聶伯羅彼得羅夫斯克、頓涅茨克、盧甘斯克、切爾卡瑟、哈爾科夫和切爾尼戈夫等地，至少造成12名平民死亡，6名平民受傷。烏克蘭空軍表示，俄羅斯午夜至凌晨期間，對烏克蘭發動大規模導彈和無人機襲擊，俄軍從俄佔克里米亞地區發射2枚伊斯坎德爾-M/KN-23彈道導彈，從米列羅沃區、沙塔洛沃、奧廖爾、布良斯克、庫爾斯克發射160架見證者-136無人機和不明型號無人機，防空系統在哈爾科夫、蘇梅、波爾塔瓦、第聶伯羅彼得羅夫斯克、切爾卡瑟、切爾尼戈夫、文尼察、基洛夫格勒、赫爾松、日托米爾、尼古拉耶夫和基輔擊落87架無人機。另有70架無人機因電子戰措施，未能擊中目標。烏克蘭基輔軍事管理局表示，俄軍無人機襲擊基輔州，至少造成1名平民死亡。
烏克蘭武裝部隊總參謀部表示，自全面入侵以來，俄羅斯在烏克蘭損失864,860名士兵，過去一天俄軍有1,280人傷亡，累計損失10,146輛坦克、21,130輛裝甲戰鬥車輛、38,104輛車輛和油箱、23,462門火砲系統、1,295套多管火箭系統、1,080套防空系統、370架飛機、331架直升機、26,156架無人機、3,064枚巡弋飛彈、28艘船隻和1艘潛艦等。
俄羅斯國防部表示，烏軍過去一周在特別軍事行動中損失9,235名軍人。
烏克蘭總統澤連斯基與德國總理朔爾茲通話，討論在烏克蘭實現公正和平的方法。朔爾茲重申將繼續持續和堅定不移地支持烏克蘭，保證德國將繼續與歐洲和國際合作夥伴密切合作支持烏克蘭直至實現公正、全面和持久的和平。兩人同意烏克蘭必須在未來的和平談判中與歐洲一同商討有關歐洲安全的問題，以及烏克蘭與其最親密夥伴之間需要密切協調。
俄羅斯總統普京表示，已經指示部長內閣為西方公司的迴歸作準備，認為俄羅斯公司應該比重新進入市場的公司擁有某些優勢。
烏克蘭國防部情報總局表示，俄羅斯正在指示其宣傳人員在2月24日全面入侵三週年宣佈「對烏克蘭和北約」的戰爭中「勝利」，並計劃傳播「烏克蘭被西方和美國背叛」的說法。旨在在烏克蘭人中播下絕望，破壞烏克蘭局勢，並在盟友中詆譭烏克蘭，同時繼續質疑澤倫斯基總統和「竊取美國援助的腐敗烏克蘭官員」的合法性。
俄羅斯總統新聞秘書佩斯科夫回應西方傳媒報道俄羅斯在美俄沙特外長會談中，要求美國在東歐撤回北約軍隊作為關係正常化的條件時表示，俄羅斯從沒有要求美國從北約東翼撤軍。
美國總統特朗普表示，烏克蘭總統澤連斯基對結束俄羅斯在烏克蘭的戰爭的談判來說並不重要，對方沒有籌碼，認為邀請對方出席談判會議並非優先事項，對方在目前的談判表現得非常糟糕，已經參加各項會議三年，但仍然一事無成，其國家早已殘破不堪。美國非常接近與烏克蘭簽署稀土礦物協議，認為烏克蘭希望簽署該協議。並且更改過去幾日的說法，承認俄羅斯發動襲擊，但認為拜登和澤連斯基本不該讓俄羅斯發動襲擊，並稱俄烏雙方現時願意談判全因為特朗普，如果特朗普不提出，俄烏根本不會談判，並且繼續戰爭。
美國總統烏克蘭和俄羅斯問題特使凱洛格表示，20日與多名烏克蘭高層官員會面一同渡過緊張而漫長的一天，讚揚與總統澤連斯基進行積極的討論，形容澤連斯基是一位勇敢的戰時領導人，又形容澤連斯基的國家安全團隊才華洋溢。美國國家安全顧問沃爾茲表示，預計烏克蘭總統澤連斯基將會在短時間內簽署與美國的礦產開採協議，形容協議對烏克蘭有很多好處。又預測總統特朗普會獲得諾貝爾和平獎，表彰其對結束俄羅斯在烏克蘭的戰爭的努力。
烏克蘭超過130個非政府組織發表聯合聲明，呼籲國際盟友專注對烏克蘭的安全支援，而不是推動在戰爭期間舉辦選舉，強調在犯錯代價極高的戰爭時期，民主需要更強的保護。概述烏克蘭的選舉應該遵從合乎邏輯的民主順序，在國際安全保障下實現可持續的停火，繼而適當恢復選舉基礎設施，最終解除戒嚴，並達成國際解決方案。重申正是俄羅斯對主權國家的無端侵略行為使烏克蘭無法舉行總統和國會選舉，認為俄羅斯不是一個民主國家，沒有真正的反對派，沒有獨立的媒體，沒有最低限度的權利和自由，也沒有政治多元化。相比之下，烏克蘭有真正的共識，即需要在戒嚴結束六個月後舉行選舉，政府、在野黨派和社會都支援相關安排，因此烏克蘭政府的合法性是烏克蘭人民的專屬特權。呼籲考慮到烏克蘭在任何和平程序中的發言權，並堅持認為，在未來六個月內舉行選舉不符合烏克蘭的安全現實、政治和經濟形勢或公眾情緒。
斯洛伐克總理菲科為俄羅斯全面入侵烏克蘭辯護，稱俄羅斯有「嚴重的安全原因」，沒有人反對俄羅斯在烏克蘭使用軍事力量違反國際法。 然而俄羅斯這樣做有嚴重的安全原因，因為長期以來在北約擴大問題上被誤導。而且支援美國特朗普總統最近批評澤倫斯基總統，形容澤倫斯基「實際上需要這場戰爭」才能繼續掌權。
德國基民盟總理候選人，在大選民調領先的默茨表示，美國特朗普總統關於烏克蘭的言論「令人震驚」，並與俄羅斯的敘述一致。歐洲絕不能被動地在談判中尋求一席之地，而是透過外交努力來維護影響力。
保加利亞國會以166票贊成壓倒性通過一項無約束力議案，要求政府停止計劃向烏克蘭部署任何軍事力量，認為保加利亞軍隊不能在北約和國際承諾之外在烏克蘭採取軍事行動，不排除保加利亞參加由聯合國、歐盟、北約和歐洲安全與合作組織主管的任務。呼籲在烏克蘭實現持久和公正的和平，認為可以透過包括所有直接影響方的談判來實現。
烏克蘭基輔國際社會學研究所公布民意調查顯示，26.1%受訪烏克蘭人表示完全支持烏克蘭總統澤連斯基，另外36.9%傾向於支持，共63%受訪者支持澤連斯基。整體數字高於俄羅斯全面入侵之前和2024年春季進行的民意調查。14.4% 受訪烏克蘭人完全不支持澤連斯基，18.3%傾向不支持。澤連斯基仍然是最受歡迎的烏克蘭政治家，在未來的總統選舉中領先，大約26-32%的烏克蘭人準備在未來的大選中第一輪投票給澤連斯基，大大超越第二名只有5-6%的前總統波羅申科。烏克蘭民調公司「Rating」公布民意調查顯示，共有91%的受訪烏克蘭人反對在沒有烏克蘭參與的情況下由美國與俄羅斯進行和平談判。64%的受訪烏克蘭人支援烏克蘭參與與俄羅斯的直接談判以結束戰爭，共有81%受訪者認為，必須讓其他國家談判，83%認為，只有在提供安全保障的情況下，烏克蘭才應該同意停火。
新聞通訊社「路透社」引述消息人士報道，美國拒絕參與西方多國起草的紀念俄羅斯全面入侵烏克蘭三周年聯合國決議草案，該決議重申烏克蘭的領土完整，並譴責莫斯科的侵略。美國決定自行起草新決議，哀悼俄烏「衝突」的傷亡，懇求迅速結束衝突，申明聯合國的主要目的是維護國際和平與安全和平解決爭端，進一步敦促烏克蘭和俄羅斯之間實現持久和平。另外消息人士亦表示俄羅斯將提交修正案，將部份內容更改為懇求迅速結束衝突，包括解決根源問題。另外，路透社引述3名知情人士報道，近期施壓烏克蘭簽署礦物開採協議的美國，若果烏克蘭拒絕簽署協議，威脅關閉由美國富豪馬斯克旗下的「星鏈」衛星上網系統，影響烏克蘭前線士兵的作戰。此外消息人士透露，俄羅斯可能同意將歐洲凍結的3千億美元主權資產用於烏克蘭重建，但要求部份資金用於俄羅斯控制的烏克蘭東部地區，目前相關提議仍處於初步討論階段。

## 2月22日
烏克蘭頓涅茨克州州長表示，上午俄軍對康斯坦丁諾夫卡
發動多次空襲，至少造成2名平民死亡，4名平民受傷。烏克蘭克里維里赫市軍事管理局表示，俄軍對克里維里赫市發動導彈襲擊，至少造成1名平民死亡，5名平民受傷。
烏克蘭武裝部隊總參謀部表示，自全面入侵以來，俄羅斯在烏克蘭損失866,000名士兵，過去一天俄軍有1,140人傷亡，累計損失10,161輛坦克、21,139輛裝甲戰鬥車輛、38,234輛車輛和油箱、23,528門火砲系統、1,295套多管火箭系統、1,080套防空系統、370架飛機、331架直升機、26,311架無人機、3,064枚巡弋飛彈、28艘船隻和1艘潛艦等。
俄羅斯國防部表示，防空系統過去24小時擊落2枚法製鐵鎚制導航空炸彈、2枚美製海馬斯多管火箭彈以及58架無人機。
俄羅斯國防部表示，西部集團軍部隊已佔領盧甘斯克地區諾沃柳博夫卡村。防空部隊擊落1架烏克蘭米格-29戰機。伊斯坎德爾-M戰役戰術導彈在特別軍事行動中擊中超過1400個目標，可配備多種多樣的彈藥，包括殺傷爆破彈、混凝土穿甲彈、集束彈藥、燃燒彈和核彈頭，其高超音速無法被防空系統摧毀。
烏克蘭總統澤連斯基表示，烏克蘭將繼續接收由荷蘭提供的F-16戰機，感謝荷蘭持續的援助和增加軍事援助的承諾。強調加強烏克蘭的國防能力不僅對烏克蘭的安全至關重要，而且對更廣泛的歐洲穩定至關重要。
烏克蘭國會議長斯特凡丘克表示，烏克蘭政府將於24日召集專家小組開始敲定與美國的礦產開採協議，準備與合作伙伴就該協議進行合作，但希望「得到具體的安全保障」，烏克蘭尋求與美國進行「建設性討論」和峰會。
烏克蘭戰俘待遇協調總部秘書長奧赫里緬科表示，俄羅斯去年實現在俄佔烏克蘭地區上動員數千人的目標。
美國總統特朗普表示，美國與俄羅斯代表團將在25日於沙特阿拉伯舉行新一輪俄烏戰爭和平談判。在烏克蘭同意一項允許美國從其關鍵自然資源中獲得一半收入的協議後，美國將「拿回自己的錢」。特朗普亦與加拿大總理杜魯多通話，期間杜魯多敦促美國總統特朗普確保烏克蘭的任何和平協議都包括安全保障，防止俄羅斯進一步侵略。美國白宮新聞秘書萊維特表示，總統特朗普「非常有信心」將達成協議，結束俄羅斯對烏克蘭的戰爭，可能最早「本週」。
美國傳媒「紐約時報」引述消息人士報道，美國最新提醒烏克蘭的關鍵礦產提案，尋求烏克蘭50%的自然資源，包括關鍵礦產、石油和天然氣，以及透過聯合投資基金在港口和其他關鍵基礎設施的股份，同時不提供安全保障作為回報，與舊款提案相同不提供安全保障。美國將持有該基金100%金融權益，烏克蘭應向該基金注資，直到基金達到5千億美元。

## 2月23日
烏克蘭空軍表示，俄羅斯午夜至凌晨期間，對烏克蘭發動自全面入侵以來最大規模的無人機襲擊，俄軍從俄佔克里米亞地區發射3枚伊斯坎德爾-M/KN-23彈道導彈，從米列羅沃區、沙塔洛沃、奧廖爾、布良斯克、庫爾斯克和俄佔克里米亞地區發射267架見證者-136無人機和不明型號無人機，防空系統在哈爾科夫、蘇梅、波爾塔瓦、第聶伯羅彼得羅夫斯克、切爾卡瑟、切爾尼戈夫、羅夫諾、基洛夫格勒、赫爾松、赫梅利尼茨基、敖德薩、日托米爾、尼古拉耶夫和基輔擊落138架無人機。另有119架無人機因電子戰措施，未能擊中目標，3架無人機飛往白俄羅斯，1架飛回俄羅斯
烏克蘭武裝部隊總參謀部表示，自全面入侵以來，俄羅斯在烏克蘭損失867,180名士兵，過去一天俄軍有1,180人傷亡，累計損失10,168輛坦克、21,151輛裝甲戰鬥車輛、38,334輛車輛和油箱、23,582門火砲系統、1,296套多管火箭系統、1,081套防空系統、370架飛機、331架直升機、26,428架無人機、3,064枚巡弋飛彈、28艘船隻和1艘潛艦等。
俄羅斯國防部表示，防空系統過去24小時擊落4枚法製鐵鎚制導航空炸彈、1枚美製海馬斯多管火箭彈以及73架無人機。
俄羅斯國防部表示，南部集團軍部隊已佔領頓涅茨克地區烏拉克利村，中部集團軍部隊已佔領頓涅茨克地區新安德列耶夫卡村。過去24小時內，俄軍戰役戰術航空兵、攻擊無人機、導彈部隊和炮兵摧毀烏軍機場基礎設施、無人機倉庫及發射場，烏軍領導層集中地等，並在1542個地區打擊烏軍有生力量和裝備的集結地。自俄軍開展特別軍事行動以來，已摧毀烏軍656架戰機、283架直升機、44,263架無人機、590套防空系統、21,713輛坦克及裝甲戰車、1,521輛多管火箭系統、21,980門火炮和迫擊炮以及32,059輛特種軍用車輛。
烏克蘭總統澤連斯基在出席「2025烏克蘭」論壇時表示，願意辭去烏克蘭總統職務，以換取和平或獲得北約組織成員資格，表明現在專注於烏克蘭的安全，而不是20年後，取得任期連任並出任總統十年並不是他的「夢想」。並反駁美國關於使用烏克蘭自然資源收入注資5千億美元基金的要求，認為美國的援助贈款不是債務。不會承認如此大的金額，因為遠遠超過美國在前總統拜登領導下向烏克蘭提供的1千億美元。又強調安全擔保需要包括在協議中，但到目前為止，仍沒有相關保證，形容不會簽署需要未來十代烏克蘭人來償還的協議，希望與特朗普對話。澤連斯基指控匈牙利政府成員向美國總統特朗普團隊傳播有關開戰理由的虛假資訊。同時亦抨擊對烏克蘭舉行選舉的持續呼籲，就安全而言，烏克蘭的首要任務是民主局勢，民主選舉，但在全國一半人口無法投票的情況下，今天面對267架無人機的襲擊，軍人將如何投票，無法正常投票，難道需要將國際觀察員安置在前線的波克羅夫斯克。
烏克蘭外交部長西比哈出席「2025烏克蘭」論壇時表示，烏克蘭計劃在今年以公正的和平結束戰爭，這是總統澤連斯基的目標，並告訴合作伙伴是時候繫好我們的外交安全帶和不要屈服於情緒，確信確實有機會結束戰爭。強調與美國的合作對於實現公正的和平很重要。烏克蘭第一副總理兼經濟發展與貿易部長斯維里登科表示，烏克蘭在俄佔地區領土上擁有價值3千5百億美元的自然資源。烏克蘭國防部長烏梅羅夫表示，烏克蘭擁有前線單位廣泛使用的Starlink網際網路系統的替代品，並正在就該技術的使用作出決定。
美國總統中東問題特使史蒂夫·威特科夫表示，美國即將達成烏克蘭和俄羅斯之間的和平協議，任何潛在協議都需要雙方的領土和經濟讓步，希望讓雙方明白通往和平的道路是透過讓步和達成共識完全。
波蘭總統杜達與美國總統特朗普會面後在記者會上表示，特朗普決心結束俄羅斯對烏克蘭的戰爭，但認為如果沒有美國的支援，烏克蘭無法贏得戰爭，亦不能允許俄羅斯獲勝，如果沒有美國的支援，烏克蘭將無法在這場戰爭中倖存下來」，戰爭「必須以某種方式結束」。認為需要公正和可持續的和平，以確保戰爭不會再次爆發，俄羅斯不會再發動任何攻擊。
瑞典首相克里斯特森表示，將向烏克蘭提供1.13億美元防空系統援助。
瑞士國防軍司令蘇斯理表示，瑞士如接獲請求且政府同意，可能派兵參與未來烏克蘭的維和任務，可以在9至12個月內派出大約200名士兵。

## 2月24日
烏克蘭地方政府表示，截至24日上午9時，俄羅斯在過去24小時內襲擊赫爾松、蘇梅、尼古拉耶夫、第聶伯羅彼得羅夫斯克、頓涅茨克、盧甘斯克、切爾卡瑟、敖德薩、基輔、哈爾科夫和切爾尼戈夫等地，至少造成1名平民死亡，5名平民受傷。烏克蘭空軍表示，俄羅斯午夜至凌晨期間，對烏克蘭發動大規模無人機襲擊，俄軍從俄佔克里米亞、奧廖爾、布良斯克、庫爾斯克發射185架見證者-136無人機和不明型號無人機，防空系統在哈爾科夫、蘇梅、波爾塔瓦、第聶伯羅彼得羅夫斯克、切爾卡瑟、切爾尼戈夫、敖德薩、赫梅利尼茨基、基洛夫格勒、赫爾松、日托米爾、尼古拉耶夫和基輔擊落113架無人機。另有71架無人機因電子戰措施，未能擊中目標。烏克蘭蘇梅州政府表示，俄軍對多地發動襲擊，至少造成2名平民死亡，6名平民受傷。
烏克蘭武裝部隊總參謀部表示，自全面入侵以來，俄羅斯在烏克蘭損失868,230名士兵，過去一天俄軍有1,050人傷亡，累計損失10,177輛坦克、21,157輛裝甲戰鬥車輛、38,444輛車輛和油箱、23,626門火砲系統、1,299套多管火箭系統、1,081套防空系統、370架飛機、331架直升機、26,645架無人機、3,064枚巡弋飛彈、28艘船隻和1艘潛艦等。總參謀部表示，烏克蘭無人系統部隊無人機擊中俄羅斯梁贊州一家煉油廠，是2025年以來第三次。
俄羅斯全面入侵烏克蘭踏入三周年，全球多地有民眾舉行反戰示威並聲援烏克蘭，聯合國大會和安理會召開會議討論烏克蘭問題。會上審議由烏克蘭聯同五十多個國家提出的草案，譴責俄羅斯的入侵行為，形容俄羅斯為侵略者，呼籲尊重烏克蘭的領土、主權和獨立。另外亦會審議由美國單獨提出的草案，呼籲盡快結束戰爭，哀悼「衝突」期間的生命損失，敦促實現持久和平，並沒有提到俄羅斯發動侵略行為和尊重烏克蘭主權等。俄羅斯則提出修正案，在美國原有的方案中加入解決戰爭的根本原因。英國和24個歐盟國家在聯合國大會上提出對美國的修正案。美國在會前向聯合國各成員國發信，敦促支持其提出的草案，投票反對其他草案或修正案。最終，由烏克蘭聯同五十多個國家提出的提出包括俄羅斯撤軍、實踐全方位永久和平、俄羅斯承擔戰爭罪責等訴求長達3頁的決議文，以93票同意、18票反對、65票棄權通過。反對票國家包括俄羅斯、美國、以色列與匈牙利等。由美國代表另提出僅有3段文字的決議案，包括哀悼兩國死者、祈求快速終戰與敦促俄烏間維持永久和平，未提及俄羅斯侵略行為。歐洲多國在討論決議案時加入俄羅斯是侵略者，重申聯合國對烏克蘭領土完整及回復戰前邊界等修正案後，決議以93票贊成，8票反對，73票棄權通過。美國對自己提出，但被加入修正文字的決議投下棄權票。被認為是美國長期外交政策的重大轉向，首次反對烏克蘭與歐洲盟友支持的決議案。美國同時亦將僅有3段文字的決議案提交聯合國安理會審議，內容與大會版本相同，並沒有提到俄羅斯為侵略者。法國、斯洛文尼亞、希臘、丹麥以及英國以在大會提出修正案的同樣方式，希望在安理會更改美國提出的內容，但所有修正案被否決，最終決議以中美俄等10票贊成0票反對，法國、斯洛文尼亞、希臘、丹麥以及英國棄權獲得通過。美國國務卿鲁比歐為美國投票反對譴責俄羅斯侵略烏克蘭的聯合國決議辨護，指出認為在聯合國有一些對雙方都敵對的東西是不利的，與美國將雙方帶到談判桌上的努力相矛盾，由美國提出的決議避免直接指責俄羅斯，形容是「非常公平的語言」，指出戰爭是一件可怕的事情。塞爾維亞總統武契奇表示，塞爾維亞在聯合國錯誤投票贊成烏克蘭的決議，本應對烏克蘭決議投棄權票，相信塞爾維亞犯下一個錯誤，為此向塞爾維亞公民道歉，將為此承擔責任，形容自己可能疲倦，不知所措。

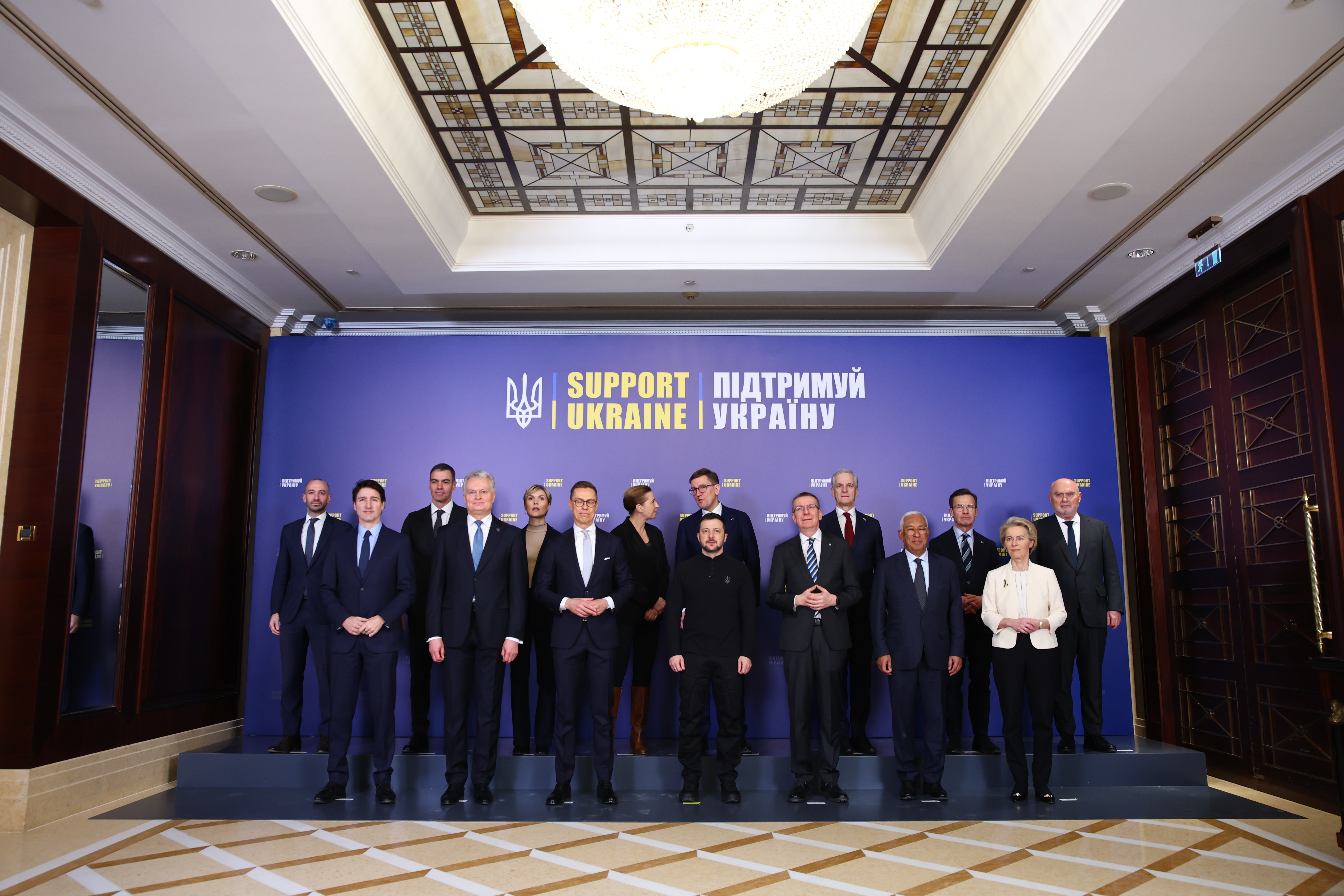
澤連斯基在基輔會見到訪的多國領導人

烏克蘭總統澤連斯基在基輔會見到訪的歐洲理事會主席科斯塔、歐盟委員會主席馮德萊恩、西班牙首相桑切斯、加拿大總理杜魯多、拉脫維亞總統林克維奇斯、立陶宛總統瑙塞達、愛沙尼亞總理米哈爾、芬蘭總統斯圖布、丹麥首相弗雷澤里克森、挪威首相史托爾、冰島總理弗羅斯塔多蒂爾、瑞典首相克里斯特森。眾人一同出席紀念俄羅斯全面入侵烏克蘭三周年峰會。英國前首相約翰遜和法國前總理阿塔爾亦會出席。澤連斯基在三周年峰會上發言時表示，和平不可能在1小時、一天、今天、明天、後天完成，在美國總統烏克蘭和俄羅斯問題特使凱洛格到訪基輔時，已向對方和美國總統特朗普提供一份檔案，上面載有俄羅斯違反的所有停火協議和具體日期，自2014年開始侵略以來，俄羅斯已經違反25次停火協議，因此認為烏克蘭的和平必須以明確的安全保障為基礎。另外亦表示烏克蘭已經準備好進行全面換俘，認為是一個公平的選擇，同時俄羅斯釋放所有烏克蘭戰俘將會是邁向和平的良好一步。歐盟委員會主席馮德萊恩在峰會上表示，歐盟將於3月向烏克蘭提供37億美元新資金，在這關鍵時刻繼續加強烏克蘭。加拿大總理杜魯多表示，將烏克蘭提供35億美元，作為七國集團使用俄羅斯凍結資產利潤向烏克蘭提供500億美元貸款的第一部份，將包括25輛LAV III步兵戰車、2輛戰鬥支援車和4套F-16飛行模擬器和100萬發彈藥等。同時加拿大对支持俄羅斯的76名个人和实体实施新制裁，其中包括20余家中国实体。西班牙首相桑切斯表示，將於2025年向烏克蘭提供10.4億美元軍事援助計劃，將與烏克蘭合作進行戰後復甦，鼓勵其公司參與烏克蘭的專案和計劃，並滿足烏克蘭僑民的需求。同時必須確保烏克蘭儘快加入歐盟。立陶宛總統瑙塞達表示，呼籲採取果斷的措施，以加快烏克蘭的一體化，認為歐洲的安全取決於烏克蘭的安全，提議將2030年1月1日定為烏克蘭加入歐盟的正式日期。

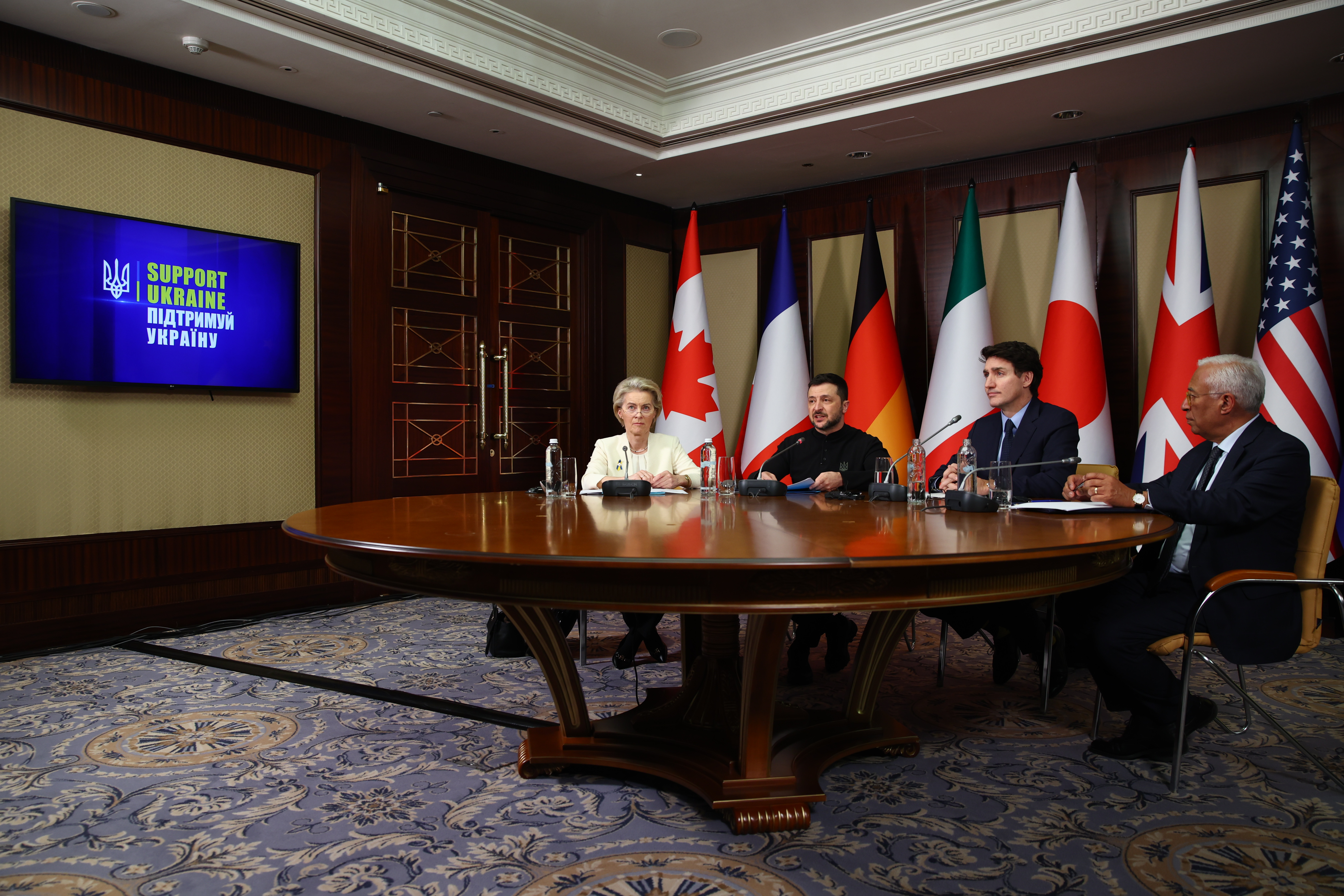
澤連斯基、科斯塔、馮德萊恩和杜魯多在基輔一同參與七國集團視像會議

烏克蘭總統澤連斯基、歐洲理事會主席科斯塔、歐盟委員會主席馮德萊恩、加拿大總理杜魯多在基輔一同參與七國集團視像會議，美國總統特朗普、副總統萬斯與到訪的法國總統馬克龍一同在華盛頓參與。澤連斯基在會議上表示，希望美國繼續支持烏克蘭，強調需要維護華盛頓和歐洲盟友之間的團結，認為是一次非常好的對話。
俄罗斯总统普京與中共中央总书记兼中国国家主席习近平通电话。普京介绍美俄就乌克兰实现和平的最新情况和俄方在乌克兰危机问题上的原则立场，表示俄方致力于消除俄乌冲突根源，达成可持续和长久的和平方案。习近平强调，乌克兰危机全面升级之初，已提出解决危机的「四个应该」等基本主张。去年9月，中国和巴西按着共同發布关于政治解决乌克兰危机的共识，会同部分全球南方国家成立乌克兰危机「和平之友」小组，为推动政治解决危機营造氛围、积累条件。中方乐见俄方及有关各方为化解危机作出积极努力。另外，普京會見多名主要官員，討論稀土金屬生產問題，指美國和烏克蘭之間關於自然資源的任何潛在協議都不會影響俄羅斯。俄羅斯的稀土金屬儲量明顯大於烏克蘭，並願意與外國合作伙伴合作開發稀土礦床，包括在俄佔烏克蘭地區。又認為特朗普在處理俄羅斯對烏克蘭的戰爭方面比歐洲領導人擁有更大的自由。形容澤倫斯基已經成為「烏克蘭武裝部隊有毒人物」，阻礙和平努力，削弱其國家，指責澤倫斯基的「荒謬命令」導致軍方的「災難性損失」，並指責烏克蘭總統避免推遲選舉的談判。駁斥歐洲對美俄會談的擔憂，指出沒有人可以向俄羅斯提出任何要求，尤其是歐洲。
俄羅斯外交部長拉夫羅夫表示，只要當談判提供「適合」俄羅斯政府高層的可持續結果時，俄羅斯才會同意在烏克蘭停火，兩國大使將會在本週重新開始磋商。拉夫羅夫還指出想要俄羅斯停火，乌克兰必須割讓領土、不得加入北約、军队投降、政權去纳粹化。
烏克蘭國會召開紀念俄羅斯全面入侵3週年的特別會議，並表決一項決議，指烏克蘭面對俄羅斯侵略時支持民主。決議文由國會領導階層制定，展現對澤倫斯基的支持，宣告「在烏克蘭確保全面、公正與持有的和平後」，國會將盡快宣布舉行總統選舉，表明國會「再次重申，烏克蘭總統澤倫斯基在自由、透明、民主的選舉中當選」，烏克蘭人民或國會並未質疑他的民意授權，並指參照烏克蘭憲法第108.1條，澤倫斯基總統必須行使其權力，直到新選出的烏克蘭總統就職。決議獲得218票支持，低於通過所需的226票。約54名出席的議員沒有參與表決，其中包括執政人民公僕黨的38名議員。烏克蘭國會議員熱列茲尼亞克表示，個別議員24日在自己選區未能趕回國會投票，因此25日才成功通過。
烏克蘭負責歐洲–大西洋一體化事務的副總理兼司法部長斯特凡尼希娜表示，烏克蘭和美國團隊就礦產協議的談判已進入最後階段，大部分關鍵細節已達成協議。烏克蘭致力於迅速完成此事並推進簽署進程，希望美國和烏克蘭的領導人能儘快簽署並支持協議，以展示兩國未來數十年的承諾。預計將由2國領導人在美國華盛頓簽署。
俄羅斯人權專員莫斯科爾科娃表示，與紅十字會和烏克蘭方面達成協議，在去年烏克蘭對庫爾斯克州發動行動期間，越境進入鄰近的烏克蘭蘇梅州的俄羅斯居民，將通過白俄羅斯撤離到俄羅斯。
烏克蘭能源部長加盧先科表示，在全面入侵的三年裡，俄軍對烏克蘭能源基礎設施發動30多次大規模襲擊，每次襲擊使用1百至3百枚不同的彈藥，同時襲擊發電設施、變電站、輸電線和天然氣基礎設施，損失達到數十億美元。形容俄羅斯犯下戰爭罪行，攻擊對核電站運營至關重要的設施，更可能造成核災難。
美國總統特朗普表示，希望與烏克蘭的礦產協議「很快簽署」，重申美國和烏克蘭之間達成協議的推動，認為將有助於基輔的經濟，並確保華盛頓「收回」向烏克蘭提供的數百億美元和軍事裝備。在白宮與法國總統馬克龍會面時表示，可能很快就會與烏克蘭總統澤倫斯基會面，並簽署協議，預計澤倫斯基「本週或下週」訪問華盛頓。同時表示俄羅斯對烏克蘭的戰爭可能會在「幾周內」結束，並表示已與俄羅斯總統普京討論，普京會接受歐洲維和人員駐紮在烏克蘭，作為潛在協議的一部分，美國將支援派遣歐洲軍隊監督停火，當被問及烏克蘭是否應該願意將領土割讓給俄羅斯作為談判解決方案時，特朗普表示拭目以待，並指出談判仍處於早期階段。當被問及是否會像19日給澤倫斯基總統一樣稱普京為獨裁者時，特朗普表示自己不會輕描淡寫地使用這些詞語，團隊會看看這一切會如何解決。認為烏克蘭也許能夠奪回被俄羅斯佔領的部分領土，但將是具有挑戰性的。法國總統馬克龍在與美國總統特朗普的聯合記者會上重申對烏克蘭主權的承諾，並表示要告訴特朗普，不能對俄羅斯總統普京軟弱，讚揚美烏即將達成的礦產協議，形容協議是對烏克蘭主權的承諾。
英國首相施紀賢表示，英國正對俄羅斯實施有史以來最大規模制裁，目標是影子艦隊和向俄羅斯提供零部件的外國公司，重申英國準備在2025年烏克蘭提供57億美元軍事援助，烏克蘭在未來的和平談判中必須佔有一席之地，任何解決方案都必須以烏克蘭主權為基礎，並得到強大的安全保證。英國已經準備好部署地面部隊參與維和行動。澳洲政府表示，將對俄羅斯實施進入以來最廣泛的制裁，針對70名個人和79名與俄羅斯有聯繫的組織，對參與深化俄羅斯和北韓合作的俄羅斯政府官員和個人實施制裁。紐西蘭外交部表示，將對涉嫌參與俄羅斯軍工綜合體和能源部門、參與北韓支援俄羅斯的努力以及對烏克蘭兒童的強制驅逐和再教育的52名個人和實體實施制裁。歐盟表示，正式批准對俄羅斯實施第16輪制裁，以回應俄羅斯對烏克蘭的全面入侵，包括針對俄羅斯油輪、銀行、鋁進口和「影子艦隊」。歐盟外交與安全政策高級代表卡拉斯表示，過去三年俄羅斯一直無情地轟炸烏克蘭，試圖竊取不屬於他們的土地，侵略者應該為這場戰爭付出代價並承擔責任，每個制裁計劃都是在剝奪克里姆林宮發動戰爭的資金。
丹麥外交部表示，將向烏克蘭提供5,680萬美元用於烏克蘭的人道主義援助和重建工作，形容烏克蘭的局勢仍然嚴峻，一部份資金將用於提供食物、藥物和水等基本援助，另一部份將用於重建。挪威外交部表示，將烏克蘭提供11億美元，用於人道主義援助和能源安全等領域。芬蘭外交部表示將向韌性烏克蘭夥伴基金注資470萬美元，以支持烏克蘭的復原力和穩定。
烏克蘭敖德薩猶太人協會主席、二戰納粹大屠殺倖存者施瓦茨曼在在烏克蘭基輔的雅爾塔歐洲戰略會議上表示，作為一個在二戰期間經歷壓迫、殘酷暴力和無盡痛苦的人，希特勒想殺我，因為我是猶太人，普京想殺我，因為我是烏克蘭人。在美國立場改變的情況下，呼籲歐洲不要放棄烏克蘭，沒有烏克蘭，歐洲就無法自衛。在民主世界不要害怕魔鬼，只要團結起來，便可以克服恐懼。
俄羅斯獨立媒體Mediazona與Meduza根據俄羅斯國家統計局公開提供的死亡率資料、公眾平台上的訃告和俄羅斯遺產註冊處的記錄，推算自2022年2月俄羅斯全面入侵烏克蘭以來，約有16萬5千名俄羅斯士兵喪生，並明確表示，實際數字可能更高，2022年大約2萬名俄羅斯士兵死亡，數字在2023年增加到4萬7千至5萬3千人，到2024年激增至近10萬人。數字未計算來自俄佔烏克蘭地區的強行招募士兵。

## 2月25日
烏克蘭地方政府表示，截至25日上午9時，俄羅斯在過去24小時內襲擊赫爾松、蘇梅、尼古拉耶夫、第聶伯羅彼得羅夫斯克、頓涅茨克、盧甘斯克、切爾卡瑟、基輔、哈爾科夫和切爾尼戈夫等地，至少造成2名平民死亡，36名平民受傷。烏克蘭空軍表示，俄羅斯午夜至凌晨期間，對烏克蘭發動大規模無人機襲擊，俄軍從圖-95MS戰略轟炸機發射7枚Kh-101巡航飛彈，從濱海阿赫塔爾斯克、奧廖爾、布良斯克、庫爾斯克發射213架見證者-136無人機和不明型號無人機，防空系統在日托米爾、蘇梅、波爾塔瓦、第聶伯羅彼得羅夫斯克、切爾卡瑟、切爾尼戈夫、尼古拉耶夫和基輔擊落133架無人機和6枚Kh-101巡航飛彈。另有79架無人機因電子戰措施，未能擊中目標。烏克蘭國家警察表示，俄軍襲擊頓涅茨克州克拉馬託斯克市，至少造成1名平民死亡，16名平民受傷，包括4名兒童。
烏克蘭武裝部隊總參謀部表示，自全面入侵以來，俄羅斯在烏克蘭損失869,530名士兵，過去一天俄軍有1,300人傷亡，累計損失10,182輛坦克、21,168輛裝甲戰鬥車輛、38,582輛車輛和油箱、23,652門火砲系統、1,299套多管火箭系統、1,083套防空系統、370架飛機、331架直升機、26,767架無人機、3,064枚巡弋飛彈、28艘船隻和1艘潛艦等。
俄羅斯國防部表示，過去一天，烏軍在特別軍事行動中損失905名軍人。
俄羅斯外交部表示，其任何代表都不計劃於今日在沙特阿拉伯會見其美國官員。美國總統特朗普曾於22日表示，兩國官員會在25日會面。法國傳媒「法新社」亦於24日引述外交消息报道，美俄双方代表团将于25日在沙特首都利雅得举行第二次会谈，官员级别比起第一次会谈较低。
烏克蘭國會重新就24日烏克蘭面對俄羅斯侵略時支持民主的決議案，宣告「在烏克蘭確保全面、公正與持有的和平後」，國會將盡快宣布舉行總統選舉，表明國會「再次重申烏克蘭總統澤倫斯基在自由、透明、民主的選舉中當選」，烏克蘭人民或國會並未質疑他的民意授權，並指參照烏克蘭憲法第108.1條，澤倫斯基總統必須行使其權力，直到新選出的烏克蘭總統就職。決議在第二次投票中，獲得268票支持，12票棄權下通過。
烏克蘭負責歐洲–大西洋一體化事務的副總理兼司法部長斯特凡尼希娜表示，烏克蘭和美國就礦產開採達成協議，烏克蘭在談判期間獲得更有利條款，並將該協議作為加強與美國關係的一種方式。美國總統特朗普表示，澤倫斯基將於28日訪問白宮參加礦產協議的簽字儀式。特朗普亦表示，對俄羅斯的制裁將「在某個時候」解除。
俄羅斯外交部無任所大使米羅什尼克表示，雖然目前正在進行外交努力開始和平談判，但俄羅斯在對「特別軍事行動」中的既定目標仍未實現，俄羅斯仍未能完全佔領吞併的烏克蘭四個地區，以及需要確保基輔不再對俄羅斯「構成威脅」，俄羅斯的憲政上的領土尚未解放。
烏克蘭政府、世界銀行、歐盟委員會和聯合國會布更新的聯合快速損害和需求評估，估計截至2024年12月31日，烏克蘭未來十年的重建和恢復總成本為5,240億美元，大約是烏克蘭2024年估計國內生產總值的2.8倍。烏克蘭政府在捐助者的支援下，於2025年撥款73.7億美元用於解決住房、教育、衛生、社會保障、能源、運輸、供水、除雷和民事保護等優先領域。恢復和重建需求的融資缺口總額為99.6億美元。
烏克蘭國防部表示，已授權「Vidmak」新型高速FPV無人機，用於攔截和摧毀俄羅斯車輛。
加拿大外交部長朱莉表示，與美國意見分歧，七國集團仍在討論俄羅斯全面入侵烏克蘭三週年的聯合聲明，美國反對任何關於戰爭的七國集團聯合聲明中「俄羅斯侵略」的措辭。
波蘭副總理加夫科夫斯基表示，波蘭已為烏克蘭訂購5千個Starlink終端。波蘭國防部長科西尼亞克-卡梅什表示，將向烏克蘭提供第46批價值2.1億美元的軍事援助計劃。

## 2月26日

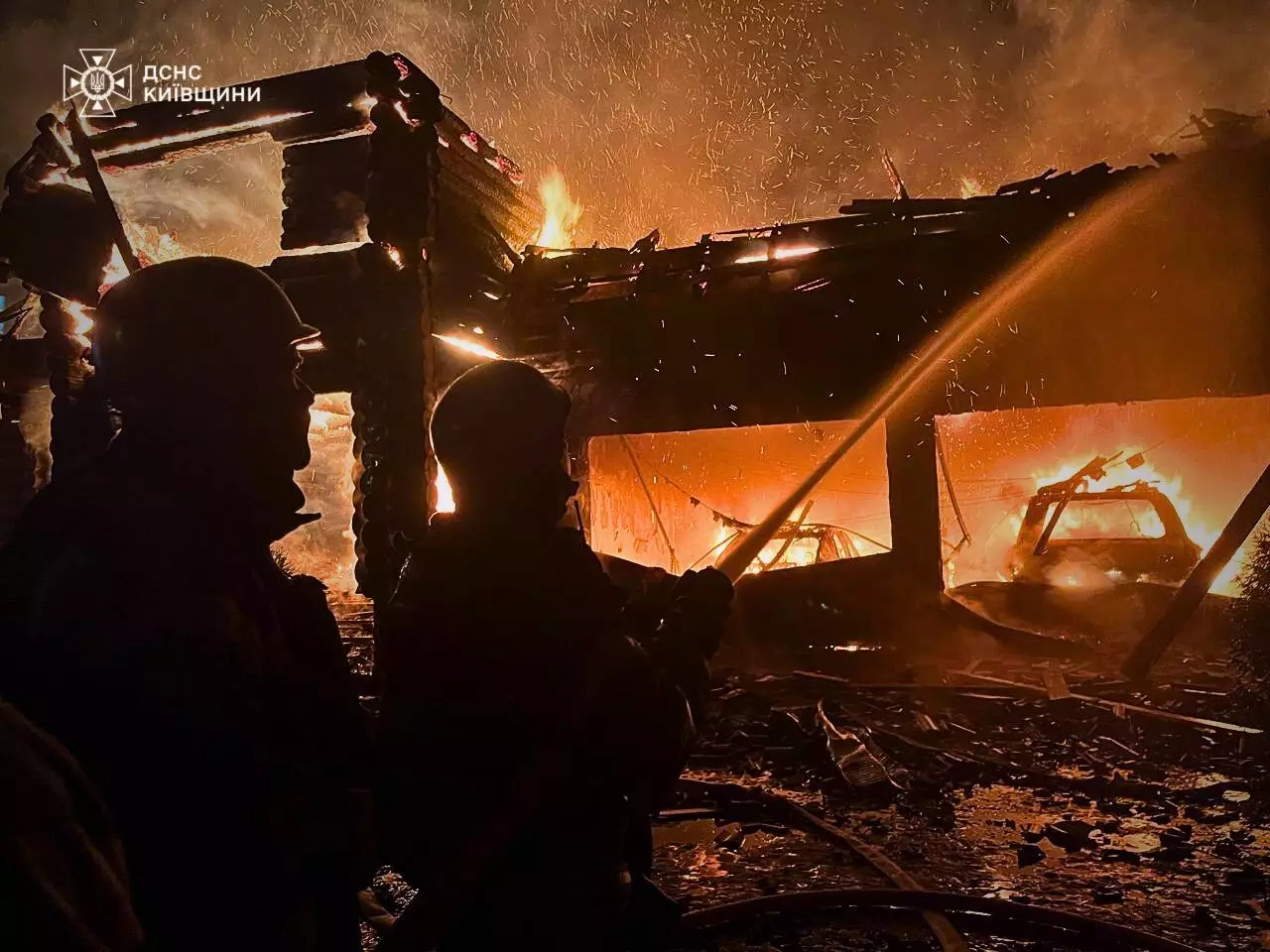
俄軍襲擊基輔州後

烏克蘭地方政府表示，截至26日上午9時，俄羅斯在過去24小時內襲擊赫爾松、蘇梅、尼古拉耶夫、第聶伯羅彼得羅夫斯克、頓涅茨克、盧甘斯克、切爾卡瑟、基輔、哈爾科夫、扎波羅熱和切爾尼戈夫等地，至少造成5名平民死亡，36名平民受傷。烏克蘭空軍表示，俄羅斯午夜至凌晨期間，對烏克蘭發動大規模無人機襲擊，俄軍從濱海阿赫塔爾斯克、奧廖爾、布良斯克、庫爾斯克、米列羅沃區、沙塔洛沃發射177架見證者-136無人機和不明型號無人機，防空系統在哈爾科夫、蘇梅、波爾塔瓦、第聶伯羅彼得羅夫斯克、赫爾松、基洛夫格勒、切爾卡瑟、切爾尼戈夫、尼古拉耶夫和基輔擊落110架無人機。另有66架無人機因電子戰措施，未能擊中目標。烏克蘭國家通訊社表示，旗下記者，「無敵國家」節目主持人塔蒂亞娜·庫利克和其丈夫博戈莫列茨國立醫科大學腫瘤學家和外科系主任，國內外期刊上發表的兩百多篇科學論文的合著者帕夫洛·伊萬喬夫在基輔州布查區的居所遭遇無人機襲擊而死亡。烏克蘭頓涅茨克州州長表示，俄軍對康斯坦丁諾夫卡發射3枚制導炸彈，至少造成5名平民死亡，11名平民受傷。
烏克蘭武裝部隊總參謀部表示，自全面入侵以來，俄羅斯在烏克蘭損失870,700名士兵，過去一天俄軍有1,170人傷亡，累計損失10,201輛坦克、21,183輛裝甲戰鬥車輛、38,702輛車輛和油箱、23,686門火砲系統、1,299套多管火箭系統、1,085套防空系統、370架飛機、331架直升機、26,961架無人機、3,064枚巡弋飛彈、28艘船隻和1艘潛艦等。烏克蘭第25獨立空降旅表示，烏軍已奪回頓涅茨克州波克羅夫斯克附近的科特林村。曾參與2013年烏克蘭廣場革命活動家，加入烏軍擔任無人機飛行員的瓦西爾·拉圖什尼在前線中無人機直接襲擊而陣亡，其同樣參加廣場革命活動的弟弟亦已於2022年在前線陣亡。
俄羅斯國防部表示，防空部隊過去一夜擊落128架無人機，其中在克拉斯諾達爾邊疆區上空擊落83架無人機，在俄佔克里米亞30架，亞速海8架，黑海5架，布良斯克和庫爾斯克州各1架。烏克蘭傳媒「基輔獨立報」引述烏克蘭國防部情報總局消息報道，烏克蘭無人機過去一夜襲擊俄羅斯克拉斯諾達爾邊疆區的圖阿普塞煉油廠，至少導致40起爆炸和引發大火。烏克蘭武裝部隊總參謀部表示，烏克蘭無人機過去一夜襲擊俄佔克里米亞薩基和卡查軍用機場和克拉斯諾達爾邊疆區圖阿普塞煉油廠的關鍵俄羅斯軍事和工業基地。
俄羅斯國防部表示，北部集團軍已奪回庫爾斯克州的奧爾洛夫卡村和波格列布基村。過去一天，烏軍在特別軍事行動中損失1,005名軍人。
烏克蘭總統澤連斯基表示，烏克蘭尋求的安全保證沒有在與美國的礦產協議中具體規定，但將在未來與美國和其他盟友的談判中討論。證實自己將於28日與美國總統特朗普舉行會談並簽署協議。澤連斯基正式解除調任烏克蘭武裝部隊總參謀長副司令的安德烈·赫納託夫準將的原烏克蘭武裝部隊聯合部隊指揮官職務。
烏克蘭總理什梅加爾表示，內閣會議已經表決批准簽署美烏礦產協議，美烏將創建一個重建投資基金，由兩國政府共同擁有和管理，烏克蘭的地下資源仍屬於烏克蘭，不會轉移給美國或其他人所有。烏克蘭將把自然資源資產未來收入的50%注資到基金。美國將以資金、金融工具和其他對烏克蘭重建至關重要的資產的形式向該基金作出貢獻。基金資金將專門投資於烏克蘭重建計畫，並形容是烏克蘭未來世代基金。強調協議考慮到烏克蘭在歐洲一體化進程中的義務，不會對歐洲一體化的承諾產生矛盾或不一致。
俄羅斯外交部長拉夫羅夫表示，美國和俄羅斯官員將於27日在土耳其伊斯坦布爾舉行第二輪烏克蘭和平談判，討論重新開放大使館的問題，結果將表明和平能夠以多麼快和有效地向前邁進，前線的戰爭不會停止。強調俄羅斯不會允許在烏克蘭部署歐洲維和人員。有關說法與24日美國總統特朗普聲稱普京會同意歐洲在烏克蘭部署維和人員的說法相反。美國國務院發言人布魯斯表示，美國和俄羅斯官員不會在伊斯坦布爾的會談中討論俄羅斯對烏克蘭的戰爭。
烏克蘭文化部表示，在立法規管應對男性使用許可證在國外停留超過允許時間的情況前，將暫時停止向應徵年齡的男性記者和文化專業人士發出可獲豁免戒嚴令，離境旅行的許可證。
美國總統特朗普表示，作為未來與俄羅斯和平協議的一部份，烏克蘭將不被允許加入北約，並排除在達成協議之前解除對俄羅斯制裁的可能性。美國政府將終止90%以上的美國國際開發署對外援助合同，削減600億美元的對外援助。包括6,200份美國國際開發署合同中的5,800份，節省540億美元，以及9,100份國務院贈款中的4,100份，削減44億美元。未知是否包括向基輔提供的人道主義、發展援助和直接預算支援等。
烏克蘭傳媒「基輔獨立報」聲稱獨家從烏克蘭政府消息來源獲得美烏礦產貿易協議的全文。
1. 雙邊協議鑒於美國自2022年2月俄羅斯全面入侵烏克蘭以來，已向烏克蘭提供大量財務和物質支持，美國人民希望與烏克蘭一道投資重建一個自由、主權和安全的烏克蘭，且美烏雙方希望在烏克蘭實現持久和平，並建立兩國人民和政府之間的牢固夥伴關係。同時承認烏克蘭通過自願放棄世界第三大核武庫，在加強國際和平與安全方面所做的貢獻，兩國希望確保在衝突中對烏克蘭採取不利行動的國家和個人在烏克蘭重建中不獲益。美烏兩國政府簽署本雙邊協議，以建立重建投資基金的條款和條件，深化美國與烏克蘭之間的夥伴關係。
2. 基金將由兩國政府的代表共同管理，美方對基金的股權和財務利益的最大擁有百分比及其代表的決策權將根據適用的美國法律進行。任何參與方不得在未獲得另一方事先書面同意的情況下，出售、轉讓或以其他方式處置其在基金中的任何權益。基金將從未來貨幣化的烏方擁有的自然資源資產中獲得收入，無論相關資產是烏克蘭政府直接或間接擁有，基金將收入收集並再投資。
3. 烏方將向基金注資未來貨幣化的所有相關烏方擁有的自然資源資產收入的50%，無論資產是烏克蘭政府直接或間接擁有，這些資產包括礦產、碳氫化合物、石油、天然氣及其他可開採材料，以及與自然資源相關的其他基礎設施，如液化天然氣終端和港口基礎設施，具體內容由雙方商定。為避免疑義，此類未來收入來源不包括已經納入烏克蘭一般預算收入的當前收入，即烏克蘭國營石油天然氣公司等。基金可自行決定向烏方歸還從新開發項目中獲得的收入。基金將用於再投資烏克蘭，以促進烏克蘭的安全、穩定與繁榮。
4. 美國將根據適用的美國法律，維持對烏克蘭穩定和經濟繁榮的長期財務承諾，進一步的貢獻可能包括資金、金融工具及其他對烏克蘭重建至關重要的有形和無形資產。
5. 基金將投資於烏克蘭的項目，並吸引其他投資以增加對烏克蘭公私營行業的開發、加工和貨幣化，包括但不限於礦產、碳氫化合物、石油、天然氣及其他可開採材料、基礎設施、港口和國有企業等。美烏通過投資流程創造分配額外資金和增加再投資的機會，以確保足夠的資本供應用於烏克蘭的重建。
6. 在起草基金協議時，參與方將努力避免與烏克蘭加入歐盟的義務或與國際金融機構及其他官方債權人之間的安排產生衝突。
7. 基金協議將確認協議及其所規定的活動具有商業性質。基金協議必須符合烏克蘭法律，並由烏克蘭議會予以批准。
8. 基金協議將設立控制機制，以確保不削弱、違反或規避制裁及其他限制性措施。
9. 基金協議的文本將由烏克蘭財政部和經濟部與美國財政部授權代表主持的工作組迅速制定。
10. 雙邊協議和基金協議將構成雙邊和多邊協議架構的組成部分，以及建立持久和平的具體步驟，增強經濟安全韌性。美國支持烏克蘭獲得建立持久和平所需的安全保障。雙方將尋求保護相互投資的必要措施。
11. 雙邊協議具有約束力，雙方將根據國內程序實施，並承諾立即開始協商基金協議，其餘細節在基金協議商討。

英國首相施紀賢敦促美國為未來在烏克蘭的任何歐洲維和人員提供安全「後盾」，並表示只有這樣才能為基輔提供持久的和平，而不是暫時的停火，再次重申英國將在烏克蘭的任何維和角色中發揮作用」。
世界貿易組織烏克蘭貿易審議會議通過選擇俄羅斯侵略烏克蘭的聲明，超過40個成員國同意發表相關聯合聲明，包括歐盟、英國、加拿大和澳洲等，美國首次未有參與聲明，並在投票中投下棄權票。
羅馬尼亞國會通過法案，允許擊落非法越過羅馬尼亞國家邊界並在未經授權的領空飛行的無人機。
芬蘭國防部表示，將向烏克蘭提供6.91億美元軍事援助，重點關注烏克蘭的關鍵需求。
法國傳媒「法新社」引述南韓國家情報員官員消息報道，北韓士兵已被重新部署到庫爾斯克前線，並已經進行部署額外部隊，確切規模仍在評估中。
澳洲富豪福雷斯特表示，向烏克蘭捐贈315萬美元，以支援受俄羅斯侵略影響的烏克蘭社群，並確保烏克蘭的領土完整，認為一個國家侵略另一個國家完全冒犯文明社會應有的規則，烏克蘭完全有權保護其邊境，呼籲國際社會與烏克蘭站在一起，否則國際社會將非常短視。
馬來西亞航空17號班機空難遇難者家屬代表向美國總統特朗普和歐盟委員會主席馮德萊恩等發信，要求俄羅斯承認對飛機墜毀的責任。應該是結束俄羅斯對烏克蘭的全面戰爭的潛在和平協議的一部分，如果俄羅斯不承認其對擊落客機的責任，就很難達成可信的協議。

## 2月27日
烏克蘭地方政府表示，截至27日上午9時，俄羅斯在過去24小時內襲擊赫爾松、蘇梅、尼古拉耶夫、第聶伯羅彼得羅夫斯克、頓涅茨克、盧甘斯克、切爾卡瑟、基輔、哈爾科夫、扎波羅熱和切爾尼戈夫等地，至少造成8名平民死亡，18名平民受傷。烏克蘭空軍表示，俄羅斯午夜至凌晨期間，對烏克蘭發動大規模無人機襲擊，俄軍從濱海阿赫塔爾斯克、奧廖爾、布良斯克、米列羅沃區、沙塔洛沃發射166架見證者-136無人機和不明型號無人機，防空系統在哈爾科夫、蘇梅、波爾塔瓦、敖德薩、赫梅利尼茨基、文尼察、基洛夫格勒、切爾卡瑟、切爾尼戈夫、尼古拉耶夫和基輔擊落90架無人機。另有72架無人機因電子戰措施，未能擊中目標。
烏克蘭武裝部隊總參謀部表示，自全面入侵以來，俄羅斯在烏克蘭損失871,850名士兵，過去一天俄軍有1,150人傷亡，累計損失10,209輛坦克、21,196輛裝甲戰鬥車輛、38,842輛車輛和油箱、23,755門火砲系統、1,299套多管火箭系統、1,086套防空系統、370架飛機、331架直升機、27,102架無人機、3,064枚巡弋飛彈、28艘船隻和1艘潛艦等。烏克蘭武裝部隊總司令瑟爾斯基表示，烏克蘭已在戰場上重新襲擊部隊，減緩俄軍在最威脅地區的推進，目前俄軍正在頓涅茨克州東部新帕夫利夫卡積極推進，並試圖突破烏克蘭的防禦，奪取三個定居點，但遭到烏軍抵禦，且遭受重大損失。烏克蘭軍方霍爾蒂恰作戰戰術小組發言人表示，俄軍在頓涅茨克州波克羅夫斯克附近陷入困境，烏軍擊退33次襲擊，俄軍試圖從南方進攻，從西方繞過波克羅夫斯克的企圖都失敗，目前部署在當地的俄軍疲憊不堪，進入停頓狀態。
俄羅斯國防部表示，北部集團軍已奪回庫爾斯克州的尼科爾斯基居民點。
烏克蘭總統澤連斯基在前往美國期間，在愛爾蘭香農國際機場會見愛爾蘭總理馬丁，澤連斯基感謝愛爾蘭對俄羅斯全面入侵的烏克蘭難民支援。兩人討論涵蓋烏克蘭進入歐盟道路上的安全保障和合作。《愛爾蘭觀察家報》於2月27日透露，馬丁表示，愛爾蘭願意派遣維和部隊前往烏克蘭監督可能的停火。
俄羅斯總統普京表示，俄羅斯和美國準備重建合作，讚揚特朗普政府的務實主義，俄羅斯和美國之間的第一次接觸激發某些希望。個別西方國家對俄美關係的恢復感到不滿，並希望製造世界不穩定。這些勢力將試圖破壞或損害已經開始的對話，俄羅斯利用外交和情報的所有手段來挫敗這種企圖。
俄羅斯外交部發言人扎哈羅娃表示，俄羅斯希望與美國官員在伊斯坦布爾舉行的首次專家磋商會談中加強兩國之間的信任，克服分歧，重點將放在大使館的運作上。
烏克蘭國防部情報總局局長布達洛夫表示，如果俄羅斯在2026年前不停止對烏克蘭的全面戰爭，俄羅斯可能會失去世界主管的機會。這場戰爭的財務成本對俄羅斯來說「太高」，使其無法專注於發展和大型專案。同時缺乏技術解決方案，用於北極地區的發展、天然氣生產等。
烏克蘭外交部發言人泰克伊表示，烏克蘭正在與西方盟友進行談判，以確保任何未來監測潛在停火的維和部隊在巡邏空域和海上中發揮作用。
烏克蘭國會召開會議討論傳召總理什梅加爾和經濟部部長斯維里登科，對烏美商訂的礦產協議進行提問，但兩項要求只有138和125名議員同意，未能通過。
烏克蘭基輔上訴法院釋放因俄羅斯在2024年5月越境攻勢期間在哈爾科夫州管理不當的阿圖爾·霍本科中將，涉嫌在服兵役時疏忽，未能適當加固該地區防禦，並利用所有可用資源擊退俄軍，需要軟禁至3月20日。
美國總統特朗普表示，將於當地時間星期五早上11時與澤連斯基會面，雙方將就開發烏克蘭礦產和稀土協議會談。會談前夕表示，非常尊重澤連斯基。當被問到會否為曾經稱對方是「獨裁者」致歉時，特朗普表示不敢相信自己曾經這麼說，又形容澤連斯基非常勇敢。預期與澤連斯基的會面將非常好，並表示實現和平的努力進展相當迅速，又認為美國礦業在烏克蘭的存在，將對俄羅斯起到威懾作用。同時又表示將對俄羅斯的部分制裁延長至2026年3月6日。結束俄烏衝突的和平協議是可能的，但必須迅速推進，否則將會失敗。指出俄烏戰爭顯示北約國家投資國防的重要性，並要求部分北約國家繼續提高國防投資。美國總統中東問題特使史蒂夫·威特科夫表示，除了烏克蘭的礦產資源外，一達達成和平協議，美國亦有興趣勘探俄羅斯的重要礦產，對與俄羅斯礦場交易遲開放態度，認為雙方有大量經濟合作機會。美國財長貝森特表示，美烏礦產框架協議已完成，交易已經完成，澤連斯基總統28日就會簽署協議，因此無需要再談判，這是一項關於戰略礦產、石油和天然氣及基礎設施資產的交易，形容是雙贏。
英国首相施紀賢到訪美國，在与美国总统特朗普会晤中表示，若无乌克兰和欧洲国家的参与，仓促达成的和平协议可能使欧洲进一步不稳定，不利于美国。施紀賢表示将于2日在英国主持召开一个针对乌克兰问题的国际会议，乌克兰总统泽连斯基将出席。
北約秘書長呂特與美國總統特朗普電話通話後表示，北約成員正在增加國防投資，並準備為烏克蘭提供額外的財政支援，相關金額將達到數十億美元。
歐盟外交與安全政策高級代表卡拉斯表示，批評將烏克蘭排除加入北約資格的言論，認為美國總統特朗普一在排除烏克蘭加入北約作為防止未來俄羅斯侵略的安全保證令人沮喪。在正式和平談判開始之前，沒有理由向俄羅斯做出讓步，特別是考慮到俄羅斯正在佔領烏克蘭。
法國國防部長勒科爾尼表示，自2024年10月以來，法國和烏克蘭一直在討論將烏克蘭礦產用於法國國防工業的問題，主要是基於烏克蘭總統澤連斯基勝利計劃中提出關於烏克蘭自然資源的國際夥伴關係，因此美國總統特朗普並沒有發明相關提議，是烏克蘭人自己發明。

## 2月28日
烏克蘭地方政府表示，截至28日上午9時，俄羅斯在過去24小時內襲擊赫爾松、蘇梅、尼古拉耶夫、第聶伯羅彼得羅夫斯克、頓涅茨克、盧甘斯克、切爾卡瑟、哈爾科夫、扎波羅熱和切爾尼戈夫等地，至少造成3名平民死亡，20名平民受傷。烏克蘭空軍表示，俄羅斯午夜至凌晨期間，對烏克蘭發動大規模無人機襲擊，俄軍從濱海阿赫塔爾斯克、奧廖爾、庫爾斯克、布良斯克、米列羅沃區、沙塔洛沃發射208架見證者-136無人機和不明型號無人機，防空系統在哈爾科夫、蘇梅、波爾塔瓦、日托米爾、文尼察、基洛夫格勒、切爾卡瑟、切爾尼戈夫、尼古拉耶夫、赫爾松、第聶伯羅彼得羅夫斯克和基輔擊落107架無人機。另有97架無人機因電子戰措施，未能擊中目標。烏克蘭哈爾科夫市市長表示，俄羅斯無人機襲擊哈爾科夫一個醫療設施，至少造成7名平民受傷。
烏克蘭武裝部隊總參謀部表示，自全面入侵以來，俄羅斯在烏克蘭損失874,560名士兵，過去一天俄軍有1,060人傷亡，累計損失10,222輛坦克、21,134輛裝甲戰鬥車輛、38,994輛車輛和油箱、23,847門火砲系統、1,303套多管火箭系統、1,087套防空系統、370架飛機、331架直升機、27,274架無人機、3,085枚巡弋飛彈、28艘船隻和1艘潛艦等。總參謀部表示，烏軍過去一夜在俄佔頓涅茨克波克羅夫斯克區塞利多夫鎮附近摧毀一個熱壓彈藥庫，另襲擊俄羅斯其他3個設施，包括俄羅斯克拉斯諾達爾邊疆區的伊爾斯基煉油廠。
監測組織「DeepState」分析顯示，烏克蘭蘇梅州邊境村莊諾文克被列為灰色地帶，未能確認有那一方控制，表明俄軍可能已經越過邊境。烏克蘭國家安全與國防委員會反虛假資訊中心表示，俄羅斯步兵部隊正試圖越過蘇梅州的俄烏邊境　但未能取得突破。烏克蘭武裝部隊總參謀部發言人利科維表示，俄軍在蘇梅州諾文克村附近試圖越過俄烏邊境，但被擊退。

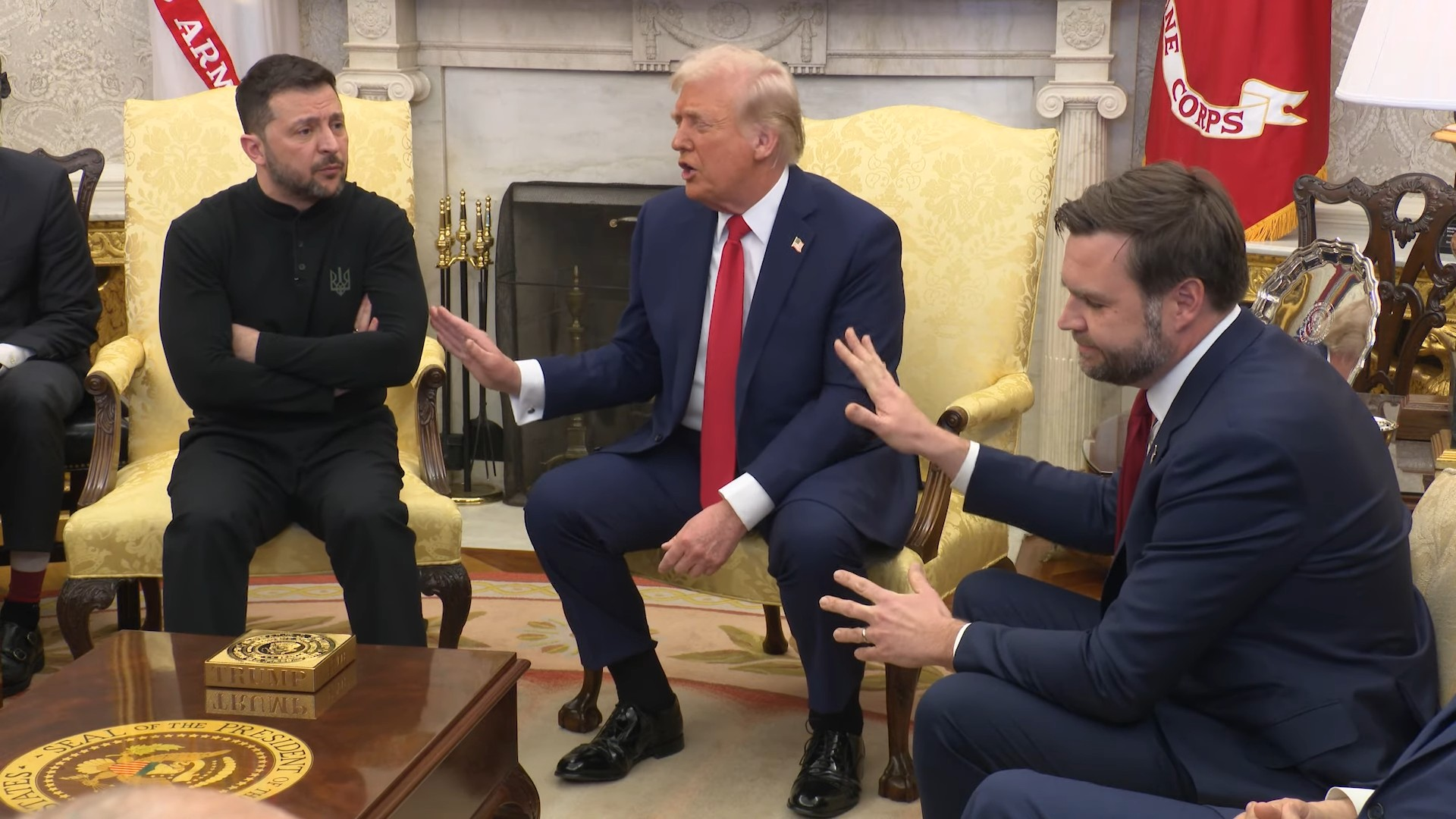
烏克蘭總統澤連斯基與美國總統特朗普等人在美國白宮會面期間，出現激烈爭吵

烏克蘭總統澤連斯基到訪美國白宮，原定將按計劃與美國總統特朗普簽署美烏礦產協議，但澤連斯基與美國總統特朗普和副總統萬斯在橢圓形辦公室爆發激烈爭吵。雙方會議約45分鐘，澤連斯基在發言期間，公開要求美國作出安全保證，質疑特朗普對俄羅斯總統普京的溫和態度，並反駁特朗普有關「烏克蘭城市已被三年戰爭夷為平地」的說法。特朗普則告訴澤連斯基，歐洲會提供安全保障，安全保障亦是歐洲的責任，在俄羅斯和烏克蘭的談判中，將站在中間。其後，記者開始發問，期間特朗普在回答記者提問中暗示泽连斯基对普京的仇恨影响和平协议的达成。 當记者問及關於特朗普與普京結盟的問題時，萬斯插話說，前總統拜登沒有透過外交手段結束烏克蘭戰爭。通往和平的道路和繁榮的道路是參與外交，美國參與外交，是一個好國家，這就是特朗普總統正在做的事情。澤連斯基回應解釋俄羅斯始於2014年侵略烏克蘭的歷史，並指出莫斯科打破2019年透過與法國和德國的外交努力談判達成的停火協議。並質問萬斯說的是什麼樣外交。萬斯回應，指是那種將結束你們國家毀滅的外交手段。万斯對澤連斯基表示，恕我直言，我認為你進入橢圓形辦公室並試圖在美國媒體面前對此進行批評是不尊重的。形容烏克蘭目前成面對人力短缺問題，你應該感謝特朗普協助解決這場戰爭。澤連斯基則再次反問萬斯，是否曾經到過烏克蘭，是否知道那裏發生的故事。萬斯表示，自己到過烏克蘭，亦知道發生的事情，但你不應批評一個正在致力協助解決你的國家災難的政府。澤連斯基則表示，戰爭期間每個國家都會發生這些問題包括美國，現在你們感受不到，但將來可能會感受到。此時，特朗普開始對澤連斯基表示，你沒有資格決定我們要怎樣感受，我們感到非常強大，指出澤連斯基讓自己陷入糟糕的處境，萬斯在這一論點是正確的。同時正在以第三次世界大戰作為賭注，但你沒有籌碼，你需要美國才有。澤連斯基立即表示，這不是卡牌遊戲，但遭特朗普打斷指你正在玩卡牌遊戲，用數百萬人生命作賭注，你現在的行為對美國非常不尊重。特朗普還表示，烏克蘭並不孤單，因為「愚蠢的」前總統拜登向基輔提供軍事援助。如果你沒有我們的軍事裝備，這場戰爭會在兩週內結束。好嗎。萬斯同一時間暗示澤從未感謝過美國的援助。特朗普亦表示，做這樣的生意將是一件非常困難的事情。澤連斯基再次表示，在特朗普指責他不認真想要停火之前，他很感激，我們亦很想停止戰爭。特朗普則表示，你不是說不想停火嗎。我想要停火，因為停火會比達成協議更快。兩人亦同時指責澤連斯基不尊重美國。特朗普強調「要麼烏克蘭達成協議，要麼美國退出這場戰爭」，認為澤連斯基應該感激美国所提供的援助。特朗普再回答一條問題後，白宮安排記者離開辦公室。其後，雙方會面不歡而散，白宮官員表示澤連斯基在其後的會晤中離席。特朗普在争吵后在其社交平台「真相社交」上表示泽连斯基可以在准备好和平的时候回来，形容这场意义非凡的会面让他学到了很多，使他清楚认识到只要美国还陷在俄乌冲突中，泽连斯基就不会为和平做好准备。特朗普认为美国陷入乌克兰冲突使泽连斯基认为自己在谈判中有着巨大的优势，但自己并不想贪图那些所谓的优势，自己只图和平。最終雙方並未簽署協議，白宮亦宣布取消記者會和簽署協議的儀式。

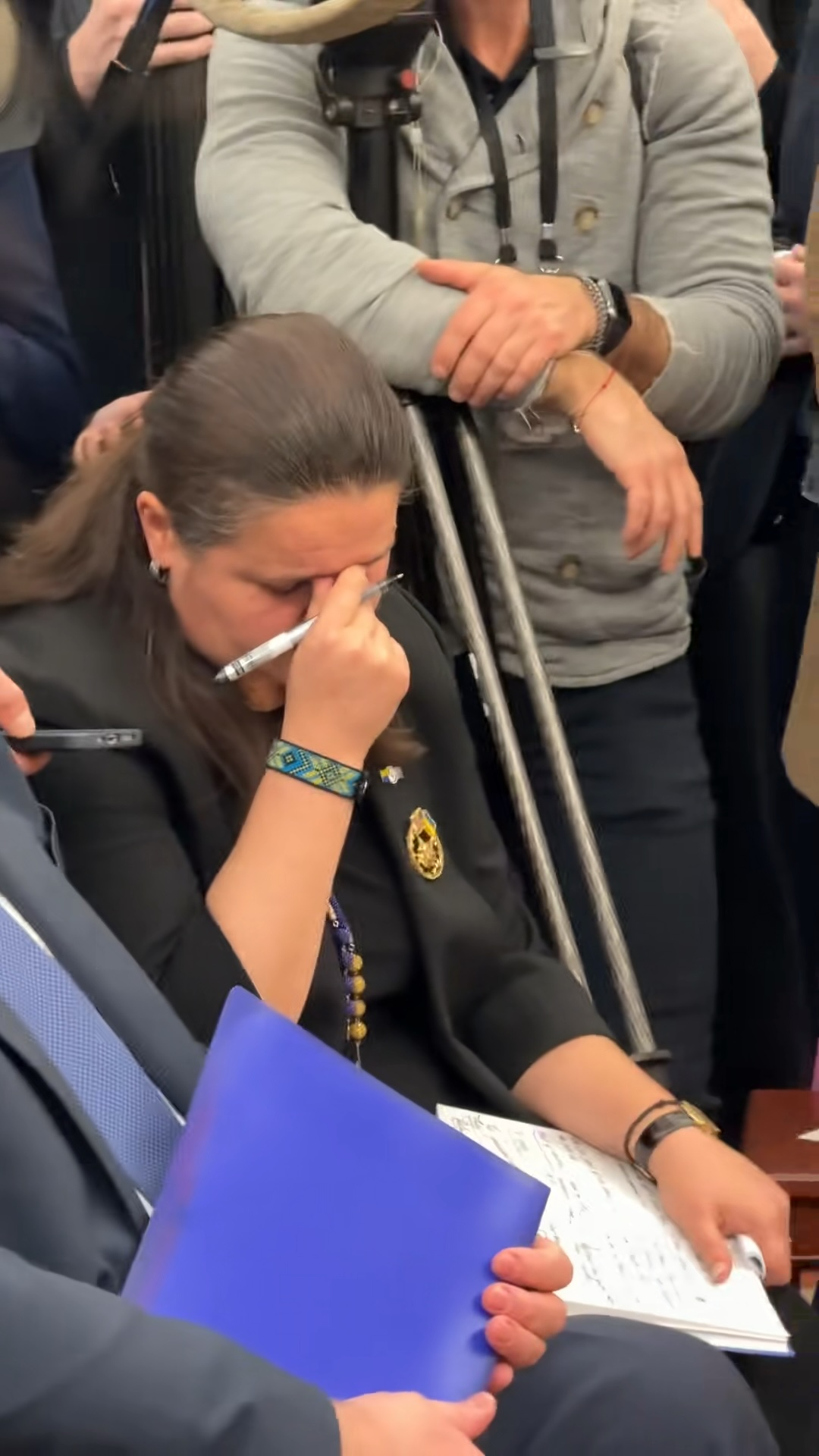
傳媒拍攝到美烏領導人在白宮爭吵期間，在場的烏克蘭駐美國大使奧克薩娜·馬爾卡羅娃掩面擰頭

烏克蘭總統澤連斯基離開美國白宮後在社交平台表示：「謝謝美國，謝謝你們的支援，謝謝這次訪問。感謝美國總統、國會和美國人民。烏克蘭需要公正和持久的和平，我們正為此而努力。」烏克蘭總理什米哈爾力挺澤連斯基提出要美國給予安全保障以支持任何和平協議的訴求，形容沒有保障的停火將導致俄羅斯占領歐洲。烏克蘭副總理費多羅夫肯定澤連斯基的「勇氣」，稱澤連斯基勇敢捍衛我們人民的榮譽，為了自由付出鮮血。烏克蘭外交部長西比哈稱讚澤連斯基有為對的事情挺身而出的勇氣與力量。鮮少發表政治聲明的烏克蘭武裝部隊總司令瑟爾斯基表示：「烏克蘭部隊將與烏克蘭、人民和最高統帥澤連斯基同在，我們團結就是力量。」
俄羅斯國家安全委員會副主席，前總統梅德韋傑夫回應美烏領袖在白宮的爭吵時表示，爭吵是「歷史性的」和「來自橢圓形辦公室的激烈斥責」，又稱讚特朗普說出「真相」，稱該論點是對「忘恩負義」的澤倫斯基的憤怒訓斥。
俄羅斯外交部表示，俄羅斯與美國在土耳其伊斯坦布爾舉行近6小時會談，期間俄方建議恢復與美國的直航航班，未有透露美方的回應，但俄羅斯國際航空公司的股價在消息傳出後上漲3.8%。
烏克蘭總統制裁專員弗拉西烏克表示，根據盟友提供的消息，解除制裁是俄羅斯早前在沙特阿拉伯舉行的美俄外長會談中的優先事項之一，最主要關心兩方面的制裁，包括美國、歐盟和英國制裁的寡頭，以及阻止俄羅斯收入的能源制裁。
美國國務卿盧比奧回應美烏領袖在白宮的爭吵時表示，批評澤連斯基在橢圓形辦公室與特朗普的會面變成一場敗利，澤連斯基應該為會議公開道歉，並質疑烏克蘭領導人是否真的致力於和平。認為澤連斯基沒有必要進去對抗，澤連斯基的方法使談判變得更加困難。澤連斯基的好鬥立場引起對其談判意願的懷疑，形容也許澤連斯基不想要和平協議，會議的後果為美國對烏克蘭援助的未來帶來嚴重的不確定性。
歐洲多國領袖和美國政界人士回應美國總統特朗普與烏克蘭總統澤連斯基的爭吵。波蘭總理圖斯克表示，支援烏克蘭，親愛的澤連斯基，親愛的烏克蘭朋友，你們並不孤單。法國總統馬克龍強調，俄羅斯是對烏克蘭戰爭的侵略者，烏克蘭是被攻擊者，強調支援烏克蘭和制裁俄羅斯是三年前的正確決定，今天仍然如此。必須感謝所有提供幫助的人，必須尊重那些從一開始就一直在戰鬥的人。歐盟委員會主席馮德萊恩重申歐盟支援烏克蘭的承諾，親愛的總統澤連斯基，你的尊嚴是烏克蘭人民的勇敢，要堅強，要勇敢，要無所畏懼，你永遠不會孤單。歐盟外交與安全政策高級代表卡拉斯強調，歐盟致力於加強對烏克蘭的援助，使烏克蘭能夠繼續抵抗侵略者，並認為很明顯，自由世界需要一個新的領袖，取決於我們歐洲人，是否接受這個挑戰。領導德國基督教民主聯盟贏得大選，有望出任新總理的梅爾茨表示，在這場可怕的戰爭中，決不能混淆侵略者和受害者。德國外交部長貝爾伯克強調，德國及其歐洲盟友仍然堅定地站在烏克蘭一邊，反對俄羅斯的侵略。摩爾多瓦總統桑杜強調烏克蘭在捍衛自由方面發揮的廣泛作用，真相很簡單就是俄羅斯入侵烏克蘭，俄羅斯是侵略者。捷克總統帕維爾表示，對烏克蘭的強烈支援，稱捷克比以往任何時候都更支援烏克蘭，是時候讓歐洲加緊努力。捷克總理菲亞拉表示，支援烏克蘭，將與烏克蘭站在一起，站在自由世界一邊。美烏領袖在白宮爭吵後，西班牙、立陶宛、拉脫維亞、挪威和荷蘭官員分別發表聲明，重申對烏克蘭的承諾。義大利總理梅洛尼在爭吵後，呼籲美國、歐盟和西方盟友之間在未來幾個小時內舉行峰會，討論烏克蘭問題，坦率地談論打算如何應對當今的巨大挑戰，主要是近年來共同捍衛的烏克蘭，西方的任何分裂都會讓我們都變得軟弱，並有利於希望看到西方文明衰落的人。美國富商，政府效率部負責人馬斯克表示，澤連斯基正在美國人民眼中毀自己。美國共和黨參議員，曾在戰時訪問烏克蘭的雷格雷厄姆表示，為特朗普總統感到驕傲，澤連斯基要麼必須從根本上改變，要麼離開。美國參議院少數黨領袖民主黨的舒默形容特朗普政府正在做俄羅斯總統普京的骯髒工作。參議院外交關係委員會民主黨參議員沙欣表示，特朗普和萬斯在會議期間的行為可恥，完全不符合美國，再次站在兇殘的暴徒普京一邊，而不是民主盟友的烏克蘭。立場相對親俄的匈牙利總理奧爾班則表示，感謝特朗普為和平做出的努力，形容強大的男人締結和平，弱小的男人進行戰爭，今天特朗普總統勇敢地為和平而努力，哪怕很多人都感到難以消化。
美國有线电视新闻网（CNN）报道，在椭圆形办公室的激烈争吵后，川普和泽连斯基前往不同的房间。按外国领导人到訪的正常礼节，乌克兰代表团會先到一个单独的房间，再共进午餐。但当准备好的食物还放在手推车上时，乌克兰代表团已被告知离开，午餐也被分给现场记者和工作人员。消息由美国国务卿鲁比奥和国家安全顾问沃尔茲传达。川普在咨询万斯、鲁比奥、美国财政部长贝森特以及其他高级顾问的意见后，得出了泽连斯基还没有准备好谈判的结论，下达有關指令。白宫官员透露，乌方本希望繼續谈话，但被拒绝。新聞工作者貝西·克萊因在CNN报道中表示，川普和泽连斯基的谈话本来是在友好的氛围中进行，但氛围因为万斯的介入而被改变。在谈话进行40多分钟后，万斯开始发言抨击拜登政府的外交政策，引起泽连斯基的不滿，万斯在其後的對話中用手指指向泽连斯基，並指控称泽连斯基不尊重美國。令雙方的争论由此展开。
《華盛頓郵報》引述特朗普政府高級官員消息報道，在特朗普和澤連斯基在白宮激烈爭吵後，特朗普正在考慮停止向烏克蘭運送拜登時期批准的軍事援助。NBC新聞引述美國國際開發署官員消息報道，國務院已指示國際開發署終止協助恢復烏克蘭能源電網的計劃，決定是在澤連斯基訪美前落實。官員形容決定大大削弱本屆政府就停火進行談判的能力，並向俄羅斯發出訊號，即美國不關心烏克蘭或過去的投資。
美烏領袖在白宮的爭吵亦引來社會各界的回應。法國著名演員，第50屆凱撒電影獎評審團主席嘉芙蓮·丹露在頒獎禮上，帶上烏克蘭國旗顏色的徽章，並表示將儀式獻給烏克蘭，再次表達其對烏克蘭的支援。美國歷史學家和作家史拉達表示，支援澤連斯基，批評特朗普和萬斯的行為表現得好像問題在於烏克蘭正在抵抗俄羅斯正在進行的入侵，問題是俄羅斯正在進行的入侵，如果他們想利用美國的力量來阻止戰爭，那就把它應用於侵略者。虐待受害者並不能結束一場侵略戰爭。

## 备注
1. ↑  马斯克在路透社发表报道后在X平台上发帖否认要关闭乌克兰「星鏈」衛星上網系統，并指路透社的文章是虚假的[408]